# Relaciones Chile-Francia
Las relaciones Chile-Francia son las relaciones internacionales; políticas, económicas, culturales, educacionales, militares, poblacionales e históricas entre la actual República de Chile y la actual República Francesa, así como las ocurridas durante formas de organización colonial o monárquicas previas a ambas repúblicas y en los territorios que ambas repúblicas detentan o reclaman actualmente. 
Las relaciones se formalizaron diplomáticamente en 1830. Aunque el contacto de franceses con Chile principió con un puñado de tripulantes de esa nación que participó en la española expedición de Magallanes en el siglo XVI. Siguieron, entre otros casos aislados, algunos filibusteros franceses, miembros de tripulaciones mixtas con ingleses, que, tras abandonar las Antillas, usaron como base el archipiélago de Juan Fernández para asolar la costa chilena y del Pacífico americano a fines el siglo XVII. Pero el contacto comenzó a ser realmente notorio en el siglo XVIII mediante la actividad de contrabandistas franceses, que burlaban las leyes coloniales españolas usando como base la ciudad de Concepción, algunos de los cuales se instalaron en el país. El siglo XIX fue el período de mayor influencia cultural, científica, militar y política francesa sobre las élites chilenas y, en alguna forma relativa, en la independencia del país. Esta influencia se desarrolló a través de la circulación temprana de textos de pensadores políticos franceses ilustrados  y el reclutamiento de oficiales militares que habían integrado el ejército napoléonico durante la llamada "Patria Nueva", aunque el movimiento emancipador se desarrolló bajo un mayor influencia política en terreno de Reino Unido y Estados Unidos. En el periodo republicano continuó la influencia con la migración de comerciantes, educadores, académicos, técnicos, aventureros y artistas franceses a Chile. Pero, simultáneamente, también el siglo XIX fue un período de roces entre ambos países, por actuaciones de cónsules franceses y el cobro reiterado de indemnizaciones honerosas que generaron quejas chilenas en la década de 1830; la presencia a veces cohercitiva de la marina de guerra francesa en la costa chilena; la favoritismo y apoyo francés hacia facciones de las luchas internas chilenas en las guerras civiles chilenas de 1829-1830 y de 1891; el apoyo decidido de Francia a la Confederación Perú-Boliviana durante la guerra de Chile contra esta última; los planes del expansionismo francés del Segundo Imperio en Magallanes; la intervención francesa en México (que provocó activismo y un profundo rechazo en las élites liberales chilenas) y por la frustrada aventura del "Reino de Nueva Francia" (o de "Araucanía y Patagonia"), una iniciativa financiada por élites francesas para crear un estado satélite en territorios indígenas que Chile y Argentina consideraban propios. Ésta intentona fue la última manifestación del frustrado interés de Francia en incorporar como colonias o protectorados territorios australes que actualmente pertenecen a Chile y/o Argentina, del que se tiene registro entre el fines del siglo XVII y mediados del siglo XIX. El período entre fines del siglo XIX y el siglo XX fue marcado también por la presencia y obra de migrantes, artistas, intelectuales y exiliados chilenos en Francia, entre ellos varias de las mayores figuras culturales y políticas de Chile; la reducción drástica de la influencia francesa en Chile en materia militar (reemplazada por la influencia prusiana y, después, estadounidense), así como de su paulatina disminución en términos culturales, frente a la hegemonía estadounidense que se desplegó a lo largo de la última centuria. En la actualidad persisten y se desarrollan numerosos lazos educacionales, económicos, políticos, científicos, artísticos y migratorios entre ambos países.

## Historia

### Tripulantes franceses de Magallanes: Rixart de Normandía.
Los primeros franceses que se relacionan con el actual territorio de Chile son los diez que cruzaron el Estrecho de Magallanes en la expedición de Magallanes en 1520. Y los cinco que, en la misma circunstancia, estuvieron en la boca oriental del Estrecho pero no lo cruzaron, volviendo con la nao San Antonio, que desertó de la flotilla y puso rumbo a España.

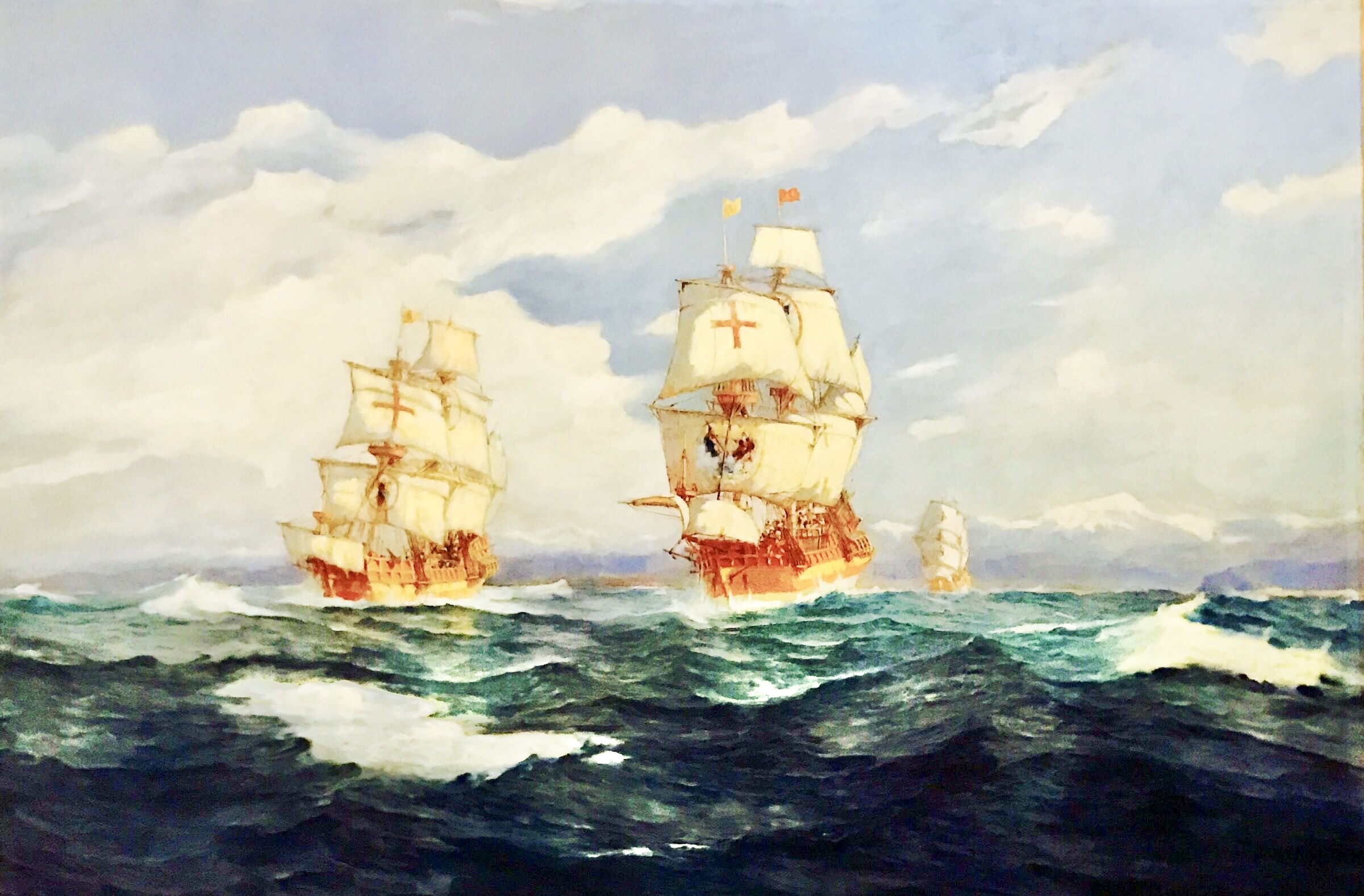
El cruce del Estrecho por la flotilla bajo el mando de Hernando de Magallanes, que llevaba en ese punto a diez tripulantes franceses, representado en un óleo de principios del siglo XX del pintor chileno Álvaro Casanova Zenteno.

Entre los franceses que sí cruzaron sólo uno completó la sufrida circunnavegación que hizo célebre a Juan Sebastián Elcano: un carpintero llamado Rixart de Normandía.Rixart, que era nativo de Bruz, se había embarcado originalmente en la pequeña carabela (o nao) Santiago, la más pequeña de la expedición, que naufragó en unos escollos de la desembocadura del Río Santa Cruz (actualmente Argentina), poco antes de llegar al Estrecho. Siguiendo el relato de Pigafetta, Rixart, como el resto de la tripulación de la Santiago, debió quedar en el lugar del naufragio por dos meses, recuperando los restos útiles del buque y la mercadería utilizable que era periódicamente arrojada a la orilla por las olas, antes de ser transferido a alguna de naos restantes, que invernaban a mucha distancia del siniestro, en Puerto San Julián. En estas circunstancias Rixart, como carpintero de la Santiago, debió llevar una parte importante de las labores. Tras ser transferido a las otras naves de la flota, cruzar el Estrecho y todo el Pacífico, finalmente se convirtió en uno de los pocos esmirriados sobrevivientes que viajaban en la nao Victoria en procura de volver a España. Pero Rixart no fue uno de los 18 hombres que llegaron con Elcano a Sanlúcar de Barrameda en septiembre de 1522, sino que fue apresado junto a otros 13 tripulantes de esa embarcación por los portugueses en las africanas Islas de Cabo Verde, en julio de ese año. Tras pasar 37 días preso allí, fue liberado y logró llegar a España, completando así la vuelta al mundo y recibiendo un pago de 64.100 maravedíes, entregados en dos cuotas en 1523, por su participación en la expedición.

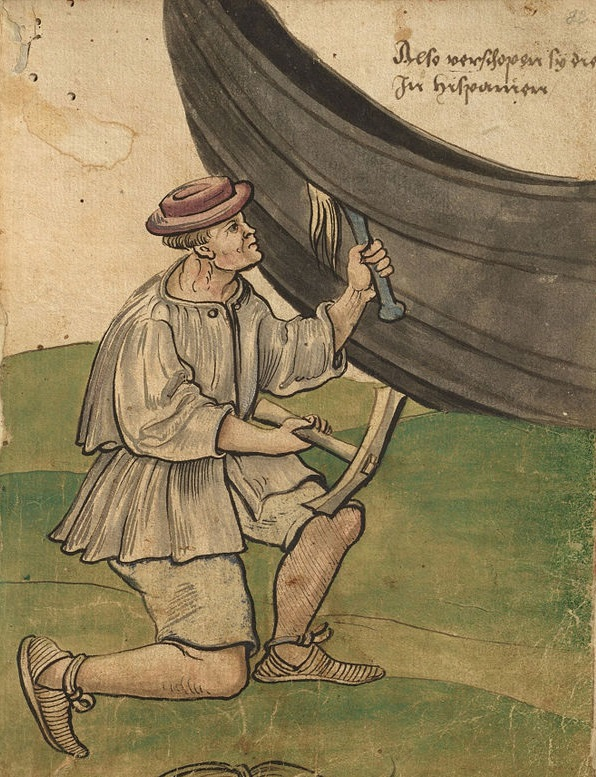
Un carpintero de ribera de Europa Occidental en la primera mitad del, como Rixart de Normadía, tripulante de la expedición Magallanes. Imagen de Christoph Weiditz, de la década de 1530.

Casi tuvo la misma suerte el marinero "Esteban Villón" (o Bretón), otro francés, posiblemente nativo de Le Croisic, que fue el último tripulante en morir a bordo de la nao Victoria entre Cabo Verde y España, en agosto de 1522. Más lejos de lograrlo estuvieron un grumete de Narbona ("Bernal" o "Cristobal" de apellido "Mauri" o "Manrio"), que falleció en mayo doblando el Cabo de Buena Esperanza, y el marinero Pedro Gascón, de Burdeos, muerto casi al llegar a la costa de Sudáfrica. Todos ellos cruzaron el Estrecho, junto a los otros franceses que fallecieron en diferentes circunstancias en el Pacífico: el contramaestre "Bartolomé Prior" (o "Malo") de Saint Malo; el grumete "Juan Bretón" (o "Beas") de Le Croisic; "Pedro Arnaot" (o "Bretón") posiblemente de Auray; el escribano "Juan de Espeleta" nativo de Espelette; el lombardero "Juan Bautista" nativo de Montpellier; el sobresaliente "Johan Peti" (posiblemente Petit), francés de un lugar anotado como "Anglo".
Se debe notar que en la siguiente expedición de Loayza, que cruzó el Estrecho en 1526, había cierto "Francisco de Paris", aunque éste declaró en procesos posteriores sobre el viaje que era natural de un lugar llamado así, pero en Grecia.

### Durante la Conquista

#### Vaca de Castro, Pastene y Valdivia: Preocupación por eventual incursión francesa

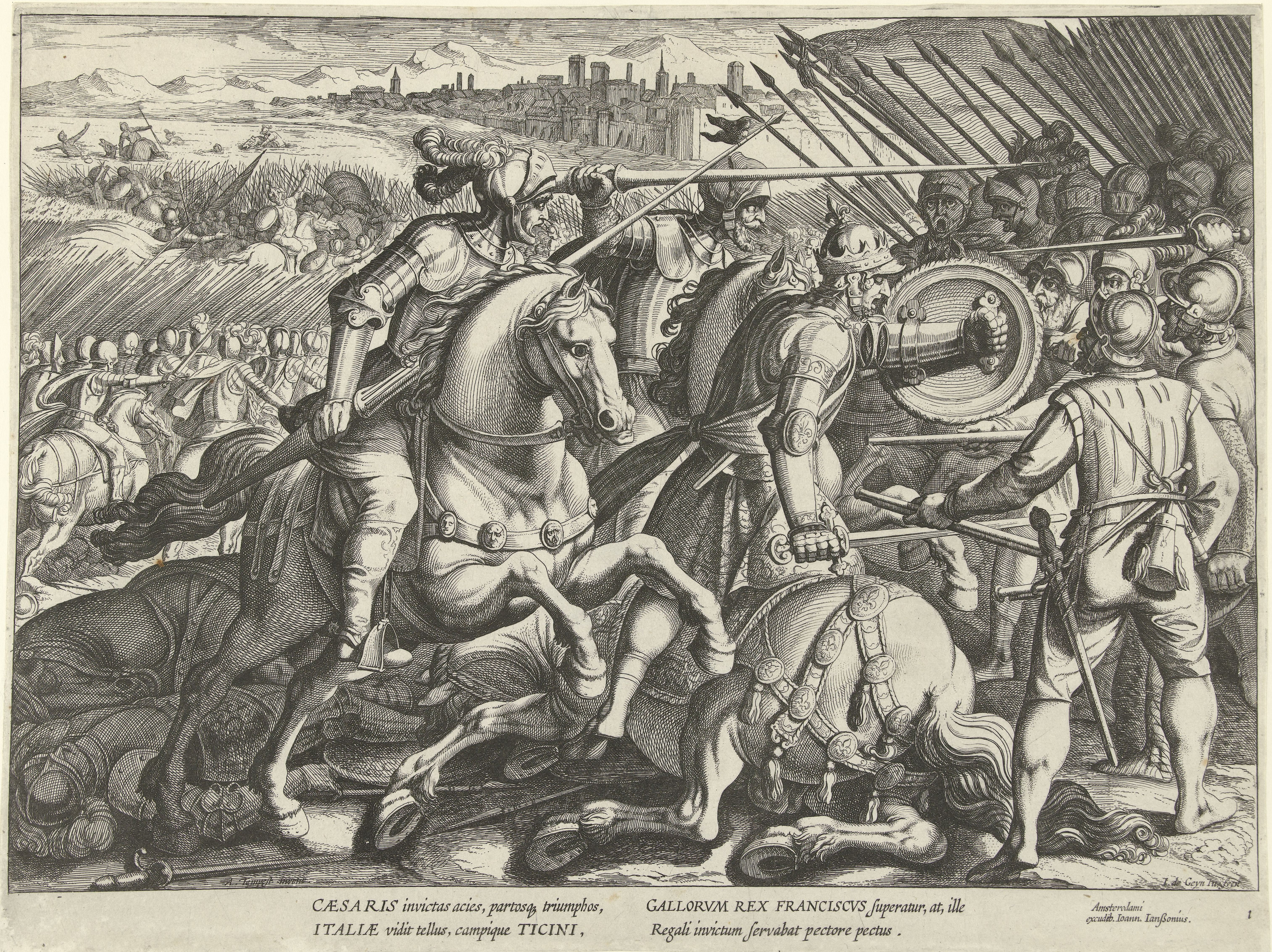
Muchos de los conquistadores españoles de Chile, como Pedro de Valdivia, Francisco de Aguirre o Alonso de Ribera fueron veteranos destacados en guerras de España contra Francia. Valdivia y Aguirre habían luchado en la batalla de Pavia (1525, en la imagen) en la que había caído prisionero Francisco I de Francia a manos de Carlos V.

La mayor parte de las primeras relaciones históricas conocidas entre Chile y Francia son indirectas, a través de España y sus conflictos con su reino vecino. En 1544, por ejemplo, el gobernador del Perú Vaca de Castro envió a Chile al navegante Juan Bautista Pastene al mando de un navío para que estuviera disponible para defender el territorio en caso de una incursión en el Pacífico de los franceses, que en tiempos de Francisco I se encontraban en largas guerra con la monarquía española encabezada por Carlos V. Ante estas preocupaciones, el conquistador español de Chile, Pedro de Valdivia, respondió a Vaca de Castro, al decir del historiador Barros Arana, de manera "sobradamente arrogante":

"Podemos vivir bien seguros de franceses en estas partes (Chile), porque mientras más viniesen más se perderán".
Pedro de Valdivia

Esta comisión a Pastene para prevenir ataques franceses dio ocasión a que el navegante hiciera, por orden de Valdivia, la primera exploración europea por mar de la costa poblada por el pueblo mapuche, hasta alcanzar los 41°S de latitud.  

#### Una conquista sin franceses
En el clima de beligerancia y competencia entre potencias europeas opuestas, no se tienen noticias de franceses residentes en el país en el siglo XVI, como tampoco, por ejemplo, de ingleses, también enemigos de los españoles casi todo ese período. Así, en las hordas conquistadoras de Chile central sí hubo (además de un grueso de españoles, esclavos africanos e indígenas auxiliares yanaconas de otras regiones americanas, como Perú): alemanes, griegos, portugueses, lombardos, napolitanos y genoveses (como el propio Pastene), pero no franceses o ingleses. Aunque a nivel de recaladas si se contaron corsarios británicos a fines de la centuria, como Drake y Hawkins, o la anterior inclusión de un británico en la tripulación de Hernando de Magallanes que orilló costas que después serían chilenas (el condestable y lombardero "Maestre Andrés" de Bristol, fallecido en Isla Marianas).  
Sí se sabe que en 1561 Francisco de Villagra, durante su entrada solemne en Santiago como gobernador, habría vestido "una ropa francesa de terciopelo negro aforrada de martas", según Gongora Marmolejo, lo que constituye un aislado registro temprano de uso de bienes de lujo franceses en Chile.  

#### Valdivia, Aguirre, Hurtado de Mendoza y Ribera: Veteranos contra Francia

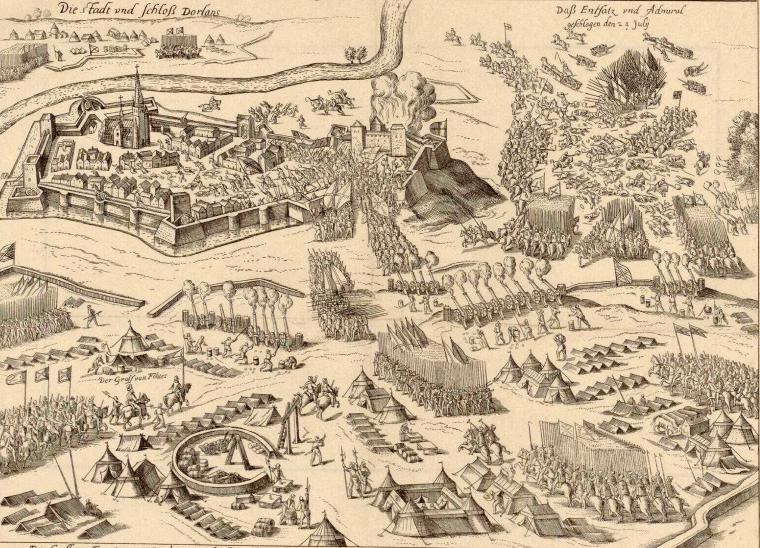
Sus acciones militares en la guerra con Francia, como en el asedio de Doullens (en la imagen), llevaron a Alonso de Ribera a ser promovido a gobernador de Chile.

En cambio, diversos españoles de este período, estrechamente relacionados con Chile, sí tuvieron actuaciones notorias en Francia, o contra ella. Fue el caso, por ejemplo, del dos veces gobernador Alonso de Ribera (uno de los más importantes en ese cargo, pues reformuló profundamente la Guerra de Arauco). Ribera hizo toda su carrera previa a Chile sobresaliendo ampliamente en numerosas campañas y acciones militares de la octava Guerra de Religión de Francia, o Guerra de los Tres Enriques (1585-1598), hasta alcanzar el puesto de jefe de un tercio español, con grado de sargento mayor. Luego, por sus méritos en una serie de hazañas militares contra Francia fue destinado a Chile; para conjurar el peligro de colapso de la colonia española allí instalada tras el, llamado por los españoles, "Desastre de Curalaba"; la significativa victoria mapuche en la que había muerto el gobernador propietario anterior, Martín Óñez de Loyola, y a la que había seguido la pérdida de numerosas ciudades y fuertes españoles del sur de Chile. Algunas de las muchas acciones atribuidas a Ribera en Francia son narradas por el cronista Diego de Rosales, con el siguiente tono:

"...Dorlan, teniéndola sitiada el Conde (Pedro Enríquez de Acevedo) y no pudiendo el campo católico estorbar el socorro, salió Alonso de Ribera con quinientos españoles infantes de emboscada, y arrimándose a un foso de una montañuela, degolló quinientos caballeros franceses, sin recibir daño. Y en el sitio de Amiens, y entre otras porfías que tuvo contra el mismo Rey de Francia (Enrique IV de Francia), le sucedió con solo ciento y veinte infantes de su compañía echar a cinco mil franceses de las baterías".
Diego de Rosales, Historia General del Reyno de Chile: Flandes Indiano.

En este texto, Rosales, como otros historiadores hispanohablantes, anota "Dorlan" refiriéndose al asedio de Doullens, en Picardía (1595), en el que Ribera se distinguió en acciones arriesgadas contra el bando francés. 
Pero Ribera sólo fue uno de los muchos españoles llegados a Chile que participó en las guerras franco-españolas del siglo XVI. Partiendo por los propios conquistadores Pedro de Valdivia y Francisco de Aguirre, que habían luchado contra los franceses en la Batalla de Pavía (1525), entre otras acciones de la Guerra italiana de 1521-1526, lo que da contexto al tono del primero en sus comunicaciones con Vaca de Castro sobre la posibilidad de repeler una eventual incursión francesa en Chile. O es el caso de García Hurtado de Mendoza, que, como joven miembro de la alta nobleza hispana, había estado junto a Carlos V en la Batalla de Renty en 1554. 

### SigloXVII: Filibusteros, dos soldados y un herbolario

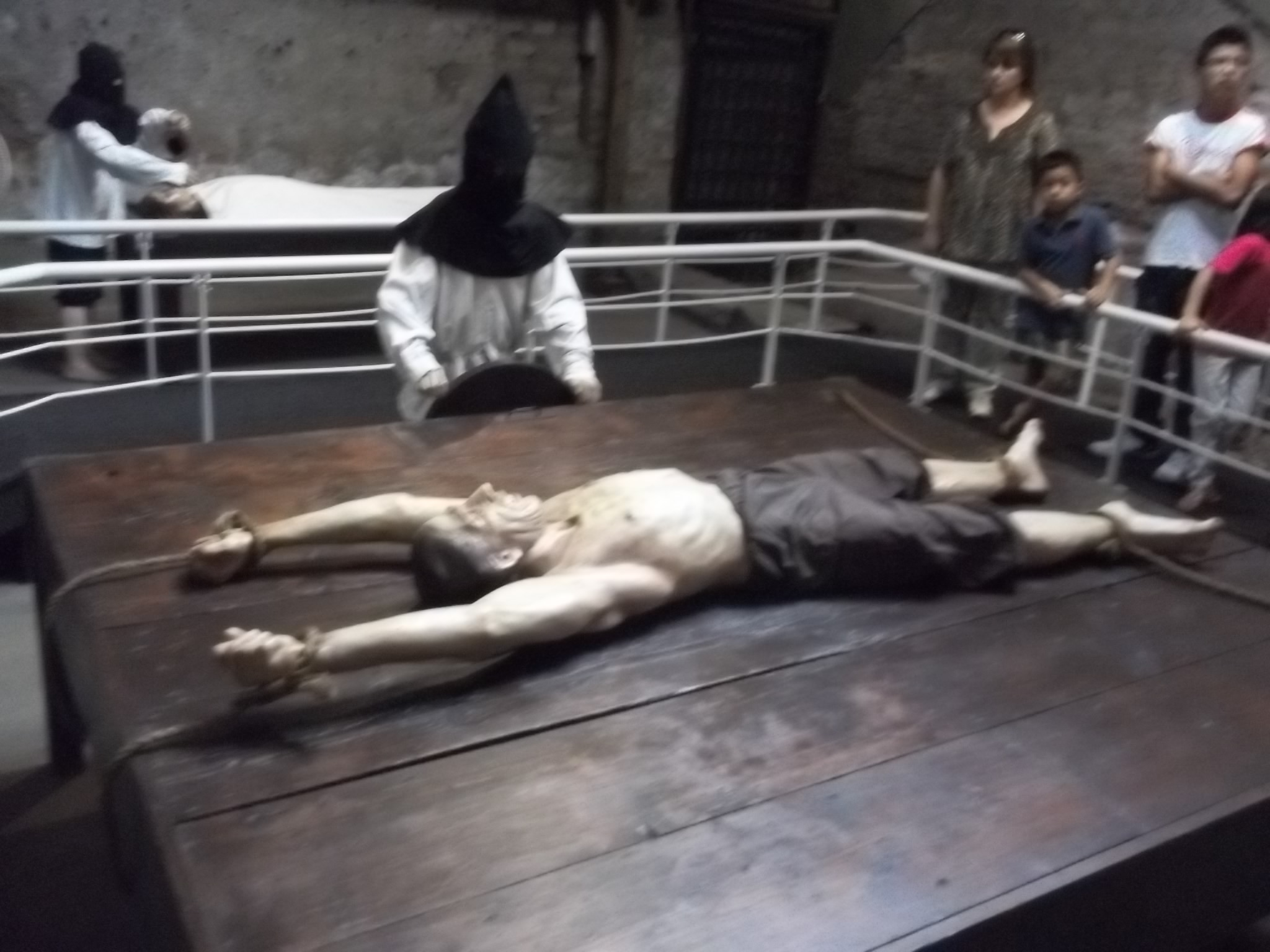
A Nicolás de la Porta, el primer francés conocido que habría estado en la Zona Central de Chile en 1615, con la armada corsaria nederlandesa de Joris van Spielberger, se le sometió al tormento del potro por una hora y cuarto en la Inquisición de Lima (en la imagen el mencionado aparato en el museo limeño de la Inquisición), luego de desertar y entregarse voluntariamente a las autoridades españolas en Perú.

En el siglo XVII se sucediéron algunos episodios aislados que ubicaron a franceses en Chile o en su actual territorio, tras el fugaz paso de los tripulantes franceses de Magallanes en el siglo XVI.

#### 1615: Un francés entre Chile y la Inquisición de Lima
El primero es el enrevesado caso de un soldado parisino de 24 años, llamado "Nicolás de la Porta" en los documentos de la Inquisición de Lima. Éste estaba embarcado en la flota corsaria del nederlandés Joris van Spilberger cuando esta cruzó en 1615 el Estrecho, desembarcó en la Isla Mocha, combatió con los españoles en Isla Santa María, reconoció la Bahía de Concepción (quemando las edificaciones en la Isla Quiriquina según los grabados de la crónica de la expedición), quemó un buque y parte del barrio sur de Valparaíso, hizo aguada en Papudo y atacó Arica, entonces en jurisdicción del Perú. A causa de ello el soldado parisino sería al final el primer francés del que se tiene registro que haya estado, al menos, en las costas de la Araucanía y la Zona Central de Chile. 
En las inmediaciones de la población costera de Huarmey, en Perú, De la Porta, según su propio relato, al bajar con una partida que iba a hacer aguada allí, desertó y huyó, mientras sus compañeros le disparaban con mosquetes. Tras esto, según su declaración, Spilberger habría ofrecido una recompensa a los habitantes del lugar para que lo entregaran y poder ejecutarlo. Pero él mismo se entregó a los españoles a una legua de la costa.

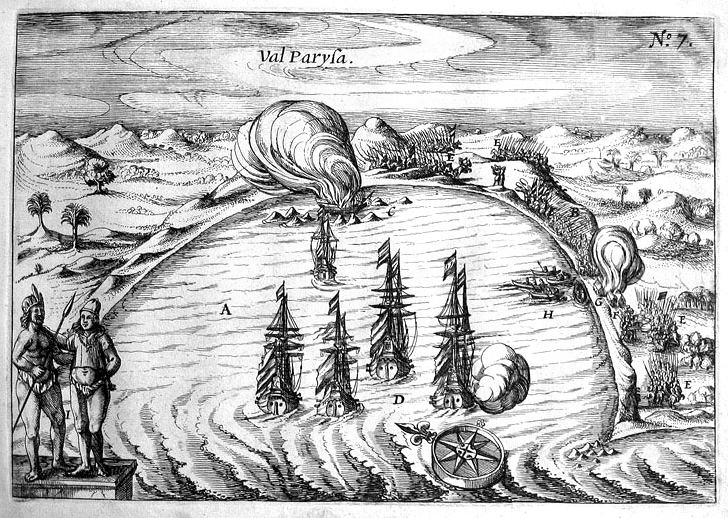
La escuadra corsaria de Joris van Spilbergen atacando Valparaíso con Nicolás de la Porta a bordo. Grabado de la crónica de la expedición.

La situación del francés se complicó cuando personas de Perú y algunos ex prisioneros de la expedición Spilberger, que en su mayoría habían sido desembarcados en la costa de Chile por estar enfermos tras el cruce del Estrecho, lo acusaron ante la Inquisición de diversas cosas. Algunos dijeron que era holandés y no francés.  Otros hicieron hincapié en gran variedad de "herejías" o impiedades que se atribuyeron. Le acusaron de haber afirmado que estaba bien ir a misa almorzado, de haber dicho que su confesor le había dispensado de hacer ayuno porque le dolía la barriga cuando lo hacía, de haber asegurado que era católico pero que no creía en la "dispensación del papa"  y de haber llamado a bordo "perros papistas" a los prisioneros. Señalaron que rezaba a las mismas horas y las mismas oraciones que los demás corsarios, por lo que sería protestante. Otros denunciaron que había participado en la lucha contra los españoles y en la muerte de alguno. Otros dijeron que, estando solo, hablaba en su lengua en su habitación. Algunos, que iba desde Lima a la orilla del mar con actitud sospechosa, para comunicarse de manera misteriosa con otros corsarios. Y así, la lista de acusaciones fue larga y se agolparon en la Inquisición decenas de personas a denunciarlo por ser mal católico, protestante, asesino, holandés y espía. Por lo mismo, se le abrió proceso y se le declaró reo en las "cárceles secretas". En los interrogatorios afirmó que era un francés católico, confirmado por el obispo de París (por fecha Henri de Gondi) en Notre Dame. Que sabía leer muy bien en latín, leer y escribir en francés, pero que no había querido seguir estudiando. Luego narró detalladamente un periplo por diversos países, católicos y protestantes, de Europa, que finalmente lo llevó, según su primera declaración, a embarcarse en Dieppe, Francia, en un pequeño buque que iba a comerciar a Brasil. Así había sido hecho prisionero, dijo, por los holandeses en el Atlántico y obligado a participar en la expedición, al punto que Spilberger le ofreció un pago si se unía y que, por verse libre de grilletes, lo aceptó.
Enfrentado a los interrogatorios inquisitoriales, De la Porta, aunque había recitado bien "las cuatro oraciones" en latín, declamado los mandamientos en francés, y mostrado que sabía santiguarse, en cierto punto cayó en contradicción y rectificó que se había embarcado en Holanda por ver el mundo, en una escuadra que le habían dicho que iba a hacer la especiería "al Maluco" (las Molucas), sin pensar mayormente en que el resto eran luteranos. Que había dicho cuando se entregó, mientras le apuntaban con varias espadas al pecho, que había sido prisionero para salvar sus vida, pero que estaba arrepentido de haber mentido sobre ese punto y quería aclararlo. Así mismo, aceptó que había fingido seguir las oraciones de sus compañeros luteranos, pero que estos sabían que era católico (como algún otro tripulante) y que era algo acosado por ello.Y agregó que había participado como asistente de una pieza de artillería en el Combate Naval de Cañete, pero de mala gana, y que había resultado herido levente por las astillas de los cañonazos españoles. Tras ratificar esta última versión en varios interrogatorios y señalar que estaba convencido de que igualmente lo ahorcarían, se negó a modificar más su declaración. Pero el proceso siguió el curso habitual en ese tribunal:

"...habiéndosele hecho la monición ordinaria y no habiendo respondido cosa, se le pronunció la sentencia de tormento y se le notificó en presencia de su curador, el cual apeló de ella, y sin embargo se ejecutó, y se le dieron ocho vueltas de cordel a los brazos, y tendido en el potro, se le dieron dos a los molledos en ambos brazos, y en los muslos y espinillas, garganta del pie, que todo fue moderado, y no dijo cosa alguna, y duraría el tormento como hora y cuarto".
Inquisición de Lima, Folio 71. Relaciones de causas.

A Nicolás de la Porta se lo sentenció a abjurar "de levi", oír misa "en forma de penitente" y a dos años de galeras sin sueldo en Lima. Aunque en el Consejo del Santo Oficio se concluyó "que habiendo venido el reo de su voluntad, fue mucho el rigor que se tuvo con él, y se le alzen las galeras".De la relación de la causa, en la que lo afirma el defensor del francés en el proceso, se desprende que antes de ser reo de la Inquisición, Nicolás de la Porta era un alojado en la propia casa del virrey, que en la fecha correspondiente era Juan de Mendoza y Luna, marqués de Montesclaros. 

#### 1667: Primeros buques filibusteros franceses y un "pobre soldado"
Luego siguió la aparición de bucaneros franceses en las costas chilenas hacia la segunda mitad del siglo XVII. El filibustero Jean Baptiste de la Feuillade sería el primero de ellos, en 1667, quien naufragó en el Estrecho de Magallanes.
Simultáneamente, cuando una cédula de la corona española del mismo año, 1667, ordenó empadronar a los extranjeros presentes en las colonias, la gobernación de Chile respondió que entonces "no hay mas francés que un pobre soldado que vino de España en la tropa que trajo por Buenos Aires el gobernador don Francisco de Meneses", el anterior capitán general de Chile entre 1664 y 1667, aunque no se puede descartar casos anteriores de residentes en el país de esa nacionalidad. 

#### El español que quería convencer a Luis XIV de conquistar Chile y Perú

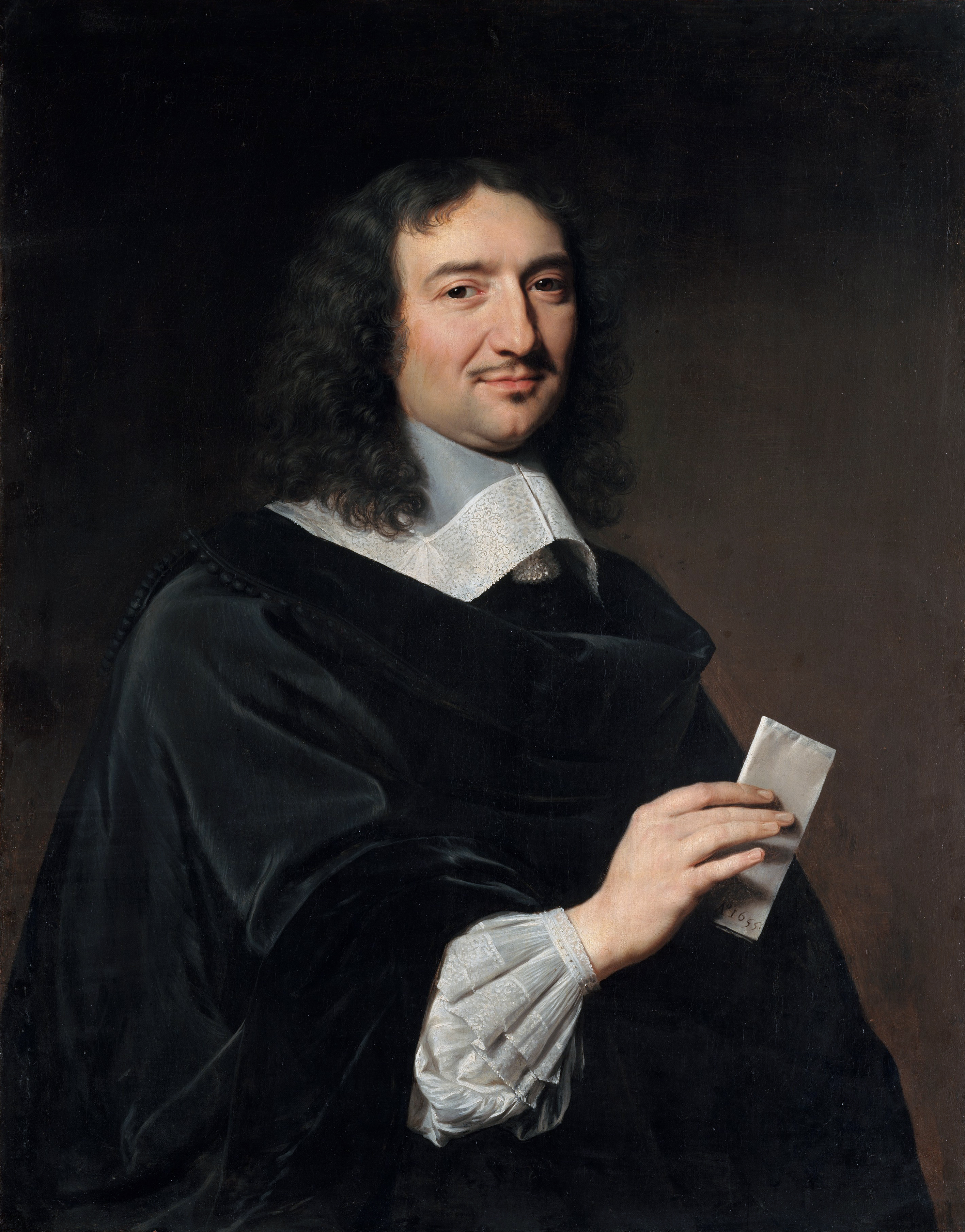
Jean-Baptiste Colbert, ministro de Luis XIV, recibió un memorial con supuesta información sobre Chile y Perú, promovido por un español, que se presentaba como "Baltasar Prado de Figueroa", quien intentaba convencer a Francia de conquistar ambos países. Posteriormente, el historiador chileno Barros Arana describiría el memorial como un "tejido de imposturas", señalando como simples dichos las informaciones que "Prado de Figueroa" daba sobre su relación biográfica con Chile, Perú y otros lugares de América.

Por esta misma época, en alguna fecha posterior a 1666 y anterior a 1683, un español se presentó como "Baltasar Pardo de Figueroa" en la corte francesa, señalando que había cambiado su nombre y apellido por asuntos de "seguridad y secreto". El nombre coincidía con el de un exgobernador de Tucumán y general de la española Armada del Mar del Sur, que había detentado diversos cargos coloniales notorios en Sudamérica, y que vivía en ese entonces en el Virreinato del Perú. El español homónimo se empeñó en convencer al gobierno de Luis XIV de emprender la conquista de Chile y Perú con la ayuda de sus servicios e informaciones, al tiempo que se presentaba como una personalidad con alta trayectoria en cargos oficiales en ambos lugares.En su presentación mezclaba puestos que existían verdaderamente, adjudicándoselos a sí mismos o sus familiares, como el de vizconde del Portillo, que atribuía a su abuelo en una fecha anterior a la creación de ese título. Señalaba haber sido protector de indios y maestre de campo en Chile, alcalde perpetuo de Cuzco, haber conducido tropas y dinero para acabar con una supuesta sedición de las tropas españolas en Chile en 1658 (que no es mencionada por otros autores), así como haber realizado numerosas comisiones en América. El historiador chileno Barros Arana es lapidario en describirlo como una especie de impostor, sin verdaderos conocimientos del terreno donde quería que Francia se trenzara en aquella empresa, y dejando los supuestos antecedentes biográficos que presentaba en calidad de simples dichos. Su proyecto se conservó como un memorial presentado al ministro Colbert:

Pocos años más tarde se hallaba en Francia otro aventurero español, quien se decía nacido en Puerto Rico y que se daba el nombre de Baltasar Pardo de Figueroa, añadiendo a estos títulos los muchos cargos que decía haber desempeñado en Chile y el Perú, tanto en mar como en tierra. En una larga memoria presentada a Luis XIV para empeñarlo a hacer la conquista de esos países, Pardo de Figueroa trazaba su propia vida, y daba noticias históricas y geográficas destinadas a demostrar la importancia de sus servicios, el prestigio que gozaba en América y la posibilidad de llevar a cabo aquella empresa, así como la ventaja que ella reportaría a Francia. Basta una ligera lectura de aquella memoria para reconocer que, fuera de ciertos rasgos generales, es un simple tejido de imposturas,que solo podían engañar a los que no tuviesen el menor conocimiento acerca de estos países, de su geografía y de su historia. La memoria de Pardo de Figueroa, que fue presentada en francés, se halla manuscrita entre los papeles que fueron del célebre ministro Colbert y ha sido publicada en 1841 por Terneaux de Compans en las pp. 241-296 del II tomo de su Archives de voyages.
Diego Barros Arana. Historia general de Chile. Tomo V. p. 101.

#### 1674: Noticia vaga de un "grande herbolario" francés.
En 1674 Diego de Rosales, en su Historia General del Reino de Chile da también testimonio de que, en fecha que no menciona, estuvo en Santiago de Chile un "médico francés, grande herbolario y docto en su facultad", cuyo nombre tampoco proporciona. Éste médico, en la versión de Rosales, elogiaba la variedad de plantas chilenas de uso medicinal:

"Se admiraba (el herbolario francés en Santiago) de ver a cada paso tantas y tan excelentes yerbas medicinales, y decia: que no habían menester los que habitaban en esta tierra boticas ni medicinas, porque en las yerbas, si las conocieran, tenían cuanto pudieran desear"
Diego de Rosales

Un autor chileno, Campos Harriet, pese a la vaguedad del dato, y sin hacer mención a las noticias anteriores y contemporáneas sobre los tripulantes de Magallanes, Nicolás de la Porta, el buque del filibustero Feuillade y el "pobre soldado" anónimo, señala a este herbolario desconocido como el "primer francés del que hay memoria en Chile".

#### Bucaneros franceses de fines delsigloXVII: Del Caribe a Chile

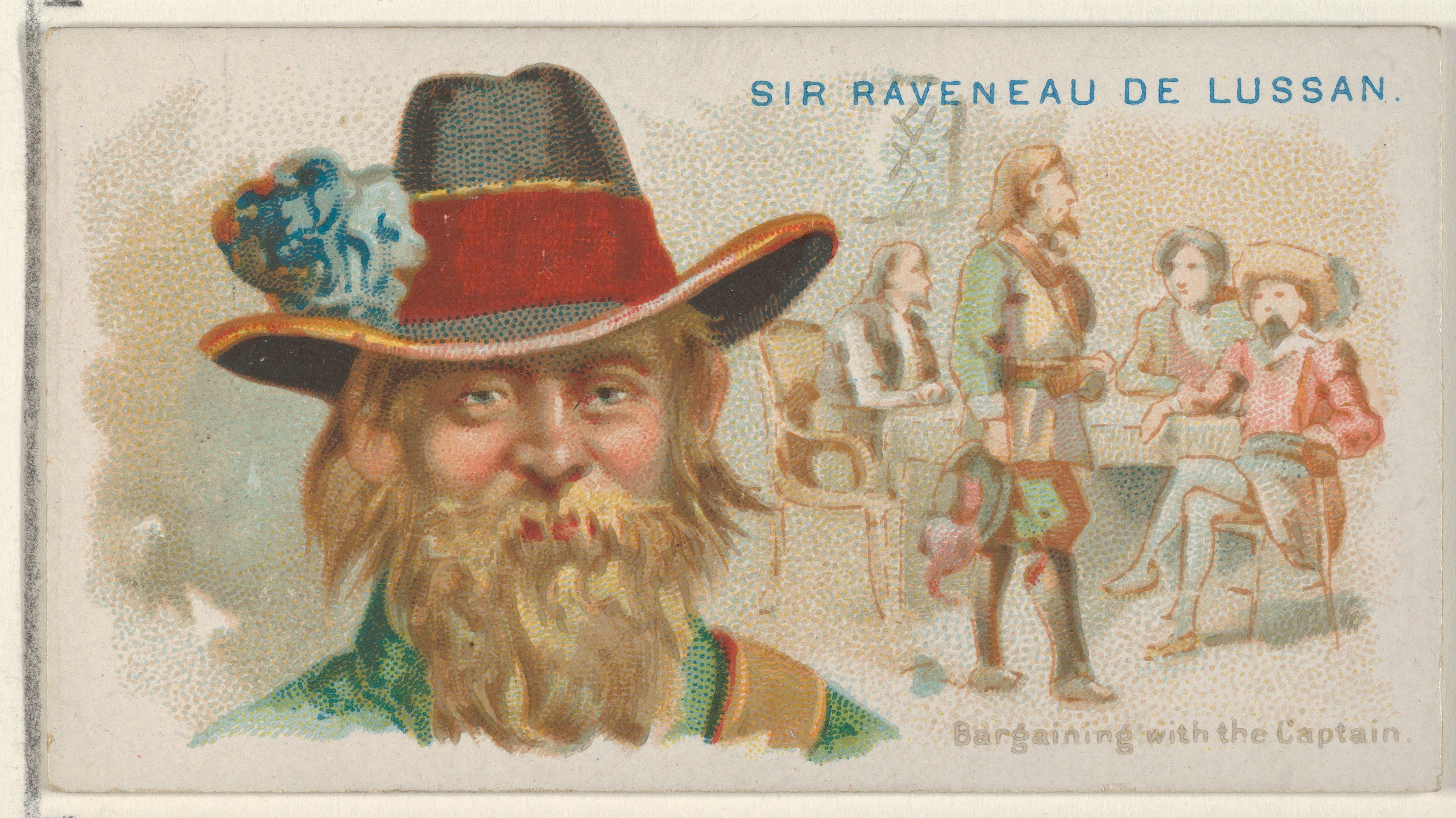
El filibustero francés Raveneau de Lussan, que, a fines de la década de 1680, usó como base Juan Fernández, naufragó en Magallanes (Isla Santa Inés) y, con sus compañeros, logró volver a Francia en un pequeño bergantín hecho con los restos de su anterior buque. La imagen es una representación idealizada, impresa en un empaque de cigarrillos de la década de 1880.

El historiador chileno Mateo Martinic señala que más bucaneros franceses (junto con piratas ingleses, como John Eaton y Basil Ringrose, que antes tomaron el mismo rumbo, en 1684) operaron entre 1687 y 1694 apoyándose en el archipiélago de Juan Fernández, frente a Chile continental. Allí se llegaron a concentrar 5 buques de antiguos piratas del Caribe, franceses e ingleses, que habían cambiado su zona de pillaje debido a la mayor represión de la actividad por parte de las autoridades británicas de Jamaica. Así fue como pasaron al Pacífico por tierra a través de Istmo de Panamá, donde se apoderaron de embarcaciones, para luego obtener grandes botines en lugares como Acapulco y Guayaquil. 

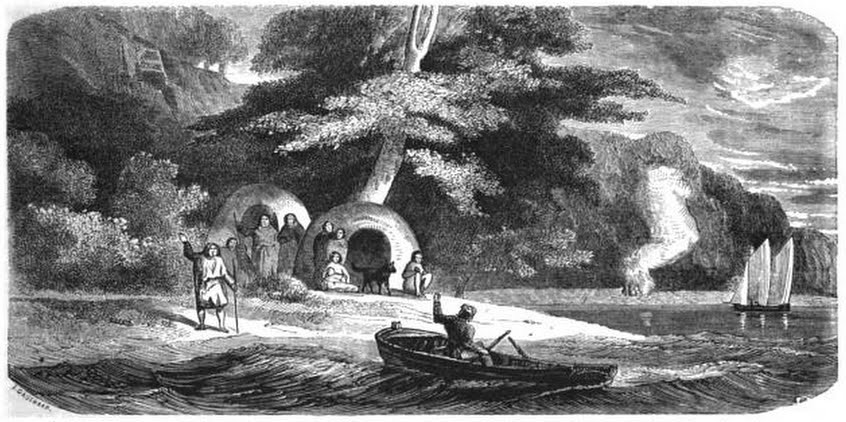
Los piratas del grupo de Raveneau de Lussan, tras encallar en la Isla Santa Inés, cerca de la boca occidental del Estrecho de Magallanes, sobrevivieron gracias al contacto con los indígenas kawésqar, hasta construir una pequeña embarcación con los restos del naufragio. En la imagen una representación francesa posterior del encuentro entre navegantes europeos con este pueblo caonero de los canales y fiordos australes.

Un  grupo de piratas franceses establecidos en Juan Fernández, cuando se dispersó la flotilla filibustera, intentó su vuelta a Francia por la vía del Estrecho de Magallanes en un buque de 200 toneladas, que contaba entre sus tripulantes a "unos tales  Massertie (Macerty o Mac Carthy), de la Marre y Jouhan de la Guilbaudière", junto a Ravenau de Lussan, quien publicó en 1689 un relato de su odisea pirática, que con el tiempo sería reeditado varias veces en Francia. En Magallanes la nave de los filibusteros franceses resultó perdida, al ser arrojada contra rocas marinas en la Isla Santa Inés. Allí los piratas franceses vivieron un tiempo de privaciones como náufragos, conviviendo con los indígenas kawéskar, para luego lograr construir un pequeño bergantín de unas doce toneladas con los restos del naufragio y reemprender su accidentada travesía con éxito hasta llegar a su país natal.La aventura de los filibusteros narrada por De Lussan incluso llegaría a ser comentada elogiosamente por Voltaire, quien afirmó que:

“...La retirada de los diez mil siempre será más célebre, pero no se puede comparar con ella (la aventura del bucanero Ravenau de Lussan y sus compañeros)”.
Voltaire

En cambio, el historiador chileno Barros Arana, quien creía que el bucanero "no llegó a las costas de Chile", describe a De Lussan como un: 

"... aventurero ignorante y supersticioso, que parece creer en todo género de patrañas, incluso, el trato de los indios con el demonio que les servía para conocer el ponvenir, católico devoto, pero de la más dudosa moralidad, (... quien) refiere esas campañas con un estilo fácil y agradable, y no disimula sus horrores, contra los cuaIes no tiene, sin embargo, esos arranques de indignación que habría debido producir el recuerdo de tales piraterías".
Diego Barros Arana

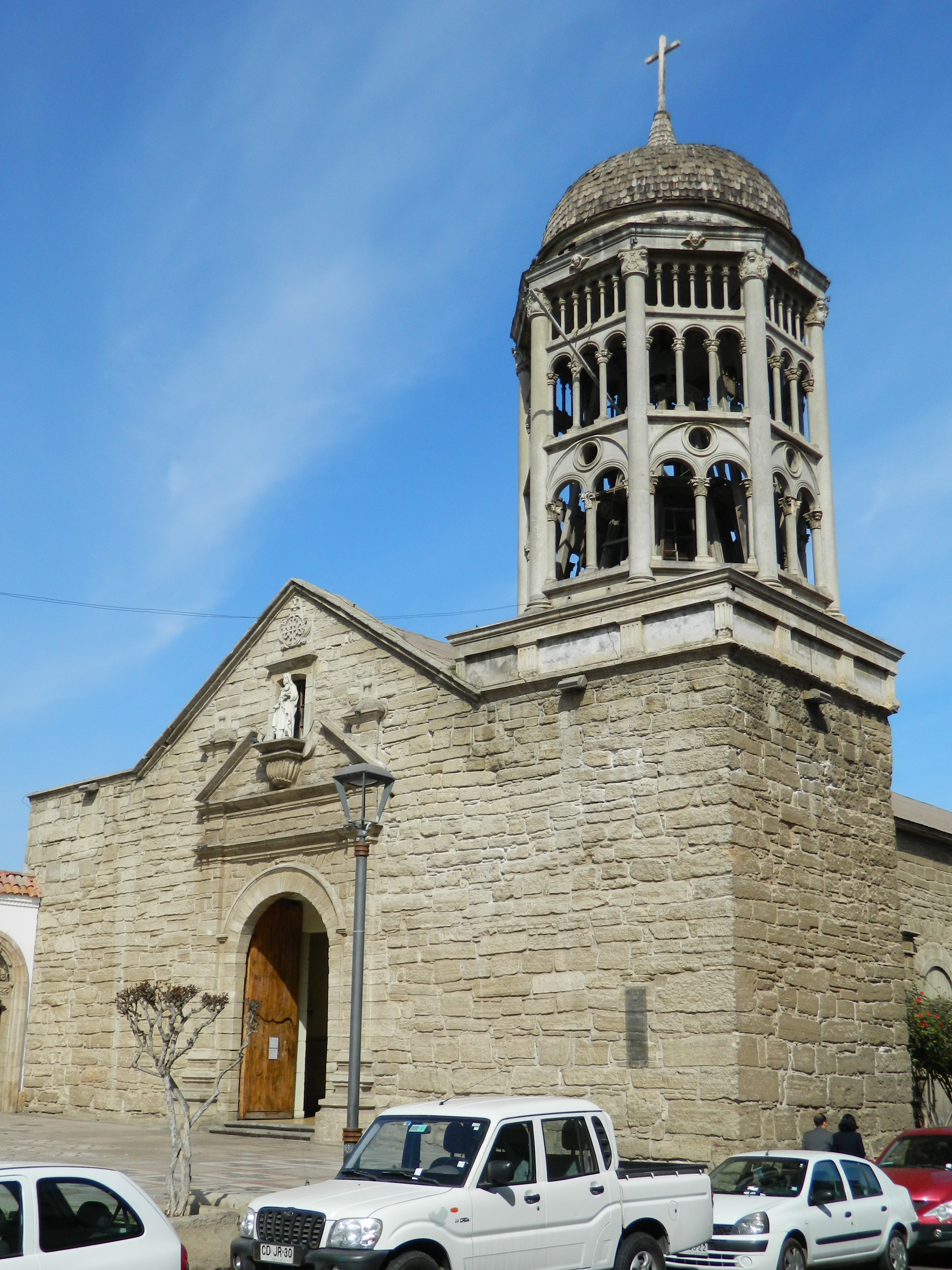
Iglesia del convento de Sto. Domingo en La Serena donde se guarecieron en 1686 los hombres del filibustero Davis (entre ellos veinte franceses), mientras se enfrentaban con los milicianos locales, quienes finalmente expulsaron a los piratas de la ciudad propinándoles fuertes bajas.

Un grupo de once franceses formaban parte de la tripulación del pirata William Knight (que en su mayoría eran ingleses). Estos asolaron la costa de Limarí y Tongoy, en 1686, donde fueron sorprendidos por tropas despachadas a batirlos en la playa. Allí murieron tres ingleses y un francés fue herido y tomado prisionero. El grupo de Knight, tras estos reveses, decidió volver desde Juan Fernández a las Antillas siguiendo la ruta del Cabo de Hornos.
Otro partida de piratas que incluía franceses fue la de Edward Davies (sesenta ingleses y veinte franceses), quienes intentaron tomar La Serena en septiembre de 1686. Pero, tras vencer la primera resistencia de las milicias locales dispuesta en trincheras en la entrada de la ciudad, una vez dentro fueron acosados por disparos desde todas direcciones, y se debieron encerrar en un convento, de que salieron huyendo finalmente, mientras eran perseguidos y acosados por la población local, perdiendo 9 hombres en la frustrada incursión.Aunque al año siguiente los de Davies obtendría cuantiosos botines en Arica (entonces bajo jurisdicción directa de Perú) y Guayaquil.

### 1695-1700: Primeras tentativas de colonización francesa en Magallanes

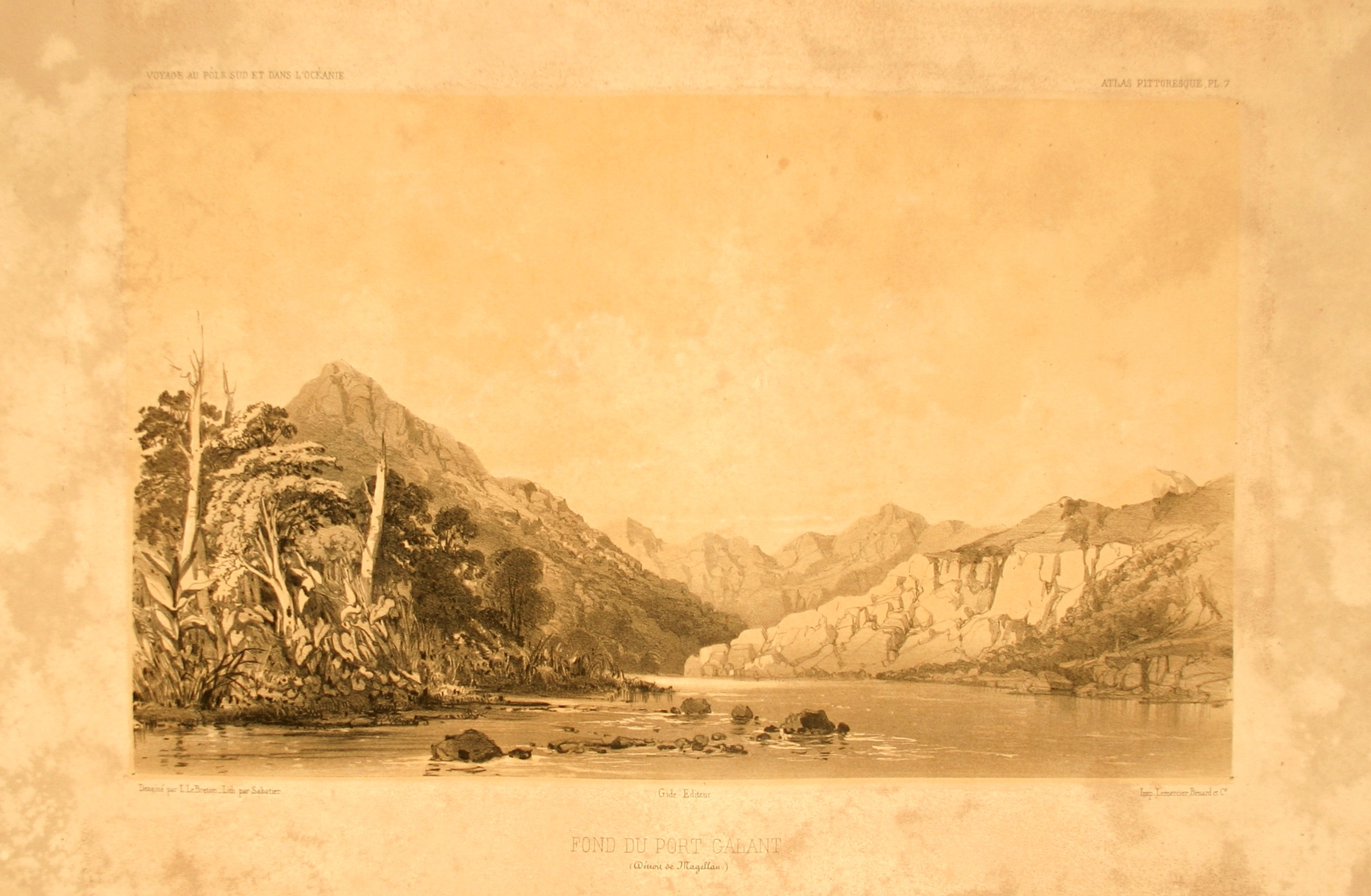
Puerto Gallant (Port Galant en francés) un lugar considerado por las autoridades del gobierno de Luis XIV como ubicación tentativa para establecer una colonia francesa en Magallanes que no llegó a concretarse. El grabado corresponde a las publicaciones de la posterior expedición de Julio César Dumont d'Urvill, quien volvería a sugerir al almirantazgo francés establecer una posesión en la zona magallánica en el.

Tras los relatos de los filibusteros, la corona francesa envió dos expediciones estatales al Estrecho de Magallanes, la de Jean Baptiste de Gennes (1695-1697) y la de Jacques Gouin de Beauchêne (1698-1700), que exploraron la costa, aunque fallaron en el objetivo inicial que las guiaba, según Mateo Martinic, instalar un establecimiento colonial en Puerto Gallant (Port Galant en francés) o algún sitio de las inmediaciones que les sirviera de base en la región.

Portadilla de la crónica de la gran expedición de De Gennes, que falló en su empeño de establecer un asentamiento francés en el Pacífico patagónico, al no poder trasponer el Estrecho de Magallanes.

La primera de ellas, la de De Gennes, se organizó a partir del cabildeo del bucanero Macerty, compañero de la aventura de Raveneau de Lussan, quien sugirió a las autoridades francesas establecer una colonia en el extremos sur de América. Se reclutaron 720 hombres y existió gran apoyo de Luis XIV, quien le ofreció al comandante De Gennes los buques que requiriera.Pero la expedición perdió tiempo en incursiones en la costa africana y una larga recalada en Río de Janeiro,  llegando a Magallanes cuando el verano terminaba. Así que, como los vientos contrarios no les permitían trasponer el Estrecho, finalmente decidieron, acosados por el hambre, regresar a su patria a mediados de abril de 1696. Barros Arana señala que:

"Este resultado tan poco satisfactorio, y que los expedicionarios atribuían a efecto de la estación y de los vientos, revelaba que ellos no poseían las dotes de carácter ni la pericia de marinos de los que con recursos mucho más modestos habían ejecutado en aquellos mares proezas verdaderamente maravillosas"
Diego Barros Arana. Historia general de Chile. Tomo V, pp. 204-205.

La expedición de Gennes hizo cundir cierta alarma entre las autoridades españolas. En 1695 el rey Carlos II de España comunicaba al gobernador de Chile, Tomás Marín de Poveda, que los franceses habían capturado la "Isla de Castro" (Chiloé) bajo el mando de cierto piloto "Bartolomé Duponte". El gobernador, a su vez, mejor conocedor del terreno, descartaba la noticia y corregía la nomenclatura geográfica errónea que le hacían llegar desde Madrid.En 1697 el mismo Marín de Poveda comunicaba a la corte que un tal Francisco de Robles, antiguo prisionero español de la expedición Gennes, había logrado huir y llegar a Buenos Aires, donde contó del fracaso de la empresa, pero también de las intenciones de los franceses de volver a intentarlo el año siguiente, por lo que el historiador Barros Arana concluye que probablemente hubiesen retornado, de no ser por la firma de una de las tantas paces entre Francia y España.

### SigloXVIII: Contrabando francés en el Concepción colonial

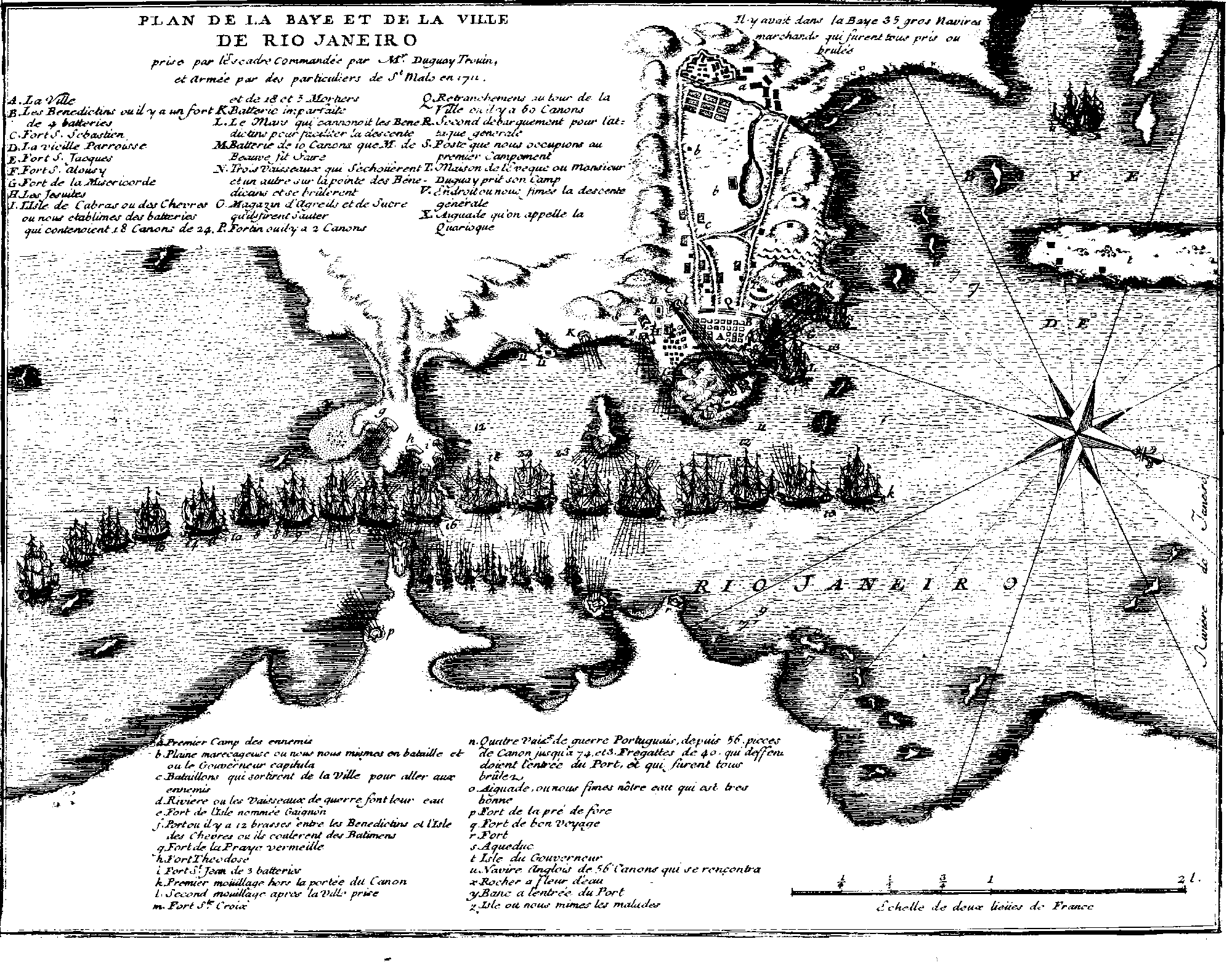
Parte los bienes expoliados por la expedición corsaria francesa de 1711 contra Río de Janeiro (representada en el grabado), fueron vendidos en Concepción, Chile. El reducidor de las especies saqueadas fue el capitán de La Concorde, Pradel, quien a partir de ese negocios se instaló en la ciudad.

La presencia de franceses en Chile comenzó a ser más notoria en medio de las alianzas dinásticas entre Francia y España y los llamados Pactos de Familia, en el siglo XVIII, cuando ambas coronas estaban en manos de los borbones. Esto dio pie a mayores actividades legales e ilegales, como el contrabando, por parte de franceses, principalmente en la zona de Concepción, que aprovechaban el permiso dado por el gobierno español para que buques franceses recalaran en puerto para hacer, en teoría, sólo reaprovisionamiento y reparaciones. Así, con la connivencia o complicidad de gobernadores y corregidores locales, como Juan Andrés de Ustáriz y Juan Corral Calvo de la Torre, "el contrabando francés que se extendió por el Pacífico, tuvo en Concepción su puerto de 'abrigo y provisión universal', como lo expresara el oidor José de Santiago Concha".
En este contexto, entre 1701 y 1725, unos 152 buques franceses entraron al Pacífico por el extremo austral de Sudamérica, con un máximo de 20 embarcaciones en 1714.

#### "El aureo atractivo": Corsarios y contrabandistas de Saint Maló se integran a la aristocracia criolla en Chile
En el marco de este contrabando, algunos marinos franceses de Saint Maló terminaron afincándose en Chile, porque los negocios debieron ser muy rentables y la aceptación de los locales lo permitía. 
Fue el caso, por ejemplo, de Pradel. Según Campos Harriet se habría llamado "Daniel Nicolás Pradel y Trouin de la Barbinais" y sería primo del comandante de la escuadra corsaria que tomó y saqueó Río de Janeiro en 1711, René Duguay-Trouin. Pero este último en sus memorias no lo menciona como su propio primo, sino que habla simplemente de "Pradel-Daniel"  como el capitán de La Concorde en esa expedición, por lo que también había sido un corsario originalmente, y lo describe someramente como un maloense que, por alguna singularidad que no señala, pasó a estar "relacionado", al igual que otros dos capitanes de la flota, con los "principales directores de armamento" en Saint Maló mientras se preparaba la expedición. Como fuera, Pradel habría llegado a Chile en 1712, como capitán de esa fragata de veinte cañones, La Concorde, cargada de mercadería capturada en la empresa corsaria en Brasil, con el fin de comerciar en Chile, como reducidor de esos bienes expoliados. En alguna circunstancia, Pradel habría dejado su empleo de capitán y su supuesto lugar como allegado del jefe de esa flota (o de los directores de armamento de Saint Maló) para quedarse en Concepción. Lo cual es llamativo, considerando las grandes ganancias globales de la exitosa expedición a Brasil y que la aventura llevó a Luis XIV a felicitar personalmente al supuesto primo de Pradel, Duguay-Trouin, según las memorias de este último, lo que vendría aparejado de futuros ascensos a teniente general y almirante para ese jefe, con las consiguientes oportunidades para sus cercanos de acuerdo al sistema de protectores y nepotismo imperante en la época. Alejandro Fuenzalida Grandón explica esta decisión afirmando que Pradel realmente en un principio se reincorporó al resto de la flotilla corsaria en el Atlántico, pero como los comerciantes chilenos habían adquirido la mercancía a plazos o pidiendo fiado, tuvo que volver a Chile y entablar litigios para consegir recibir el pago, uno de los cuales fue contra otro francés, Louis de Coux, por 39 mil y tantos pesos, una cantidad llamativa para la época. Pradel se terminó afincando en la zona y casándose en Penco con una mujer criolla, María Gabriela de la Barra, en 1715. Según Campos Harriet, Pradel habría pedido carta de naturalización en 1719. 
También es el caso de Jean Francois Briand de la Morigandais (o Morandais, castellanizado Morandé), a quién, según la versión del historiador Vicuña Mackenna, "el amor retuvo en Concepción y el orgullo trasladó a Santiago". Este marino, supuesto miembro de la baja nobleza francesa, se casó a los 34 años con una criolla de 16 en la catedral de Concepción (1716), obtuvo nacionalidad española invocando falsos antecedentes (el apellido apócrifo "Urra de Briand") y acumuló cierta fortuna para (y por) hacerse con el cargo de Tesorero General de la Santa Cruzada en Santiago (1725).Esta persona habría introducido desde Cádiz la única viola de la que hasta ahora se tienen registros en Chile para esos años.
Los casos de franceses viviendo en Chile en posiciones de cierta figuración empiezan a acumularse en esos años. En 1725 el francés Francisco Arnous Loriel, que llevaba algunos años instalado en Valparaíso, hacía las funciones de arquitecto y participaba en la comisión que estudiaba el proyecto y trazado del canal del Maipo (San Carlos).En 1730 Loriel inspeccionaba los daños del gran terremoto de ese año en Valparaíso que tuvo una magnitud estimada de 9,1 en escala de magnitud de momento. Se le registraba en documentos de esa época como capitán y maestro mayor de arquitectura.

"Aun la alta sociedad, la aristocracia tan cerrada a la contaminación con extranjeros, se dejó arrastrar por la sujestión del nuevo elemento (francés) que se presentaba, preciso es decirlo también para ser veraces, con el áureo atractivo de las comodidades confortables (los bienes del contrabando y sus ganancias)".
Alejandro Fuenzalida Grandón (1906). La evolución social de Chile, p. 124.

#### Expediciones oficiales francesas: Investigando Chile y sus defensas

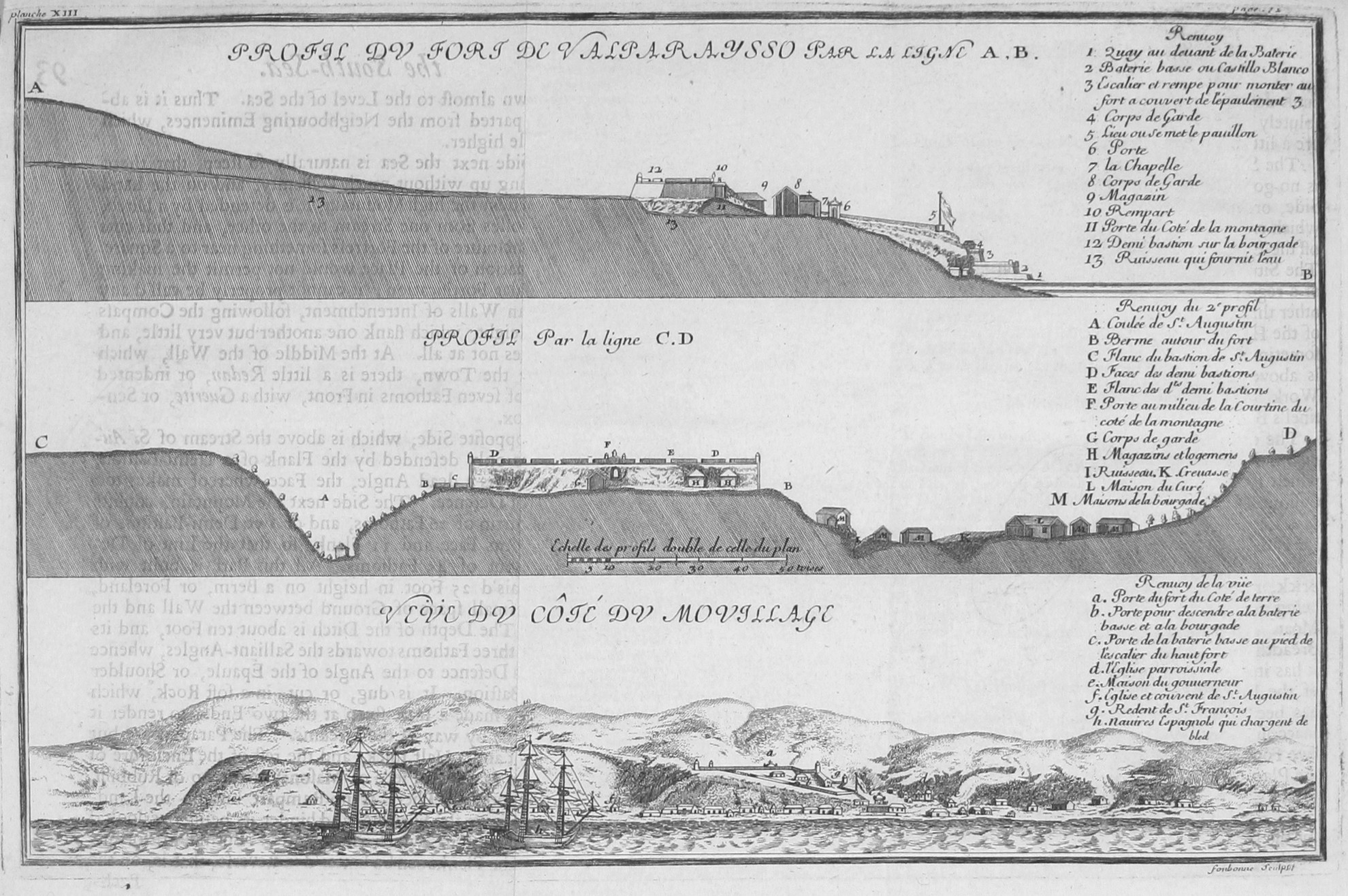
Diagramas detalladados de las defensas militares de Valparaíso, difundidos en Francia por el explorador Frézier. Su expedición de 1712 también participó en el contrabando francés en las costas de Chile: "...La esperanza de comerciar no debía retenernos en Concepción, porque, además de que los dos navíos (franceses) que acabo de nombrar habían abastecido la ciudad de las pocas mercancías que necesitaba, Champloret le Brun, capitán del Assomption, se encontraba allí desde el 24 de junio, tratando, como nosotros, de vender para pagar sus víveres, de modo que decidimos ponernos en marcha para ir a negociar al Perú".

Adicionalmente, durante el siglo XVIII pasaron por Chile diversas expediciones científicas y de exploración francesas, que también ejercían el contrabando en sus recaladas en puertos, como las de  Louis Feuillée (1709),  Amadée Francois Frezier (1712),  Louis Antoine Bougainville (1767) y Jean Francois de Galaup, conde de la Pérouse (1786). Pero también hicieron investigaciones y publicaron descripciones sociales y naturales del actual territorio de Chile, que han sido citadas y consideradas muy útiles por la historiadores chilenos desde el siglo XIX. Desde el punto de vista de las relaciones internacionales, los informes de estas expediciones abundan en detalles acerca de las defensas militares españolas en Chile. En esos años en Inglaterra, en esferas de alto nivel político y naval, existió la versión registrada de que La Pérouse había sido despachado al Nuevo Mundo por Luis XVI “para examinar qué puertos o estaciones de Hispanoamérica serían más convenientes para Francia y más deseables para ocupar”.

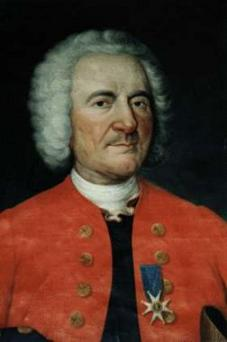
El explorador Frézier, superando la gran importancia que dio a investigar las defensas militares de Chile, se convirtió en una fuente de la historiografía chilena del por sus observaciones sociales y del estado del país.

Cualquiera fuera el caso, los exploradores franceses se mostraron muy interesados en sus textos acerca de la capacidad de los españoles para defender sus colonias, como atestiguan los comentarios del propio Frezier sobre Chile:

"Lo que se puede decir en general de las fuerzas de los españoles en este país, es que su milicia es compuesta de hombres muy dispersados, nada aguerridos y mal armados; que la parte del norte de Chile está casi desierta, y que los indios conquistados en la parte del sur, son poco afectos a esta nación que miran como sus tiranos, cuyo yugo querrían sacudir, y que, en fin, los españoles no tienen fortificaciones en sus tierras en que puedan ponerse en seguridad, a menos de ganar las montañas; y contra las fuerzas de mar, no tienen más que las de Valdivia y de Valparaíso, la una llena de presidiarios, y la otra mal construida y en mal estado. No cuento aquí el fuerte de Chacao en Chiloé, que no merece este nombre ni por su construcción ni por sus municiones".
Amadeo Frézier

Por ejemplo, de las fortificaciones de Valparaíso, que consideraba defectuosa,  Frezier  dejó detallados diagramas y explicaciones de sus debilidades (véase imagen).

### Influencia francesa en la Independencia de Chile

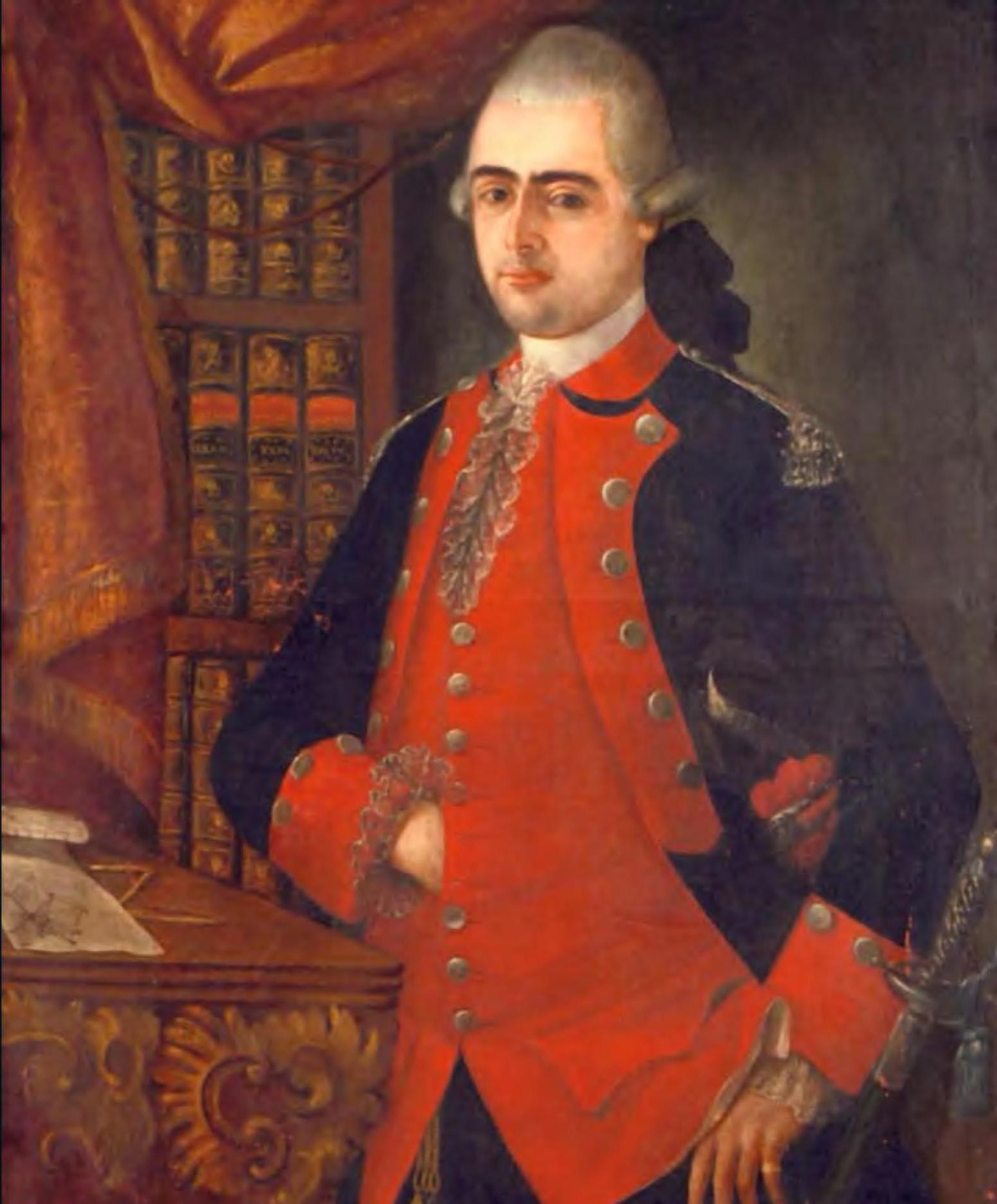
José Antonio de Rojas en Europa se había hecho con una surtida biblioteca, abundante en libros de autores ilustrados franceses, poseyendo algunos volúmenes únicos en Chile en ese tiempo, por estar prohibidos por la Inquisición Española y fiscalizados por autoridades civiles. Rojas también habia sufrido en carne propia la discriminación contra los "indianos" en la metrópolis colonial, cuando intentó hacer allí algunos trámites que le tomaron en fracasar, en su mayoría, ocho años. En 1780, cuando aún no se terminaba la Guerra de Independencia de Estados Unidos y faltaban años para que empezara la Revolución Francesa, se le involucró en la Conspiración de los Tres Antonios junto a dos franceses; un intento precoz y frustrado de emancipación de Chile para convertirlo en república aprovechando un momento de especial molestia de los criollos chilenos por una reforma de los conventos. Es considerado a veces un "precursor" del proceso independentista chileno que empezaría 30 años después.

La obra de los enciclopedistas y autores ilustrados franceses, como Voltaire, Rousseau, Diderot y D'Alambert, estuvo entre las muchas inspiraciones que influenciaron a los independentistas de Hispanoamérica, que en el caso de la Chile establecieron la Primera Junta Nacional de Gobierno en 1810 y protagonizaron los sucesos posteriores que llevaron a la emancipación definitiva de España en 1818.    
Aunque la Revolución Francesa (1789-1799) produjo un profundo rechazo entre quienes tenían noticias del acontecimiento en Chile y el resto de las posesiones españolas en América, con el tiempo muchas de sus ideas comenzarían a tener mayor circulación y aceptación:   

"En América (española), la Revolución Francesa produjo desde el principio un sentimiento de horror. (...) Los hombres que por su cultura podían estar de alguna modo al corriente de los sucesos de Europa, no veían en ellos más que la parte triste y dolorosa, los excesos revolucionarios, las confiscaciones, las matanzas, el desenfreno de la pleble, la muerte de un rey al que la opinión general revestía de todas las virtudes, y el desencadenamiento de todas las pasiones. Sin embargo, antes de mucho tiempo, los principios proclamados por aquella revolución comenzaron a penetrar y a ser examinados y aceptados por algunos de los hombres más distinguidos de las colonias del rey de España. (...) Aquellos principios políticos excitaban los ánimos contra las bases fundamentales en las que descansaba todo el régimen colonial y contribuyeron a preparar la revolución de la independencia."
Diego Barros Arana. Historia general de Chile. Tomo VII.

#### Preliminares en elsigloXVIII: La polémica "Conspiración de los Tres Antonios"
De hecho, la influencia de la ilustración francesa en Chile se había manifestado ya antes de la Revolución, durante la llamada Conspiración de los Tres Antonios (1780), en la que participaron dos súbditos franceses, Antonio Berney y Antonio Gramusset, y en la que en ciertos papeles Berney implicó al chileno José Antonio de Rojas, en un frustrado intento de convertir la gobernación de Chile en una república independiente gobernada por un senado, en tiempos en que la propia Francia era todavía una monarquía. Pero la implicación de Rojas en la conspiración y el valor político o como antecedente histórico del proyecto de Berney y Gramusset ha sido motivo de distintas posturas a lo largo del tiempo.     
El episodio fue divulgado públicamente en 1853, 73 años después de los acontecimientos, por una revisión y ordenamiento de archivos coloniales que llevó a la publicación del volumen Una conspiración de 1870 por los hermanos Miguel Luis y Gregorio Víctor Amunátegui, aunque el historiador colonial Vicente Carvallo y Goyeneche le había dedicado una página en su Descripción histórico-geográfica del Reino de Chile, que entonces estaba todavía inédita.     
Para los hermanos Amunátegui la conspiración tenía la estatura de un hecho precursor de la independencia de Chile:         

"El acontecimiento que vamos a referir, es un acontecimiento importante de la historia de Chile; marcó la fecha de los primeros trabajos para la emancipación de este país; señala la época en que principió la propaganda revolucionaria, que produjo la independencia".
Miguel Luis y Gregorio Víctor Amunátegui (1853). Una conspiración de 1870, p. 5.

Carvallo y Goyeneche (que redactó su obra a fines del periodo colonial, fue realista en tiempos del proceso de emancipación y, cronológicamente, el primero en tratar el caso) señalaba que los planes de Gramusset y Berney tuvieron eco y entidad en sectores chilenos, "hostigados" por el mal gobierno o incompetencia de las autoridades coloniales locales, al tiempo que exculpaba de esas fallas a las leyes españolas y al monarca asentado de Madrid:     

"Hallaron entrada en los ánimos mal contentos i fue tomando mucho cuerpo este negocio".
Vicente Carvallo y Goyeneche. Descripcion histórico geografía del Reino de Chile. Capítulo CXX.

En cambio, el historiador Sergio Villalobos quien describió en 1961 el complot, que atribuye enteramente a Berney y Gramusset, lo caracteriza como desvaríos de dos personajes extravagantes, "pobres" (asunto sobre el que hace gran énfasis Villalobos), aislados, sin influencia, inconstantes, soñadores y aquejados de algún grado grave de pérdida de sentido de realidad o locura (que llama "malura de cabeza"). Luego, descarta de plano la participación de Rojas, citando cómo el tema fue desechado en Chile y, luego, en Lima y España. Aunque señala que el chileno supo que se le investigaba, hizo gestiones al respecto para despejar sospechas y se le puso bajo vigilancia discreta por las autoridades coloniales, porque los dos franceses, según sus conclusiones, fantasiaron con la posibilidad de que participara y comentaron en unos papeles que él y otros chilenos hacían comentarios en privado contrarios al régimen de cosas y a los privilegios de los peninsulares respecto de los americanos (de lo que se conserva abundante prueba en la correspondencia de Rojas que cita), aunque, en concepto del historiador, sin llegar a cuestionar la soberanía real y conservar una "fe ingenua" en las virtudes de los inalcanzables monarcas.
Sobre los protagonistas franceses, ante, a fines del siglo XIX, Barros Arana señala que Gramusset era una persona de "cierta inteligencia pero de espíritu inquieto", señalando que cuando partió preso hacia Lima se embarcó con él su familia y allegados: su esposa, también francesa, sus hijos, su criada y dos niños de servidumbre, lo que no condeciría con una pobreza absoluta, sino que una relativa respecto de los magnates coloniales del país. Mientras que para él Berney era alguien que "escasamente se ganaba la vida como profesor de latín y matemáticas". El historiador igualmente le adjudica gran ingenuidad a la acción política de ambos. Los llama "ilusos", señalando su desconocimiento o incorrecta evaluación de la realidad social y política de Chile,pues, por ejemplo, habrían malinterpretado el alcance del descontento local en las "turbulencias" anteriores, de 1776, por una reforma del cálculo de los tributos. Pero los equipara en esa ilusión con mártires y precursores:

"Ambos pertenecieron al número de esos ilusos de que Ia historia ofrece tantos ejemplos entre los mártires que fueron los primeros precursores de las grandes revoluciones".
Diego Barros Arana. Historia General de Chile, tomo VI.

Gramusset era un francés instalado en Chile, que en algún momento debió amasar algún capital, pues lo tuvo para emprender un par de negocios que no salieron bien: el alquiler (bajo cláusulas draconianas) de una hacienda ganadera de los mercedarios en Cumpeo y adquirir, después, los derechos sobre unas pulperías en Valparaíso y Quillota. Ninguno de estos negocios rindido ganancias, y, por el contrario, significaron deudas, por lo que Gramusset estaba empeñado en tiempos de la conspiración en un nuevo proyecto:  inventando o recreando una especie bomba de gran capacidad de elevación de fluidos para desaguar minas inundadas, basado en un libro de física aplicada del matemático Jaques Ozanam que tenía en su poder. Un testigo, ya durante la investigación del complot, atribuyó a Gramusset haber puesto esperanzas fantasiosas y estrafalarias de fortuna comercial y poder político en la creación de esa máquina hidráulica y su uso en la minería del país.
Berney, por su parte, era, según testimonios, una persona con conocimientos formales y académicos, sobre todo en temas relativos a matemáticas, geometría y similares, que había llegado a ser "pasante o maestro de latinidad" en el Convictorio Carolino, el principal colegio de Santiago en la época. Pero muchas personas de su entorno chileno, una vez procesado, declaraban que era un tipo en la "miseria" o excéntrico, dando como ejemplo que recitaba versos latinos de Ovidio y Virgilio, solo en su habitación, con voz destemplada o entonada de manera diferente para cada personaje. Un testigo le atribuye haber dado muestras inequívocas de locura, estando enfermo en la más reciente epidemia antes del complot (en Santiago hubo una conjunta de viruela y fiebre tifoidea, que, en este último caso, produce fiebres elevadas, en 1779), por haberse arrojado "una tinaja de agua a pechos, y sobre su cabeza, la que no le cupo en cuerpo", en contra de creencias de la época. Y se concluía que, tras ese baño de agua, el enfermo Berney "vivió porque Dios quiso".El mismo testigo anterior también señalaba como prueba de la supuesta locura de Berney, que alguna vez había sido visto haciendo alguna sus necesidades biológicas en una calle de Santiago. Las conclusiones de esos testigos sobre la supuesta locura de Berney fueron ampliamente suscritas por el historiador Villalobos a partir de este tipo de pruebas. 
En cuanto a Rojas, fuera cual fuera su verdadera participación y tras ser sujeto a vigilancia, en 1793 donaría voluntariamente la mitad de los ingresos que producía su mina de cal en Polpaico al Estado, para ayudarlo con los gastos de la guerra de España contra los revolucionarios franceses, para enfrentar el "mayor escándalo que han visto los siglos".Y aún así, siendo anciano, sería sucesivamente apresado en 1810, liberado y, años después, relegado en muy malas condiciones en el Archipiélago de Juan Fernández por las autoridades españolas que intentaban escarmentar a quienes asociaban a las nuevas corrientes políticas. Fue liberado tras la victoria independentista de 1817, con su salud y mente estragadas por las privaciones y experiencias vividas para morir a los pocos meses.  

#### Napoleón frente a la independencia: Un agente napoleónico enviado a Chile para "sublevarlo"

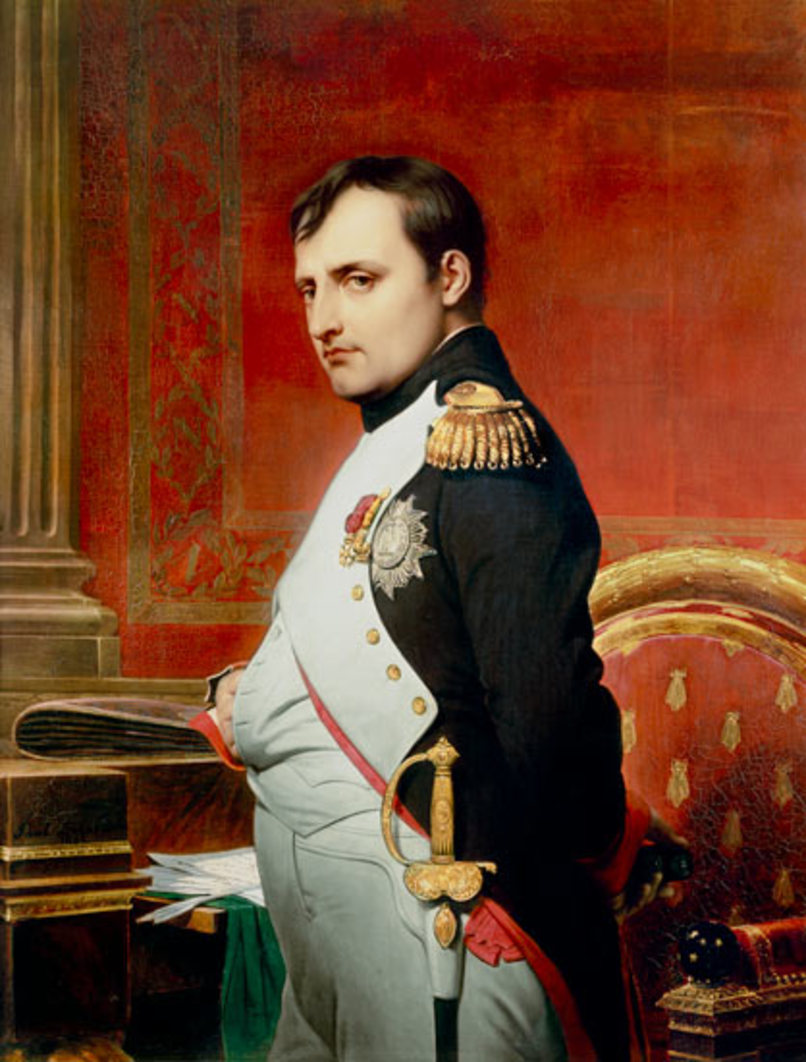
Napoleón Bonaparte primero intentó, a través de su hermano José, mantener la unidad del Imperio Español, pero a medida que se hacía más difícil el control de la propia España giró hacia la independencia de la América española, siempre intentando preservarla de la influencia británica y abriéndola al comercio francés. Según papeles británicos el gobierno de José I habría enviado agentes a las posesiones americanas, entre ellas Chile, con instrucciones para sublevarlas

Tras el inicio de la intervención francesa en España hubo una pasajera política de Napoleón que apuntó a mantener la unidad del Imperio español, bajo el reinado de su hermano José I, incorporando sobre todo algunas concesiones productivas y de comercio para usufructo de las clases altas blancas americanas en la Constitución de Bayona de 1808, texto que, en su plan, debía sellar el inicio de una monarquía constitucional en esos territorios. Y, aunque hubo personeros que se presentaron como delegados de diversos territorios americanos en la redacción de esa primera carta constitucional para España, el caso es que el bando afrancesado no buscó o no encontró quien fungiera como representante de Chile en el proceso.  
La idea de Napoleón, de mantener la unidad del Imperio, cedió  ante las dificultades que tuvo para controlar España, y, en segundo plano, las posesiones de la corona hispana en América. Así que el emperador cambió de pensamiento. Al año siguiente de la constitución, en 1809, Napoleón fomentaría en lo posible la independencia de las posesiones de la corona española, intentando una alianza sobre el particular con Estados Unidos, país por el que sentía admiración. Pero independencia hispanoamericana buscando evitar que los países cayeran en la esfera británica. 
Con este fin se habrían enviado, por gestiones de la corte de José Bonaparte, agentes confidenciales a principios de 1810, con la misión de "sublevar" las posesiones de la corona española. Uno de ellos, Remigio Aparicio, un peninsular de Vitoria, habría sido enviado a Chile, aunque su actuación concreta en el país no ha trascendido en otro registro que su nombre en la lista de supuestos agentes y no forma parte de los miembros de la emancipación chilena conocidos por su actuación en Chile. Esa supuesta lista de agentes y las que serían las instrucciones para ellos, se conocen por una copia que habría caído en conocimiento de las autoridades británicas, vía Caracas:

1) Manifestar a los criollos que S. M. I. (Napoleón) desea libertarlos de larga esclavitud. 2) Ofrece para este sus auxilios, sobre lo que esta de acuerdo con los Estados Unidos para facilitarlos. 3) Cada agente estudiando el terreno propagaran estas ideas. 4) Suspensión de remesas de dinero de las colonias a la metrópoli, libertad de comercio y de agricultura por lo cual se podrá sembrar libremente cáñamo, lino, azafrán, cultivar las viñas y el olivo. 5) Abolicion de los estancos de pólvora, tabaco y papel. 6) Los agentes deberán hacerse estimar de los funcionarios y sobre todo de los sacerdotes para que en sus confesiones persuadan al pueblo que Napoleón es enviado de Dios para castigar el orgullo y tiranía de los monarcas. 7) Recordaran los maltratos que dieron los conquistadores al indígena, robándoles la libertad y esclavizando a los señores naturales de America. 8) Compararán el talento del criollo excluido de los empleos públicos con el del funcionario peninsular siempre preferido. 9) Pondrán de manifiesto la felicidad de los Estados Unidos de Norte America con un gobierno patriótico y electivo. 10.) Se apuntarán los nombres de los adeptos y las listas se enviaran a los comisionados en A, quienes a su vez las harán llegar a Estados Unidos para las recompensas. 11.) Se abstendrán los delegados de hablar en contra de la Inquisición y de los eclesiásticos antes por el contrario abogaran por su necesidad. 12.) En los estandartes de revuelta ira escrito el mote: "Viva la Religion Católica Apostólica Romana, muera el mal gobierno". 13.) Manifestar a los indios que serán dueños de su tierra sin pagar tributo a un monarca que no existe por estar en poder de Napoleón Bonaparte, restaurador de la libertad universal. 14.) Teniendo ya todo preparado para la revolución esperar el momento para que sea el mismo en todas partes. 15.) Se tendrá cuidado de disponer de los familiares de los gobernadores, recurriendo hasta el veneno en caso necesario. 16) Estallada la revolución se procurara impedir la salida de caudales, no dejando zarpar buques. 17) Los subalternos darán parte de los progresos de la revolución a Estados Unidos por los buques preparados con ese objeto.
Resumen (de Juan Luis Espejo, 1915) de las instrucciones a los agentes napoleónicos enviados a América, según documento del archivo británico de 1810.

Las ideas finales de Napoleón sobre el colonialismo, o al menos sobre el colonialismo tradicional, fueron recogidas de él en el Memorial de Santa Elena por el conde Emmanuel de Les Cases. Estas ideas tienen la curiosidad de venir de quien fuera personalmente el implacable conquistador colonial de Egipto y parte de Palestina:

"El sistema colonial que hemos conocido se ha acabado para nosotros, y lo está para todo el continente europeo; debemos renunciar a él y desde ahora volver nuestros ojos a la libre navegación de los mares y la entera libertad del intercambio universal".

#### Medidas, relaciones personales y reclutamientos

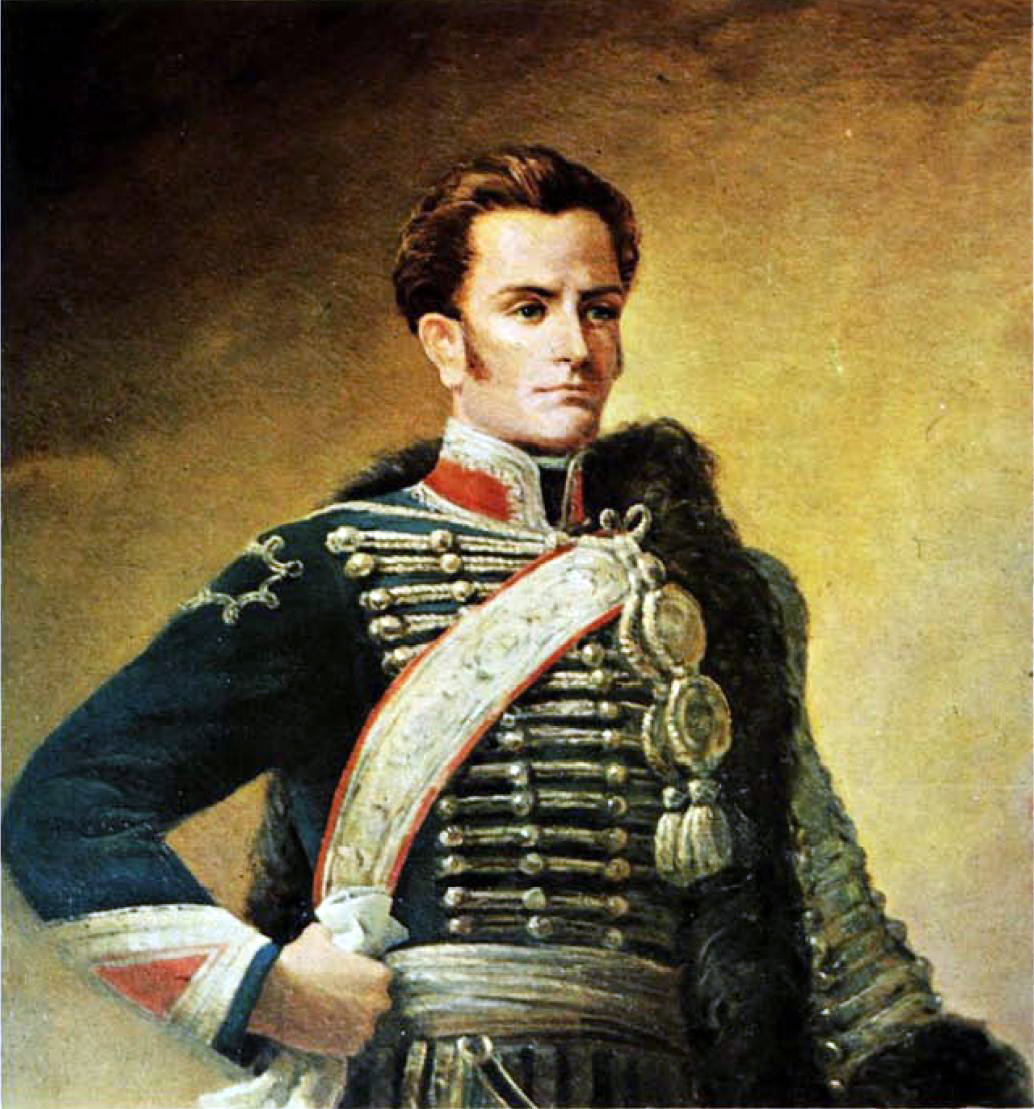
José Miguel Carrera, el primer líder que concentró el poder durante el proceso independentista chileno. Tras el "Desastre de Rancagua" y la reconquista española de Chile vivió un exilio en EEUU en el que tuvo contactos con franceses notables refugiados por la caída del Primer Imperio, entre ellos José Bonaparte. Allí reclutó a numerosos oficiales franceses que terminaron participando en la emancipación chilena bajo las órdenes de sus rivales políticos, José de San Martín y Bernardo O'Higgins.

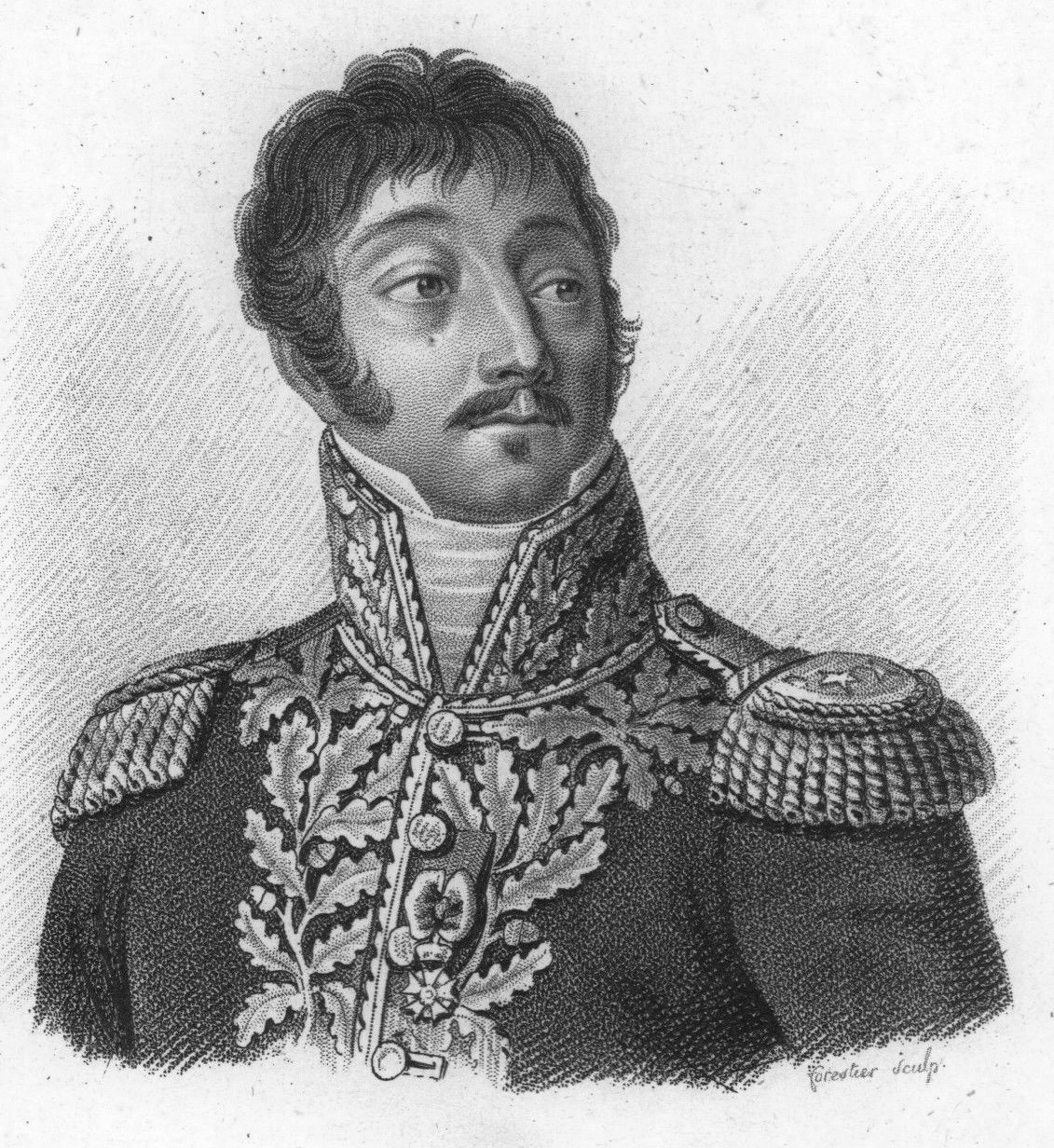
El general de brigada Michel Sylvestre Brayer, veterano de Austerlitz, Hohenlinden, Friedland y Ocaña entre otras batallas y el oficial francés de mayor graduación que llegó a Chile en el período. Fue enrolado por Carrera en Estados Unidos para luchar por la independencia de Chile, se incorporó como jefe de Estado Mayor al Ejército de los Andes. Al poco tiempo fue dado de baja de manera deshonrosa por San Martín (quien sentía antipatías por Francia, según el comodoro Williams Bowles). Esta medidas fue posterior motivo de debate historiográfico, con Francisco Antonio Encina afirmando que Brayer fue un chivo expiatorio de los errores de la campaña de 1817-1818.

La influencia directa de Francia y los franceses en el proceso independentista chileno es rastreable en:  
- Relaciones políticas y personales del líder independentista chileno José Miguel Carrera con personalidades francesas del Primer Imperio cuando, ya pasado más de un lustro después de la instalación de la primera junta, éste estaba buscando ayuda en Estados Unidos, en el período de la Reconquista española de Chile.
- En el eco de medidas políticas de la Revolución y el Primer Imperio en algunas decisiones tomadas en Chile por los independentistas.
- En el enrolamiento de un nutrido contingente de militares napoléonicos para la causa chilena a partir de 1816, en su mayoría reclutados por Carrera en EE. UU. y luego, una vez llegados éstos al Cono Sur, incorporados a las tropas de O'Higgins y San Martín.

Durante la Reconquista de Chile por los realistas, en 1816 Carrera tuvo relaciones, estando exiliado en Estados Unidos, con franceses notables del período del Primer Imperio que se habían refugiado allí por su caída y la restauración del Antiguo Régimen. Estaba entre ellos el antiguo rey impuesto por Napoleón a España, José Bonaparte, o los mariscales Dauxión Lavaisse, Bertrand Clauzel y Emmanuel Grouchy. Este último incluso le entregó por escrito una evaluación y un somero plan de acción para una expedición a Chile, en la que tenía intenciones de participar. El "plan", después de algunas consideraciones generales, sobre todo hacía hincapié en exigencias económicas, como el depósito de una gran garantía, 150.000 pesos duros de 8 reales en un banco estadounidense para el caso de que la participación de los oficiales napoleónicos en Chile acarreara represalias contra sus patrimonios en Europa. Los altos oficiales franceses secretamente habrían considerado el plan de rescatar a Napoleón y otorgarle un nuevo reino en Sudamérica. 
Tampoco faltaron en el proceso independentista medidas que se inspiraron directamente en antecedentes franceses, como la creación de la Legión de Mérito de Chile por O'Higgins, inspirada en la Legión de Honor creada por Napoleón. 

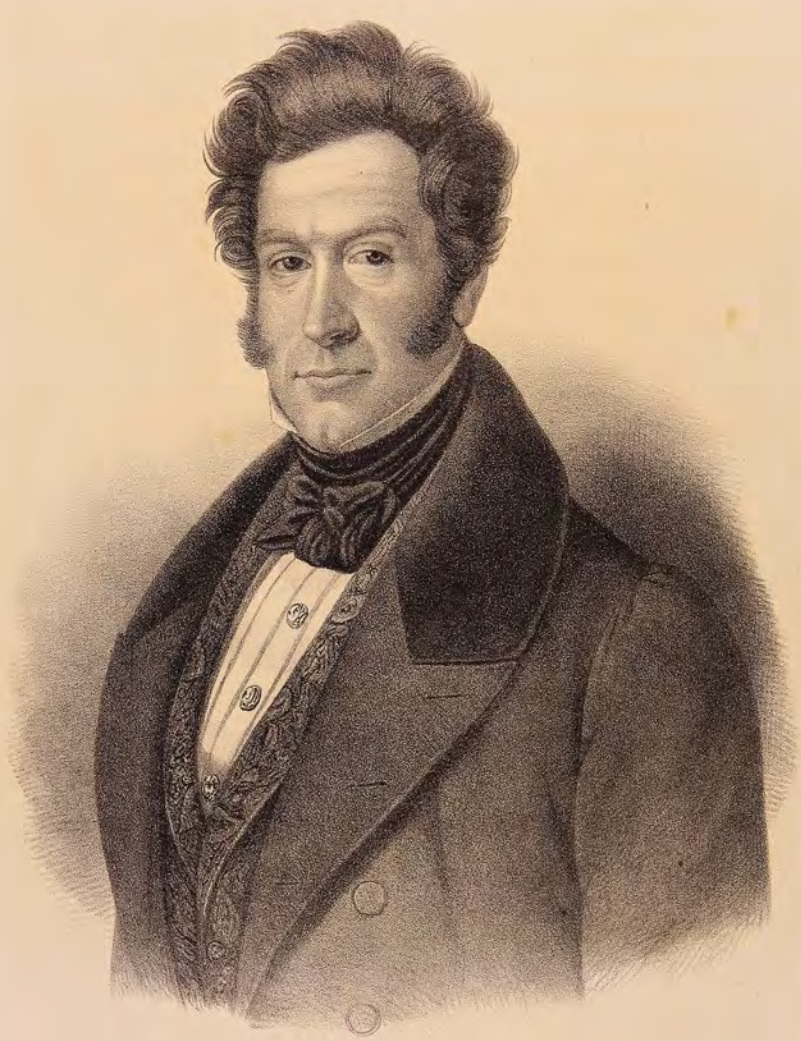
George (Jorge) Beauchef, coronel de los ejércitos napoleónicos, veterano de Austerlitz y Jena, también reclutado en Estados Unidos para la causa chilena. Alcanzó la celebridad militar en Chile por su participación en la toma de Valdivia comandada por el británico Cochrane.

Pero la influencia francesa más concreta en la emancipación chilena fue la incorporación de diversos oficiales franceses, veteranos de los ejércitos napoleónicos, que terminaron luchando como mercenarios en la última fase de las guerras (desde el Cruce de los Andes de 1817 en adelante) y en la expedición libertadora al Perú embarcada en Valparaíso. Se estima que de los 2 mil militares napoleónicos que participaron en las luchas independentistas latinoamericanas, 300 lucharon y pasaron por Chile. Entre ellos estuvo el general napoleónico Michel Brayer, a quien San Martín relevó del cargo con una baja deshonrosa (según Encina, Brayer había servido de chivo expiatorio para que la derrota de Talcahuano no afectara a O'Higgins y San Martín); pero muchos otros tuvieron participaciones laureadas, como George Beauchef (que consiguió la celebridad militar al mando de tropas desembarcadas en la Toma de Valdivia), Benjamín Viel, Ambrosio Cramer o Jean Joseph Tortel. Muchos de estos militares, que habían abandonado Francia durante la restauración borbónica y la consiguiente persecución a generales y oficiales del Imperio, adscribían a ideas republicanas y liberales por lo que les hizo sentido enrolarse como mercenarios en las luchas americanas. Estos soldados napoleónicos, en muchos casos, primero pasaron por un período de exilio en Estados Unidos, una de las pocas repúblicas que subsistían en el mundo tras la restauración absolutista en Europa (donde muchos de ellos fueron inicialmente reclutados por Carrera), para finalmente llegar a Chile vía Buenos Aires, y unirse a las tropas comandadas por San Martín. Varios terminarían ligados a acontecimientos posteriores en Chile, como Viel, que llegó a general tras participar en la derrota del bando liberal en la batalla de Lircay, pasar un exilio en Perú y posteriormente retornar para realizar un servicio final en Chile (donde se convertiría, por ejemplo en el custodio y compañero de Andrés de Santa Cruz durante en su detención en Chillán).
En el contexto de las relaciones de Chile y Francia para este período existe, así mismo, la persistente versión de que Cochrane, el díscolo almirante británico al mando la primera escuadra chilena, habría tenido el plan de rescatar a Napoleón de Santa Elena para ponerlo al mando de las tropas independentistas en las batallas finales y decisivas del proceso en Sudamérica. Pero, a partir de una investigación de Barros Arana, quien se basó el testimonio de Beauchef transmitido a Lorenzo Sazié, se concluyó que la especie se basa en una mera conversación, que a bordo de la escuadra, camino de la toma de Valdivia, sostuvieron Cochrane y Beauchef. En ella el segundo añoraba y el primero aprobaba (ya decepcionado del mando de San Martín) la posibilidad de un plan semejante. En la conversación Cochrane, conocido por su audacia, habría llegado a señalar que estaba dispuesto a tomar el mando de una pequeña escuadra para rescatar al depuesto emperador francés “y traerlo a esta América para que, al mando de las fuerzas independientes, concluyera de una vez, en una o varias batallas, con el poder español", lo que no habría pasado de una simple idea de sobremesa en la cámara de oficiales.

### Límites de la influencia francesa en el proceso de independencia
Se deben notar dos matices respecto a los límites de la influencia francesa en el proceso independentista chileno:
- El fuerte rechazo hacia Napoleón, y aún hacia la Revolución Francesa, que el movimiento independentista chileno expresó en sus documentos y las comunicaciones entre sus líderes.
- La influencia más directa y fuerte de Inglaterra y Estados Unidos en el movimiento chileno y sus líderes.

#### 1) Napoleón como enemigo

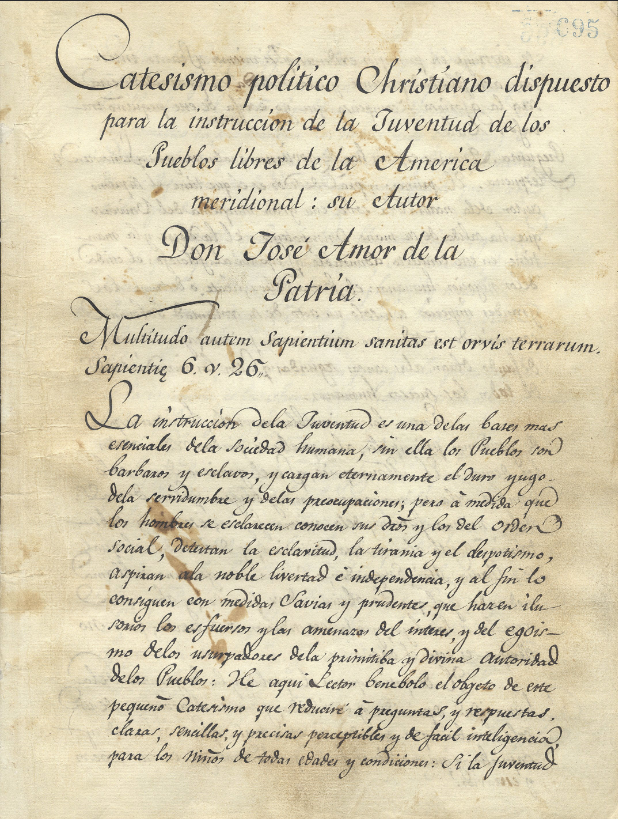
El Catecismo Político Christiano, circulado en Chile en 1810 entre los independentistas locales, caracteriza a Napoleón como un tirano y usa expresiones como "los perversos franceses".

En primer lugar, el movimiento de los patriotas chilenos, como el resto de los movimientos latinoamericanos, surgió, al menos inicialmente, revestido de un fuerte discurso francófobo y contrario a Napoleón, deplorando su invasión de España y el destronamiento de Fernando VII. El movimiento argumentaba la necesidad de establecer juntas locales de gobierno en la vacancia producida por la usurpación francesa y en la urgencia de defender el territorio de Chile de cualquier intervención extranjera, que en algún momento podría ser de Francia, como ocurría en esos momentos en la propia España. 
Este rechazo a Francia ya existía en Chile en 1808, según el reporte del agente británico Federico Dowling al almirante William Sidney Smith, jefe de las fuerzas navales inglesas en Sudamérica, instalado con la corte real portuguesa refugiada en Brasil. El agente, intentaba entonces, en interés británico, que las colonias españolas reconocieran la regencia de la hermana del cautivo Fernando VII, Carlota Joaquina de Borbón, esposa del príncipe Juan de Portugal, por lo que sostuvo reuniones con las autoridades locales buscando este objetivo. Dowling señaló en su informe, que se conservó en el archivo del Foreing Office, que entonces existía "gran aversión a los franceses" en Santiago, lo que contrastaba, en su versión, con la hospitalidad hacia los ingleses.
Una proclama posterior de Camilo Henríquez, uno de los principales propagandistas de la independencia en los primeros momentos, señalaba en enero de 1811 que la invasión napoleónica de España "nos pone en estado ó de gozar una paz profunda ó de repeler con gloria los asaltos de la ambición, aunque un nuevo César se apodere de Europa, de toda la fuerza y recursos del continente".
Mientras que el manuscrito que constituye el primer documento de agitación del movimiento independentista chileno de 1810, el Catecismo Político Christiano, refuta el derecho divino de los reyes citando como contra-ejemplo el caso del mismo Napoleón:

"Dios, justo y misericordioso, no ha podido conceder a Bonaparte la autoridad usurpada con la fuerza en todos los Reinos de Europa; pero la ha permitido como causa universal y primera, y como a sus altos juicios permite otras cosas malas. Bonaparte tiene su autoridad en los Reinos que ha robado, oprimido y usurpado, no de Dios que la permite: la tiene de la fuerza de la usurpacion y del crimen: la tiene de los viles esclavos que lo han ayudado a emprender y consumar sus delitos: la tiene en fin de los mismos Pueblos que de grado o fuerza han convenido en que los mande y oprima, pues de la misma fuente dimana, de los mismos principios procede la autoridad de los demas Reyes".
Catecismo Político Christiano

El mismo Catecismo Político Christiano también incluye afirmaciones como que "los franceses asesinan a sus enemigos", habla de "perversos franceses", presenta el dilema de "o ser rebelde o ser francés", y, para desligitimar al representante de la Junta Suprema de Sevilla, órgano que tenía aspiraciones de gobernar América en ausencia del rey, se pone de relieve la anterior relación de ese delegado, José Manuel de Goyeneche, con el general napoleónico, Joaquín Murat: "Goyeneche, digno Diputado de Murat, traidor infame a vuestra patria, vil executor de las tiranías; huid para siempre de esta tierra que habeis manchado con la sangre de vuestros compatriotas (se refiere al ahorcamiento de Pedro Domingo Murillo y otros partidarios de la Junta Tuitiva de La Paz)".

"...Ni Reyes intrusos, ni franceses, ni ingleses, ni Carlota, ni portugueses, ni dominacion alguna estranjera; morir todos primero antes que sufrir o cargar el yugo de nadie".
Catecismo Político Christiano

#### 2) La influencia directa de Inglaterra y Estados Unidos.
En segundo lugar, se debe notar que las mayores figuras independentistas del proceso chileno, que tuvieron viajes iniciáticos o residencias importantes en el extranjero, fueron influidos en sus ideas políticas por contactos principalmente con otros dos países: Reino Unido  y Estados Unidos. Y que las referencias a cualquier otro modelo distinto del francés fue común en los discursos y mensajes del movimiento independentista chileno.

##### 2.1) Estados Unidos

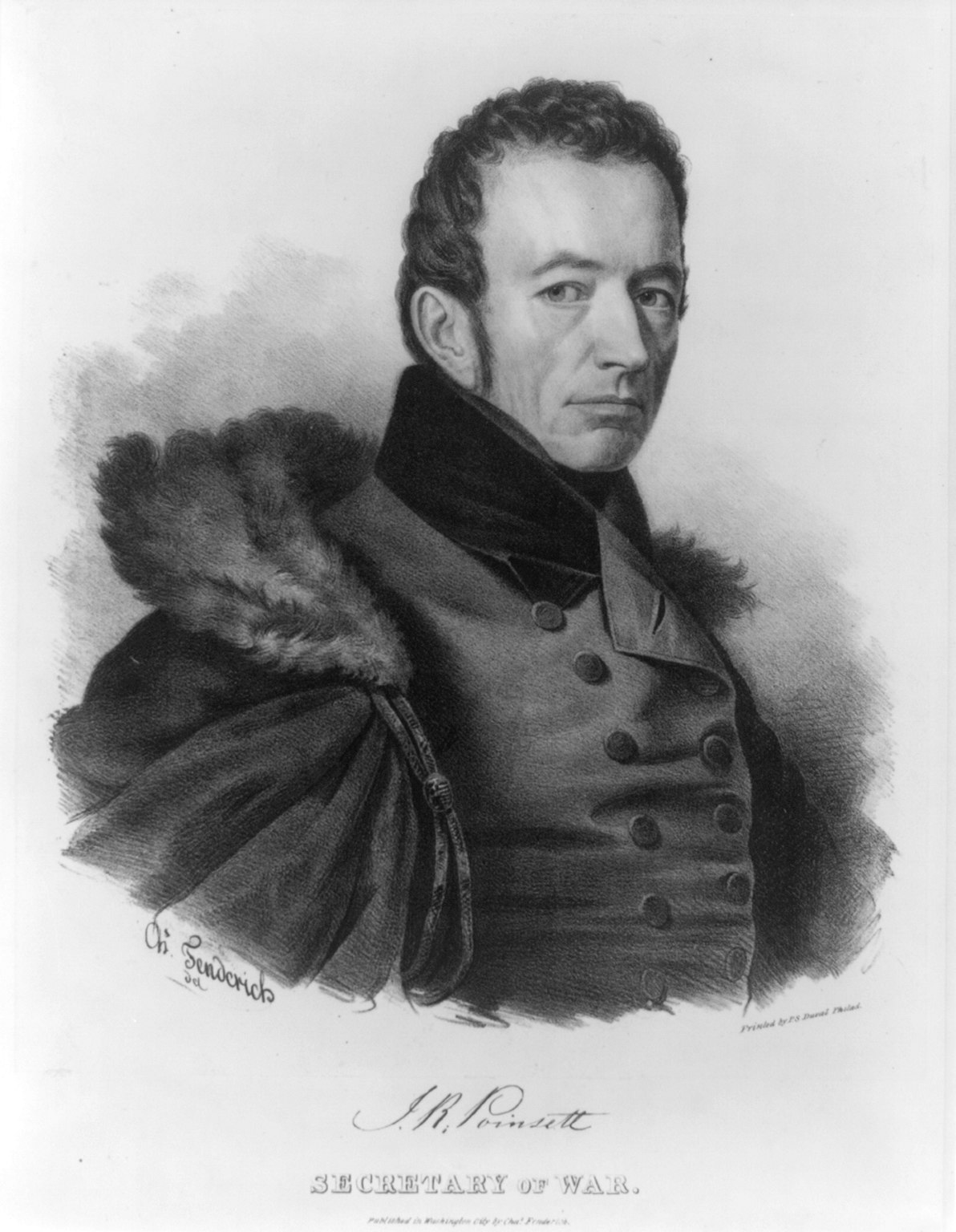
Joel Robert Poinsett, el agente especial de Estados Unidos en Chile, que se convirtió en cercano a José Miguel Carrera y terminó acompañando a su ejército en la primeras campañas de la independencia. Aquí es representado en su posterior puesto como Secretario de Guerra del presidente Martin Van Buren.

Así, por ejemplo, la Proclama de Quirino Lemáchez (pseudónimo de Camilo Henríquez), citaba como antecedentes de pueblos libres a los antiguos griegos, venecianos y holandeses (que habían tenido repúblicas), a los que sumaba un solo ejemplo reciente, los estadounidenses, que el texto contrasta con todas los otras naciones contemporáneas (lo que incluye a la Francia de Napoleón), todas ellas gobernadas por el despotismo:

"Cuando gime el resto del mundo bajo el peso insoportable de los Gobiernos despóticos, aparecen los colonos ingleses, gozando de la dicha incompatible con nuestra debilidad y triste suerte. Estos colonos, ó digamos mejor esta nación grande y admirable, existe para el ejemplo y la consolación de todos los pueblos".
Camilo Henríquez, Proclama de Quirino Lemáchez

José Miguel Carrera, primer gran líder militar y político del bando independentista, quien era un partidario abierto del sistema republicano (a diferencia de O'Higgins y San Martín), mantuvo relaciones especialmente estrechas con figuras de Estados Unidos, la mayor república del momento. Carrera, como también San Martín, había combatido inicialmente contra las tropas napoleónicas en España, al llegar a Chile tuvo uno de los mayores aliados de su gobierno en el cónsul o "agente especial" estadounidense Joel Robert Poinsett. Así implementó su política de propaganda montando el primer periódico chileno, La Aurora de Chile, con una imprenta y tipógrafos estadounidenses (Samuel Burr Johnston, Simon Garrison y William H. Burbidge), al tiempo que la fiesta patriótica de Estados Unidos, el 4 de julio, se celebraba públicamente en 1812 con asistencia de Carrera, en el Palacio del Consulado de Santiago, mientras la ciudad era embanderada con la primera bandera chilena y la de las barras y estrellas. Tras los reveses del movimiento independentista y, el llamado por los chilenos, Desastre de Rancagua de 1814, Carrera terminó por viajar a EEUU, siendo iniciado en la masonería de ese país en 1816, convirtiéndose en testigo del funcionamiento del sistema republicano y logrando reembarcar a Sudamérica un cuantioso cargamento de armas, oficiales y uniformes suministrados allí bajo crédito, llegando a tener reuniones con el entonces presidente James Madison, además de contactos con John Quincy Adams y James Monroe.  

##### 2.2) Reino Unido

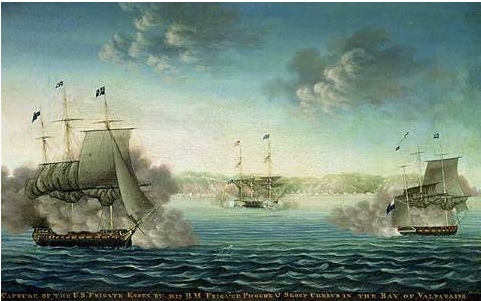
Mientras Francia estaba ausente del Pacífico sudamericano, Estados Unidos y Reino Unido combatían frente a Chile. El 28 de marzo de 1814, cuando recrudecían los combates entre realistas e independentistas en el sur de Chile (es la víspera del primer "Desastre de Cancha Rayada"), una fragata y un balandro de la Armada de los Estados Unidos (USS Essex y USS Essex Junior), estaban bloqueadas en Valparaíso por fuerzas británicas de igual número y tipo, pero de mayor tonelaje y armamento (fragata HMS Phoebe y balandro HMS Cherub), comandadas por el comodoro James Hillyar. En Chile ya no gobernaba Carrera y las nuevas autoridades, cuando el nuevo de jefe del ejército era O'Higgins, parecían buscar más el apoyo diplomático británico, Finalmente los estadounidenses tuvieron que abandonar el puerto, los barcos británicos ganaron la batalla (en un cuadro de George Ropes, en la imagen), y los buques estadounidenses fueron capturados. Solo 36 días más tarde, el comodoro Hillyar fue el mediador del Tratado de Lircay entre realistas e independentistas chilenos, finalmente solo una tregua que duró un par de meses.

Por su parte el adversario de Carrera y posterior director supremo de Chile, Bernardo O'Higgins, vivió y estudió en Inglaterra entre 1795 a 1798 en un ambiente altamente refractario a la experiencia revolucionaria francesa. Estuvo más impresionado por la monarquía constitucional y las logias inglesas (de hecho participó en "La gran reunión americana" de Londres) que por el sistema republicano y los revolucionarios franceses, incluso intentando infructuosamente heredar el título nobiliario de su padre biológico tras la muerte de éste en 1801. Ya durante el proceso de independencia y en puestos de poder mantuvo relaciones de proverbial cercanía con numerosos británicos, como su hombre de confianza y mentor en materia militar, el coronel Juan Mackenna; o el comodoro de la flotilla del Pacífico americano de la Royal Navy, James Hillyar, quien medió en el Tratado de Lircay firmado por O'Higgins (que significó el cese temporal de las hostilidades entre realistas y patriotas, que volvieron a usar la bandera de la Cruz de Borgoña, al tiempo que el texto proscribía a José Miguel Carrera); el contralmirante de su escuadra, Thomas Cochrane, o la escritora María Graham. 
Por ejemplo, cuando O'Higgins le comentó a Mackenna su deseo de establecer un parlamento aristocrático a la británica (a ejemplo de la cámara de los lores), éste le felicitó y le señaló que si Sudamérica hubiese sido una colonia francesa se opondría a implementar allí a un órgano representativo:

“...Porque nunca puedo olvidar la conducta de la Convención Nacional de Francia, su locura y la atrocidad de sus procedimientos”
Juan Mackenna

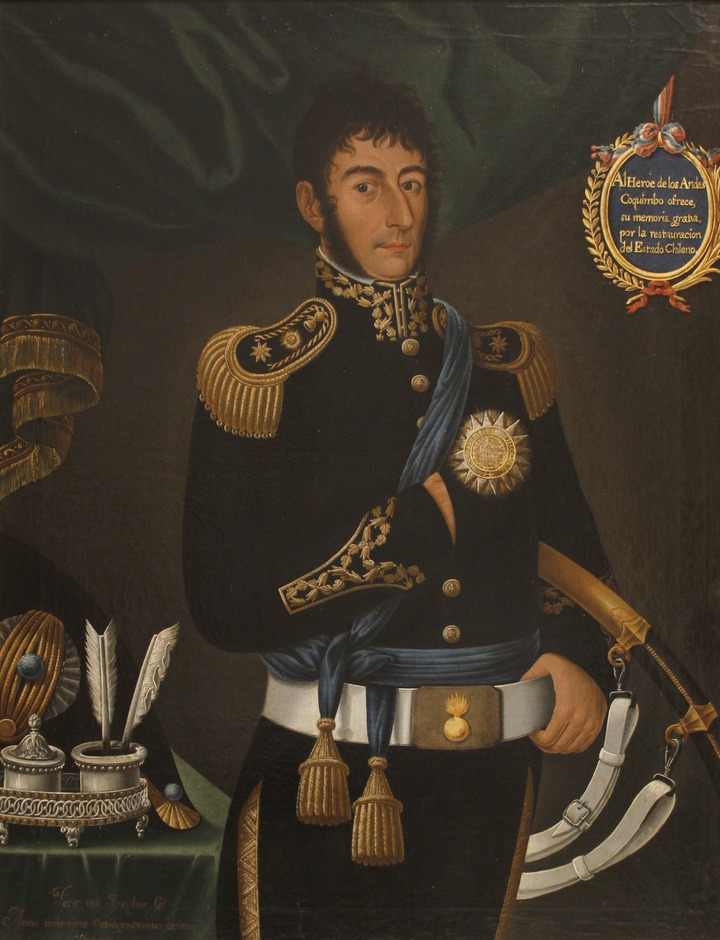
José de San Martín (en retrato de José Gil de Castro), según un reporte del comodoro británico Bowles, en 1814 "abriga una sincera antipatía contra los franceses". Al mismo oficial naval inglés el general le confió en 1818 que sólo aceptaba oficiales franceses y estadounidenses por estricta necesidad. En contraste, San Martín hizo gestiones ofreciendo, ese año, cesiones territoriales a Reino Unido (Chiloé y Valdivía) a cambio de que favoreciera la independencia, al tiempo que señalaba que se entregaría el "trono de Chile" a algún príncipe de la casa real inglesa a todo evento, si éste aceptaba como sistema la monarquía constitucional.

José de San Martín, en tanto, tuvo una breve estadía en Inglaterra antes de incorporarse a la lucha independentista, pero fue significativa. Antes había participado en la sede de Cádiz de la logia "La gran reunión americana" , sucursal de la de Londres, departido y sido subordinado de oficiales británicos en España (como el general William Carr Beresford, quien había liderado una de las invasiones inglesas de Buenos Aires) en el marco de la lucha y alianza contra la invasión francesa. Así que fue embarcado en suelo inglés junto a otros oficiales independentistas en un buque de la Royal Navy, el HMS George Canning, rumbo a Buenos Aires, para que participara de los sucesos sudamericanos, lo que era de interés para las autoridades en Londres. Lo que lleva a que diversos autores ubiquen a San Martín como una figura probritánica (algunos, como Antonio Calabrese y Juan Bautista de Sejean, llegan al extremo de sospechar que fuera una especie de agente inglés). Se ha señalado también que su plan continental: controlar Buenos Aires (lo que realiza en el golpe de Estado de octubre de 1812), pasar a Mendoza como base preparatoria de lo siguiente, cruzar los Andes a Chile y finalmente llegar vía marítima a Perú para acabar con el dominio español en esas regiones; estaba basado en un plan inglés anterior, el Plan Maitland, destinado a establecer dominios británicos y emancipar colonias en Sudamérica, para abrirlas al comercio de manufacturas inglesas. Sin contar que, hasta su salida definitiva de Sudamérica y su exilio final en Francia, la mayor parte de los extranjeros que rodearon a San Martín y lograron gran familiaridad con él eran británicos: Peter Haywood, James Paroissien, Guillermo Miller, el comodoro William Bowles, el comodoro Home Riggs Popham, el general William Carr Beresford y el comerciante Juan Parrish Robertson.
Los testimonios que coinciden en la abierta simpatía de San Martín hacia lnglaterra son numerosos. El agente comercial inglés Samuel Haigh, resumía su impresión de él al conocerlo en un baile con que el general homenajeó al comodoro Bowles en Santiago:

"(San Martín) es muy partidario de la nación inglesa".
Samuel Haigh

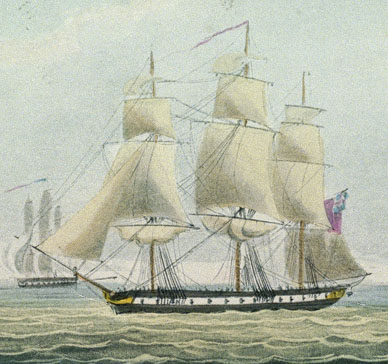
La fragata inglesa HMS Amphion desde la que el comodoro Bowles reportaba los ofrecimientos, anglofilia y francofobia de San Martín, al tiempo que intervenía como representante oficioso de Reino Unido ante el nuevo gobierno de Chile.

En febrero de 1818, el mencionado comodoro William Bowles envió desde Chile una carta «muy secreta» al Foreign Office, en la que describe a San Martín como un líder ansioso por recibir orientaciones de la corona británica y darle ventajas considerables en Chile por sobre otras naciones:

"...Cada dia le era más necesaria a San Martin la respuesta de Su Majestad Británica para guiar su conducta." (...San Martín es un) "gran amante de Inglaterra: solo la necesidad le ha hecho admitir oficiales franceses y americanos, algunos de los cuales le han correspondido atentando contra su vida".
William Bowles, resumen de Espejo

En una carta anterior, de enero de 1814, el mismo marino británico se detiene en los sentimientos negativos de San Martín hacia Francia en ese entonces (aunque tras retirarse del escenario sudamericano y un breve paso por Inglaterra, terminará exiliándose allí finalmente, pero en una localidad inmediata al paso de Calais y el Reino Unido, Boulogne sur Le Mer):

"(San Martín) profesa una gran amistad hacia los ingleses y estimo con toda razón que abriga una sincera antipatía contra los franceses, cuyas crueldades y enormidades en España yo le he oído frecuentemente relatar y explayar en público".
William Bowles

El comodoro Bowles señalaba que íntimamente San Martin "habló de dividir la America entre las potencias europeas, dejando solo México a España y dándole a éste la indemnización correspondiente". Dentro de este reparto, San Martín señalaba a Chile entrando en la esfera británica, gobernado por un príncipe de su casa real, cediendo enclaves territoriales a Reino Unido, planificando darle ventajas a las exportaciones inglesas y al embarque de productos chilenos por buques de esa bandera. Así Bowles registra las ofertas en su carta al Foreign Office del 14 de febrero de 1818, remitida desde Valparaíso dos días después de la jura de la Declaración de Independencia en la Plaza de Armas de Santiago en la que partició San Martín:

"Además, me informó (San Martín) que el Agente del Gobierno de Chile en Londres, don J. Yrizarri está facultado para ofrecer las siguientes ventajas y concesiones si Gran Bretaña llega a favorecer la causa de la Independencia:

1.°) La cesión de la isla de Chiloé y el Puerto de Valdivia, y
2.°) La reducción de un diez a un quince por ciento en las importaciones y un cuatro por ciento en las exportaciones en todos los buques británicos durante treinta años.

Agregó que estas preferencias se concederían en proporción de la asistencia que fuera dada, pero que si un príncipe de la Familia Real de Gran Bretaña aceptara el trono de Chile, sería aquí recibido sin condición alguna, excepto la del establecimiento de una monarquía constitucional".
Comodoro William Bowles (Royal Navy)

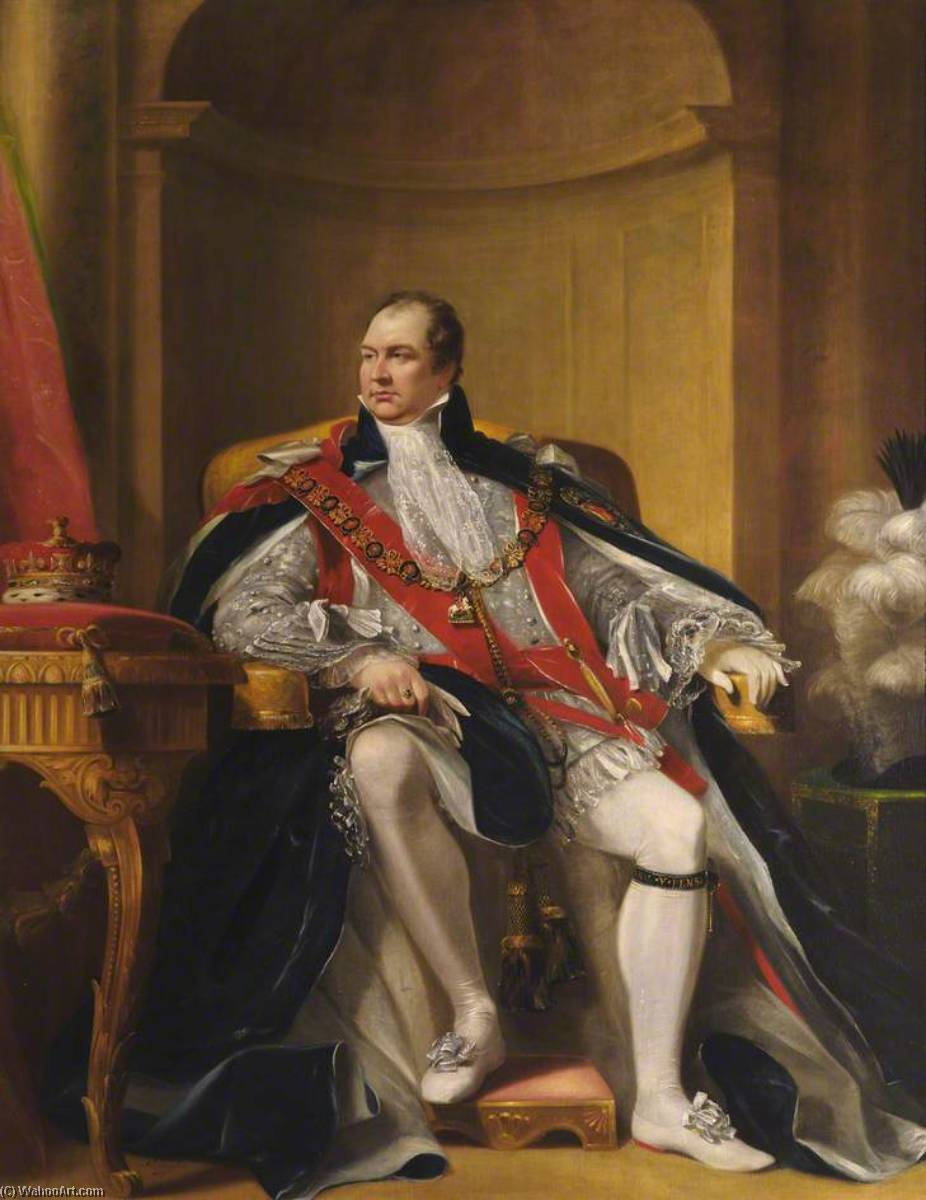
Una vez en Perú, San Martín no sólo pretendió traer un príncipe británico para gobernar el país, como antes había propuesto para Chile al comodoro británico en el Pacífico, sino que se eligió un nombre concreto como preferido: Augusto Federico, duque de Sussex, quien finalmente sería solo el tío favorito que entregará a la Reina Victoria en el altar.

Aunque, respeto de estas ofertas de San Martín, sobre todo las cesiones territoriales y el ofrecimiento del «trono de Chile» a un príncipe inglés, el investigador José Miguel Yrarrázabal ha señalado que se apartaban de las instrucciones dadas al agente Irisarri por O'Higgins, despachas en Concepción, por lo que aquí San Martín habría seguido su propia iniciativa sin consultar con el gobierno ejecutivo de Chile, cuando era general en jefe del Ejército de los Andes sin cargo político en Chile a esa fecha. Así, San Martín habría establecido su propio plan junto con Irisarri, que este último trató infructuosamente de convalidar epistolarmente desde San Luis, Cuyo, cuando ya iba camino a hacer esas concesiones territoriales y dar el «trono de Chile» al Reino Unido.
Posteriormente, una vez en Perú, San Martín insistirá en su ideá monárquica y pro-inglesa, buscando que un príncipe británico, preferentemente Augusto Federico, duque de Sussex, asumiera como "emperador" de Perú. Y para el caso de que un príncipe inglés no estuviera disponible, en un Consejo de Estado de Perú presidido por él en 1822 se elaboró secretamente una lista descendente de preferencias, ordenadas por casas reales de países europeos que quedarían en reserva por debajo de Inglaterra: Alemania, Rusia, Austria, Francia y Portugal, reservando como último recurso, si todo fallaba, la opción española del duque de Lucca. Cómo se puede apreciar, la opción francesa se encontraba entre las últimas y más improbables, antecedida de casas reales presentes en cuatro grandes países.

### De la Declaración de Independencia al reconocimiento por Francia

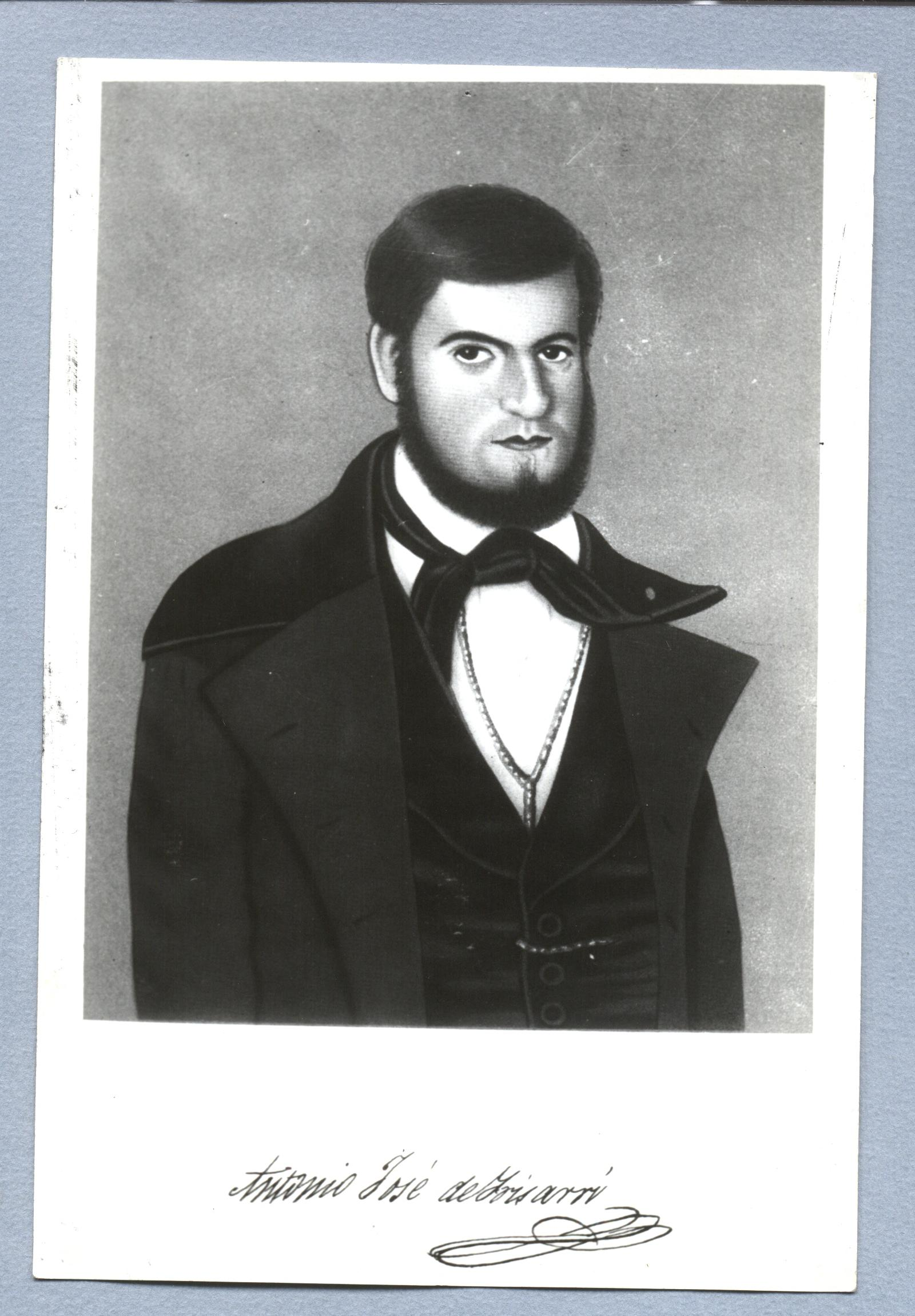
Antonio José de Irisarri, primer agente de Chile ante Inglaterra y Francia, de actuación polémica.

#### Un polémico agente ante Reino Unido y Francia: Irisarri
El enviado de gobierno de O'Higgins, Antonio José de Irisarri, un comerciante guatemalteco que se unió al influyente clan Larraín (sus "primos") de Santiago de Chile, partió de Chile a fines de 1818, vía Buenos Aires. Viajaba como agente ante Reino Unido, pero también ante la Francia de la restauración borbónica y absolutista de Luis XVIII. El objetivo de Irisarri era conseguir el reconocimiento de la independencia chilena por ambas grandes potencias europeas. Pero esto no fue logrado. Las antiguas posesiones americanas de España eran un tema pendiente ante al ascenso la Santa Alianza y otros grupos epígonos, la combinación las grandes casas reales europeas en contra de las reformas liberales, las repúblicas y el legado napoleónico. En este contexto, el repudio a las reformas políticas, la democracia y las sublevaciones dictaba solidaridad, al menos en teoría, entre reyes y emperadores europeos para con todas las reivindicaciones legitimista de las dinastías que gobernaban desde antes de las recientes revoluciones y guerras. Entre estas reivindicaciones se contaban las de Fernando VII respecto de Chile y la mayor parte de su antiguo imperio americano, ya definitivamente perdido salvo excepciones. 
Irisarri permaneció inicialmente en Londres, sin que se conozca que haya realizado mayores avances para cumplir su encargo respecto del reconocimiento por parte de Francia. El caso es que el agente se quedó gestionando un gran empréstito de la banca inglesa Hullet Brothers por un millón de libras, obtenido en 1821. El senado chileno intentó infructuosamente bloquear el préstamo, pues ésta, según Raúl Silva Castro, fue "una negociación que varias generaciones (de chilenos) han considerado ruinosa". Además el agente diplomático realizaba en el intertanto negocios privados e intermediaba intereses de particulares centroamericanos, en Inglaterra, como una especie de simultáneo agente comercial privado de compañías de terceros países y diplomático estatal chileno. 

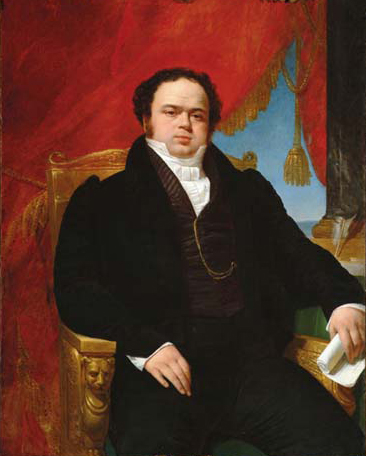
Mariano Egaña, aquí retratado en París en 1827, reemplazó a Irisarri al poco tiempo de asumir Ramón Freire el gobierno de Chile.

Como agente chileno, tras conseguir el préstamo inglés, compró una goleta francesa, la Voltaire, que al decir del historiador Ricardo Donoso, "el gobierno (chileno) no había pedido, ni necesitaba". Y no solo eso, el agente de Chile, con las "ganancias" de la gestión del préstamo inglés para Chile y sus actividades diplomáticas, creó una serie de compañías comerciales que presidía como particular, junto a algunos asociados. Compañías que se transaban en el mercado inglés, como la "Guatemala Mining Company" y la "Potosí, La Paz and Peruvian Mining Assocation". Así que a la caída de O'Higgins, Irisarri fue reemplado por Mariano Egaña (1825), quien durante todo un año en Europa no logró que el primero le transfiriera los papeles oficiales relativos a sus gestiones, en una sucesión de desinteligencias, intrigas personales y un problema que investigadores posteriores relacionan con un posible exceso de "ego":

"En su calidad de enfant terrible americano (Irisarri), (...) rentó una habitación con servidumbre y se hizo de una amante francesa. Por supuesto, la oeconomía patriarcal de su padre había muerto con él".
Francisco Rodolfo González Galeotti

De manera que el interés del gobierno de Chile en que Francia reconociera su independencia quedó postergado por años, por circunstancia de la política europea e, inicialmente, problemas con su primer agente diplomático.
La siguiente misión chilena en París, de Mariano Egaña, habría sido ingrata y penosa. Irisarri, que ya estaba en esa ciudad y aparentemente se encontraba "harto de su perseguidor". Egaña le exigía los papeles oficiales, a lo que Irisarri respondió ridiculizándolo y endilgándole el mote de "Lord Callampa" (lord seta, lord hongo),  un apodo que le quedó de por vida por su aspecto y baja estatura. También hacía bromas prácticas crueles que lo desautorizaban en la ciudad. En una ocasión Egaña, que es descrito para esas fechas como un joven más bien inclinado a la "candidez", había encargado juegos de porcelana para uso del gobierno de Chile, Irisarri no dejó pasar la oportunidad y engañó a la fábrica para que pusieran la cara del Egaña en el fondo de algunas piezas, que debieron ser destruidas porque ese escarnio las hacía inservibles para el uso oficial. Así, los avances políticos y la propia dignidad del representante chileno eran saboteados por su antecesor. Pese a todo el agente Egaña, que había sido anteriormente el ministro de Relaciones Exteriores de Chile, logró gestiones oficiales ante particulares, reclutando artesanos y científicos, además de adquirir libros que fueron una de las bases de la posterior biblioteca de la Universidad de Chile.

#### Una nota diplomática de 1821
Simultáneamente, en 1821 el agente de Francia en Buenos Aires envió una nota al representante chileno Manuel Zañartu informándole que su estado "no desconocería la legitimidad de los gobiernos que se halla afianzada en la obediencia de los pueblos". Esta expresiones vagas no constituyeron un reconocimiento explícito a Chile como un país independiente, pero representan un primer intercambio diplomático que apuntó a esa posibilidad, bajo la aparente iniciativa de un funcionario diplomático menor.  

#### Chile en la mira del Ministerio de Marina y de las Colonias

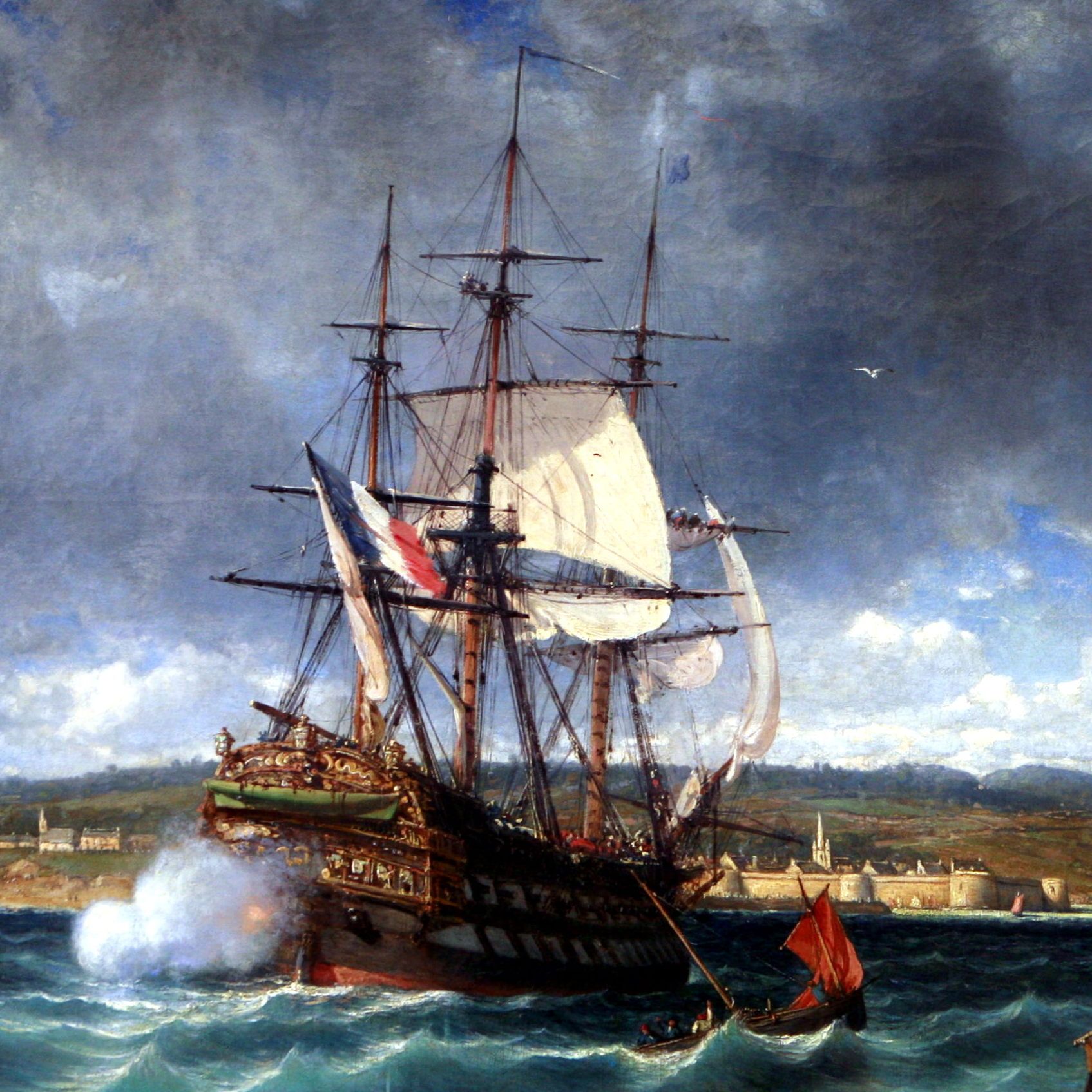
El Colosse un navío de línea de la clase Téméraire (como el Vétéran, en la imagen referencial) fue la nave capitana de la primera escuadrilla francesa (compuesta también por la fragata Galateé) que visitó puertos chilenos tras la independencia. Su poder de fuego era mayor al del principal buque chileno, el navío de línea San Martín. La alerta por su presencia entre las autoridades chilenas fue disipada por las declaraciones amistosas del contralmirante La Gravière.

##### La Gravière: Primeros buques de guerra franceses en el Chile independiente
El 31 de diciembre de 1820 aparecieron en Talcahuano los primeros buques de guerra franceses que se acercaron a las costas chilenas en los años del proceso independentista: el navío de línea Colosse de 74 cañones y la fragata Galateé de 46 bocas de fuego, bajo el mando del contraalmirante Pierre Roch Jurien de La Gravière. Las noticias de la venida de esa expedición, sabida anticipadamente en Santiago por su recalada previa en Río de Janeiro, levantaron preocupación por la posibilidad de que viniera a apoyar los intereses españoles de alguna manera, lo que no era descabellado por la familiaridad de las casas reinantes en ambos países europeos y el auge del proyecto legitimista de la Santa Alianza. Y no era desencaminado, si se considera que solo faltaban dos años para que Francia enviara una fuerza de 100 mil soldados a España a "liberar" a Fernando VII de su juramento  de la Constitución de 1812, tras la rebelión del teniente coronel Riego. La expedición naval francesa llegada a Chile consistía en una fuerza poderosa para el contexto del Pacífico sudaméricano de esos años (el mayor buque chileno de entonces, el navío San Martín, tenía diez cañones menos que el Colosse). Y la fuerza llegaba justamente mientras la escuadra chilena mantenía el Tercer Bloqueo del Callao bajo el mando de Cochrane, tras desembarcar a la "Expedición Libertadora del Perú" unos meses antes. Sin embargo, La Gravière supo despejar las desconfianzas señalando que el viaje era de instrucción de sus marinos, de estudios hidrográficos y de investigación de la situación política y oportunidades comerciales en los países sudamericanos.  Sin embargo, el contraalmirante no aceptó la invitación de O'Higgins a pasar por Santiago, lo que, entendía, hubiese significado un reconocimiento formal de la independencia del país, aunque sí se reunió con los gobernadores de Valparaíso y Concepción:

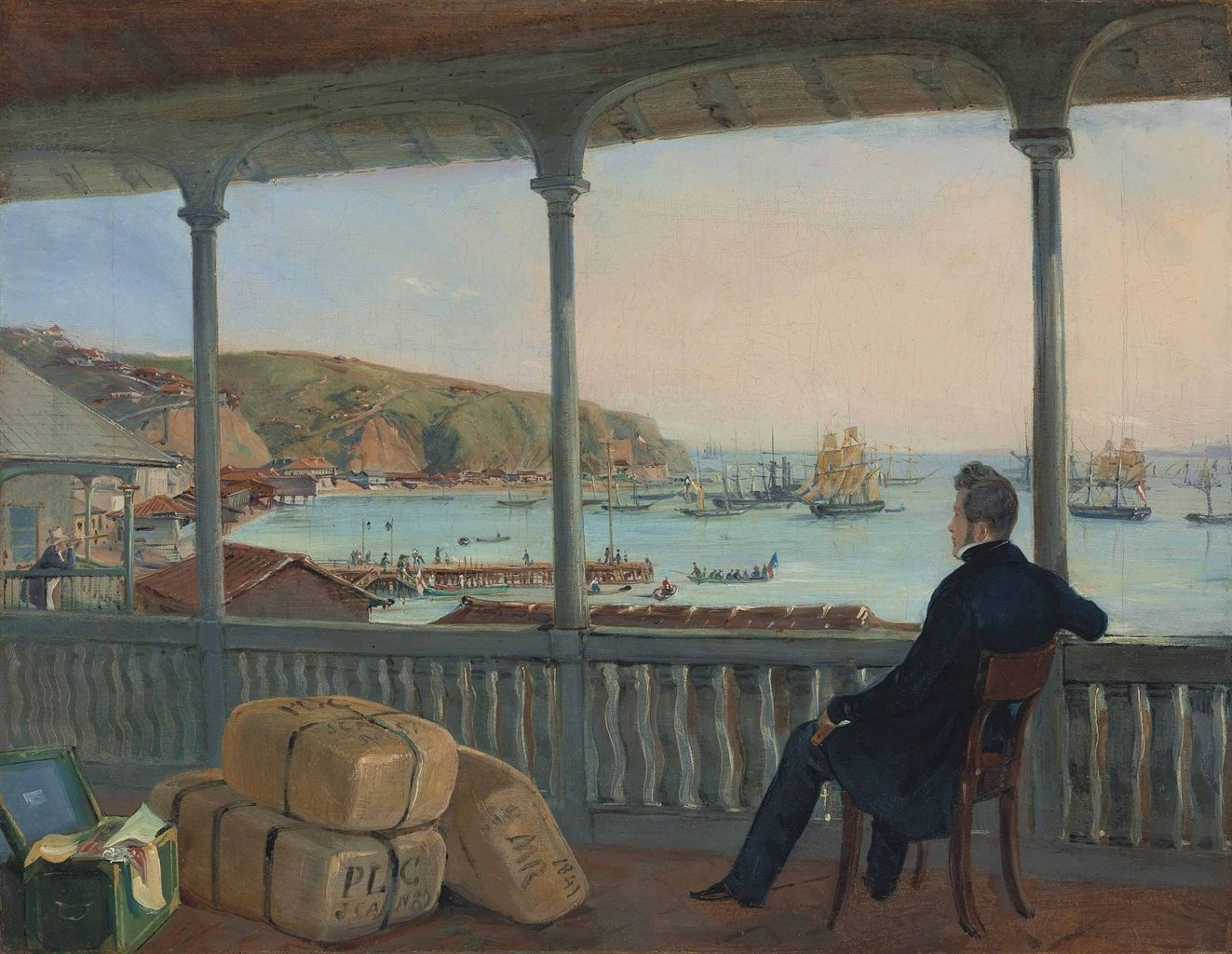
Valparaíso se convertió en pocos años, tras la independencia de Chile, en un emporio que concentró comerciantes de múltiples naciones, entre ellas Francia. En la imagen: "Vista de Valparaíso" por Johann Moritz Rugendas, 1841.

"Jurien de la Gravière no podia declarar ni hacer otra cosa. El gobierno francés no,queria entonces intervenir en manera alguna en los negocios políticos de America, pero si deseaba abrir nuevos mercados al comercio de sus nacionales, y ejercer en estos paises una influencia moral por medio de las relaciones amistosas. En efecto, el viaje de Jurien de la Gravière, y los infornies que éste comunicó, estimularon a algunos negociantes franceses a enviar sus niercaderias directamente a América, y sirvieron para iniciar un comercio que poco despues tomó gran desarrollo".
Diego Barros Arana. Historia general de Chile, tomo XIII, p. 571.

##### Mackau: Pasajes gratis a París para jóvenes aristócratas y caza de un corsario realista
En los primeros años de la década de 1820, si el ministerio de Asuntos Exteriores francés no mostraba un interés todavía decidido por Chile, el Ministerio de Marina y de las Colonias, encabezado por Aimé Marie Gaspard de Clermont-Tonnerre si lo consideraba dentro de sus responsabilidades y jurisdicción. Así se dio orden para que las naves de la Marina de Guerra francesa en estación en el Pacífico sudamericano, la fragata Clorinde (58 cañones) y la gabarra Mossele de la segunda expedición francesa bajo el mando del barón Mackau, llegada a Chile en 1822, dieran pasaje libre para que los hijos de las más altas aristocracia y plutocracia chilenas se trasladaran a realizar estudios en París. Así, por decisión explícita de la repartición del gobierno francés encargada de llevar y crear vínculos coloniales con territorios ultramarinos, se inició la formación de una primera generación de "afrancesados" en las clases dirigentes chilenas. Por este expediente viajaron, entre otros, muchos descendientes de los pocos detentores de títulos de nobleza que existieron en Chile hasta que, finalmente, fueron abolidos en 1817 por O'Higgins: como tres hijos de José Toribio de Larraín, ex marqués de Larraín; y cuatro nietos de Mateo de Toro y Zambrano, fallecido conde de la Conquista. O a los descendientes de otras familias ricas y bien contactadas, como dos hijos del anterior director supremo de Chile en 1814, Francisco de la Lastra, o vástagos de las familias Jaraquemada, Solar (asociada con comerciantes franceses), Infante, Talavera y el joven Vicente Pérez Rosales, entre otros.

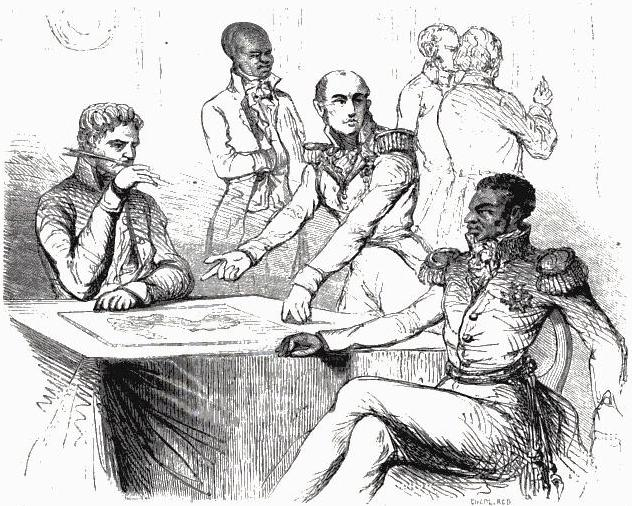
El barón y marino francés Mackau en 1823 transportaba gratis a jóvenes de la más alta élite chilena a estudiar a Francia (por orden de su Ministerio de Marina y de las Colonias) y, según Pérez Rosales, cazaba al buque corsario realista de Chiloé, La Quintanilla, que afectaban al principal socio chileno de los comerciantes franceses en el país (la Casa Solar). Aquí se ve a Mackau (de pie), en un grabado de la época, que lo representa en 1825, exigiendo al presidente de Haití, Jean-Pierre Boyer, el pago de 150 millones de francos de oro a cambio de que Francia reconozca la independencia de ese país, origen de la secular deuda externa haitiana.

Las relaciones de los comerciantes franceses, que aprovechaban la apartura del comercio en Chile, también aparecían en los hechos apadrinadas por "La Royale", la marina de guerra francesa. El memorialista Vicente Pérez Rosales narra que en 1823 los franceses todavía no tenían instaladas sus propias casa de comercio en Valparaíso, por lo que ocupaban el "muy opulento" establecimiento del criollo Felipe Santiago del Solar para colocar sus productos en el país. Pero la Casa Solar también tenía una flotilla de cuatro pequeñas embarcaciones corsarias que cortaban las comunicaciones españolas en el Pacífico, afectando especialmente las de Chiloé. Lo que llevó a que el último relicto realista en el actual territorio de Chile, Chiloé, armara a su vez su propio corsario, La Quintanilla:

"...que al mando de un tal Martelí, no tardó en dar al traste con toda la división Solar, obligando a El Chileno, único cachucho que escapó de sus garras, a asilarse bajo los fuegos de las baterías de Valparaíso. Supo el buen barón de Mackau (futuro almirante francés) por boca de Solar lo que pasaba; ignoro lo que entre los dos hablaron; pero no ignoro lo que ocurrió después; pues es lo cierto, que a poco andar, ya la terrible La Quintanilla era declarada buena presa de la fragata Clorinda (Clorinde), i que el no menos terrible Martelí se encontraba encerrado en calidad de preso a bordo de la gabarra francesa Mosselle".
Vicente Pérez Rosales

Barros Arana contradice este relato del memorialista Pérez Rosales, quien en calidad de testigo afirmaba además que viajó en la Moselle a Francia con un grupo de jóvenes aristócratas, con el prisionero Martelí a bordo. El historiador, en cambio, señala que "La Quintanilla" (que él anota como Jeneral Quintanilla) en realidad había atacado un barco francés, el Vigie, en la costa de Perú, irrespetando su neutralidad. Así que  luego fue capturado por esa razón el buque corsario y su capitán, llamado en su versión Maineri y no Mertelí, por la fragata francesa Diligente del capitán Billard (no por Mackau) en las inmediaciones de Quilca, Perú.

#### Francia y el Congreso de Verona: Reyes borbones a cambio de reconocer las independencias americanas

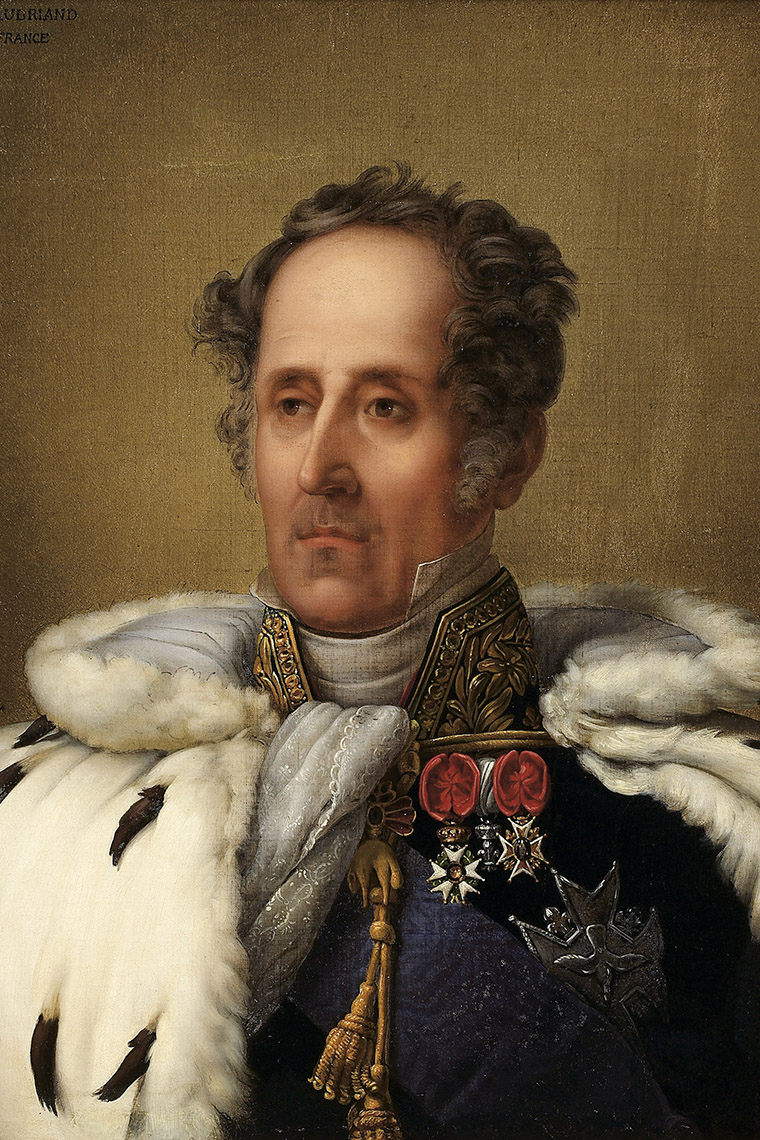
Francois René vizconde de Chateaubriand, más recordado como poeta, fue plenipotenciario en el Congreso de Verona (luego canciller de la restauración absolutista), y como tal proponían en 1822 que en los nuevos países se instalaran príncipes de la casa reinante en Francia y España, la casa de Borbón. A Mariano Egaña le describió la independencia hispanoamericana como el mayor error de la civilización.

Mientras los marinos franceses se mostraban amigables y se regalaban pasajes a Francia a jóvenes aristócras chilenos, a fines de 1822 el representante de Francia en el Congreso de Verona, Chateaubriand, ante un memorándum presentado por el duque de Wellington para promover el interés británico de que se reconocieran las independencias americanas, respondía que la solución que equilibraba legitimidad y necesidad política era que se intalaran príncipes de la casa real común de Francia y España, la de Borbón, en los tronos de los nuevos países antes gobernados por los reyes de España, como recordaría Juan Bautista Alberdi en años posteriores. La propuesta era general para todos los países nuevos de la región, por lo que esto incluía a Chile. De manera que simultáneamente la monarquía de Francia en esos años se mostraba amigable en los puertos chilenos y llevaba a cabo conversaciones de alto nivel en Europa para intentar remplazar por miembros de su dinastía a los jefes de los nuevos estados ya emancipados, entre ellos a O'Higgins en Chile, concitando apoyo a esta moción en Austria, Prusia y Rusia.
Chateaubriand, que también fue canciller de Francia en este periodo, años después le señaló al agente de Chile en Europa, Mariano Egaña, que el error más grande del "mundo civilizado" había sido permitir la independencia de Hispanoamérica.

#### Relaciones consulares: Destrucción del consulado e indemnización millonaria al cónsul Lacathon de La Forest

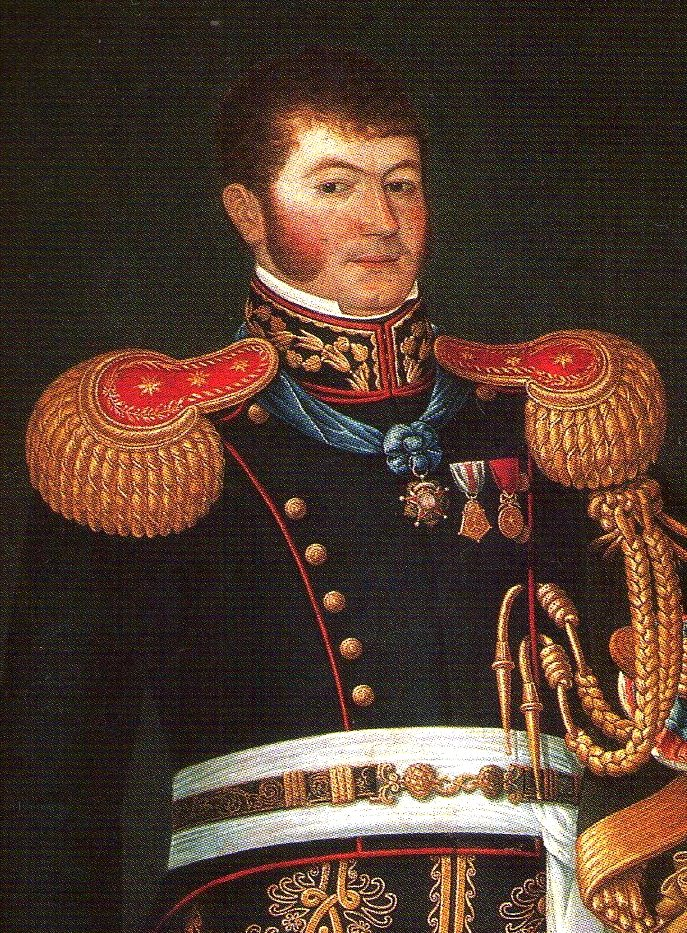
El gobierno de Ramón Freire (en retrato de Gil de Castro) entró en buenas relaciones con el cónsul Lacathon de La Forest.

En 1825 la independencia de Chile seguía sin ser reconocida, pero Francia, ya en poder de los informes de sus escuadrillas enviadas al Pacífico americano, e interesada sobre todo en su comercio, simplemente designó un inspector general del comercio francés en Chile: Charles-Adel Lacathon de La Forest, quien llegó al país en 1826 y en 1827 fue ascendido a cónsul general en el país. 

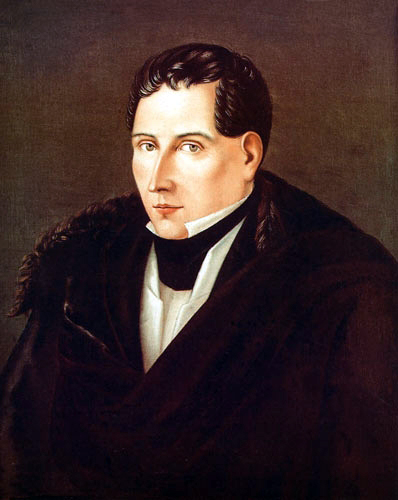
Diego Portales (aquí retratado por Camilo Domeniconi) era el jefe de facto del gabinete del gobierno de Chile durante la negociación de la indemnización al cónsul francés Lacathon de La Forest. En una carta de 1830 le señala, recalcando la dignidad de la república sudamericana: "Somos pobres, pero somos nación".

Pero este funcionario es conocido sobre todo por un incidente que, a la larga, lo hizo perder su representación. Estando Chile envuelto guerra civil entre piopiolos y pelucones (1829-1830), la sede del cónsul de Francia en Santiago, Lacathon de La Forest, fue saqueada por una multitud:

"A partir de 1826, en concordancia con su rol, estableció relaciones comerciales con el gobierno de Freire, que desembocaron en un compromiso político con los liberales. Consideró que de este modo podría garantizar mejor los beneficios para el comercio francés; esto, por supuesto, le valió el odio de los conservadores. El 14 de diciembre de 1829, “el pueblo llano de Santiago con la ayuda de una fuerza armada" (Archivo nacional de Chile, Ministerio de Relaciones Exteriores, 1829–1830, vol. 27) destruyó el Consulado de Francia durante un alboroto general que arrasó el centro de Santiago. Es difícil no ver esta manifestación como directamente relacionada con el apoyo de Francia a los liberales. Todo lo que pudiera asociarse con Francia se consideraba enemigo y el alboroto debía interpretarse como un ajuste de cuentas y una señal muy clara al cónsul Lacathon de la Forest".
Patrick Puigmal.

Luego, el representante francés pidió como compensación por el daño una cifra elevada, que fue motivo de escándalo. El gobierno chileno estimaba que lo perdido no podía superar los 14.000 pesos oro en ningún caso, pero La Forest exigía 150.000. Ante esta desproporción, el gobierno de Chile se entregó confiado al arbitraje del nuevo "rey de los franceses", Luis Felipe I, quien, sin más, apoyó la cifra exigida para asombro chileno. De modo que, simplemente, sin querer incumplir el arbitraje, se pagó lo resuelto por el soberano del cónsul y, acto seguido, por decisión del ministro Diego Portales se retiró el exequatur al diplomático, que había sido elevado formalmente a encargado de negocios, sin que pudiera asumir. Por lo que Lacathon de La Forest fue destinado por su gobierno a Buenos Aires. Pero allí el asunto era conocido y había sido tratado como una verdadera estafa en la prensa local, por lo que el gobernador Juan Manuel de Rosas también se negó a recibir a Lacathon de Le Forest como representante francés, en uno de los preliminares de las que serían las tensiones que promovió Francia con Chile, Argentina y otras naciones latinoamericanas, en apoyo a su aliada, la Confederación Perú-Boliviana:

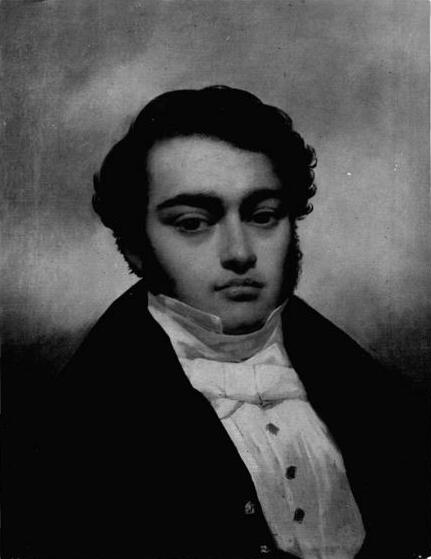
José Miguel de la Barra, agente chileno en Francia cuando ésta finalmente reconoció la independencia de Chile en 1830. El retatro por el pintor francés Monvoisin es de ese mismo año.

A partir del caso descrito el gobierno chileno se negó a pagar un solo peso si la oblicación no emanaba del tribunal chileno competente.
Mario Barros van Buren. Historia diplomática de Chile", p. 97.

En este contexto, Portales, ministro de Relaciones Exteriores y líder de facto del gabinete, apeló a la dignidad y soberanía de la jóven república chilena. En una carta a Lacathon de La Forest señaló:

"Somos pobres, pero somos nación".
Diego Portales, en carta al cónsul fracés Lacathon de La Forest (1830)

En carta a su amigo Garfias, Portales detalló sus impresiones del caso: 

«...Cuánto hemos hecho por poner a la vista del gobierno francés la infame conducta de Laforest (...). Los franceses que veían que la justa prevención del gobierno (de Chile) contra su cónsul perjudicaba sus intereses en estos países, que notaban hasta la plebe de Chile indignada i prevenida contra los franceses por la conducta de Laforest, han escrito a Francia inclusos los comandantes de buques dando los informes mas rajantes contra su botarate cónsul (...)".
Diego Portales Correspondencia con A. Garfías, 22 de mayo de 1832, en Benjamín Vicuña Mackenna, Introducción a la historia de los diez años de la administración Montt.

#### Establecimiento de relaciones diplomática
Entre 1826 y 1830 hubo un nuevo representante de Chile en Francia, José Miguel de la Barra, testigo del cambio de régimen político en París con la salida de los borbones y la llegada de Luis Felipe I.
En estas circunstancias el 5 de septiembre de 1830,12 años y medio después de la declaración de independencia de Chile, Francia reconoció a la República de Chile como un estado soberano y entabló relaciones diplomáticas plenas con ella. Pero, ya que La Forest no pudo asumir como encargado de negocios por el enojo chileno por el asunto de la indemnización (ver título anterior), el primer encargado de negocios, Requeneau de Chainaye, apenas se acreditó en 1832.

### Sombra de la diplomacia de las cañoneras: Cónsul francés cita a chilenos a su "tribunal" en Valparaíso.
Durante el gobierno del presidente chileno José Joaquín Prieto, en 1833, surgió un nuevo foco de tensión entre ambos países por nuevas exigencias de indemnización económicas francesas que se sumaron al anterior episodio del consul La Forets. Una resolución del juzgado de comercio de Valparaíso ordenó depositar en los almacenes de la aduana la carga del bergantín de transporte francés Jeune Nelly, que era comandado por el capitán Malcherts y estaba anclado en el puerto, como medida cautelar mientras se resolvía un litigio y se asignaban responsabilidades entre los consignatarios de la carga, algunos de los cuales eran chilenos, por la "avería" de una parte importante del cargamente que se les estaba cobrando con una abultada suma. Malcherts permanecío en rebeldía ante las autoridades judiciales chilenas, hasta que, luego de varias intimaciones, se cumplió la orden del tribunal y se depositó la carga en la aduana con ayuda de la fuerza pública. Ante esto, Malcherts, luego de presentar sus quejas al cónsul francés en Valparaíso, Verninac, abandonó su barco y la carga retenida, yéndose de Valparaíso. Verninac, a su vez, elevó una protesta contra el actuar del tribunal, en la que se señalaba a sí mismo "el único juez competente" para resolver el asunto, al tiempo que citaba a su propio "tribunal" a los chilenos involucrados a declarar.

"Para el Gobierno de Chile no era, ciertamente, la indemnización reclamada por Melcherts el punto más interesante de esta controversia, éralo el poder jurisdtccional que los agentes consulares pretendían arrogarse con insulto y desmedro de la soberanía y dignidad de la República, con un desconocimiento absoluto de los principios y prácticas del derecho de gentes y de Ias mismas leyes de Francia. Y al promover estas cuestiones de jurisdicción, usaron (sobre todo Verninac) un lenguaje tan procaz que el ministro Tocornal no pudo menos de entablar queja ante el mismo Gobierno de Francia por la irregular conducta de su agente en Chile".
Sotomayor Valdés, Ramón (1980). | Historia de Chile bajo el gobierno del general don Joaquín Prieto (IV). p. 126-127

Según autores chilenos, en estos desencuentros pendía la amenaza de la fuerza o el trato semicolonial de la llamada diplomacia de las cañoneras, la forma en que las potencias imperiales de la época imponían a países menos poderosos un trato desigual y desfavorable:

El gobierno francés no era solo altanero. Sus representantes se creian con derecho de hacer tabla rasa de todo planteamiento jurídico. Cada capitán de barco francés se creía en posesión del derecho inenajenable de abocar sus cañones contra puertos chilenos si los reclamaciones de sus cónsules no eran atendidas. Y no se trataba de un exceso de celo de autoridades inferiores. El rey Luis Felipe los instruyó expresamente al respecto.
Mario Barros van Buren. Historia diplomática de Chile", p. 146.

El ministro de Relaciones Exteriores de Chile, Joaquín Torcornal, quien también calificaba a Verninac de "joven altanero, engreido y terco", en sus comunicaciones con el encargado de negocios en París, Francisco Javier Rosales, no dudaba que las indemnizaciones serían arrebatadas por Francia usando la fuerza si eran negadas por Chile, pero buscaba a que evitaran esos extremos y se guardaran apariencias de juricidad y justicia:

“Si (Chile) se obstinase en negarlas (las indeminizaciones pedidas por franceses) se le arrancarían por la fuerza. Pero no pedimos favor alguno cuando solicitamos que se funden en algún principio de derecho las demandas que se nos hacen, y estoy seguro de que la Francia misma querría que nuestras concesiones no aparezcan hechas a su poder sino que a su justicia".
Joaquín Tocornal (abril de 1837), carta al embajador Francisco Javier Rosales.

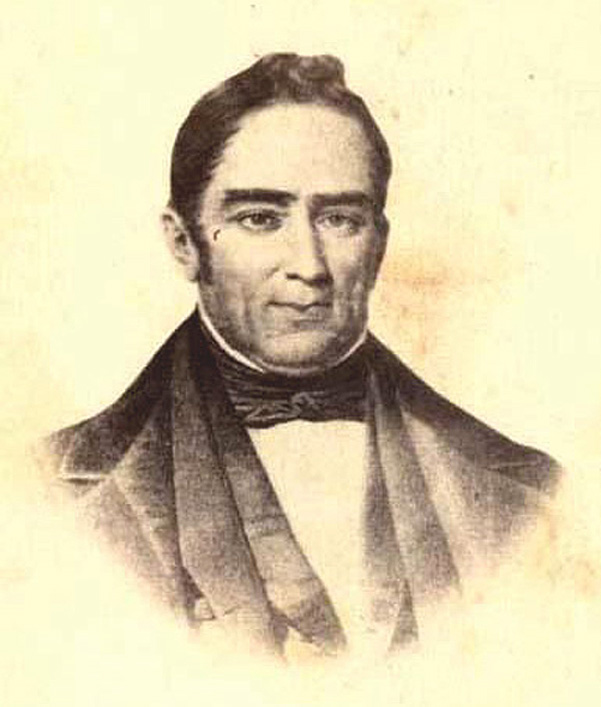
Joaquín Tocornal. Este canciller chileno, junto con Diego Portales (con el que se alternó en el puesto), enfrentó el caso del cónsul Verninac con una campaña en Francia y Europa.

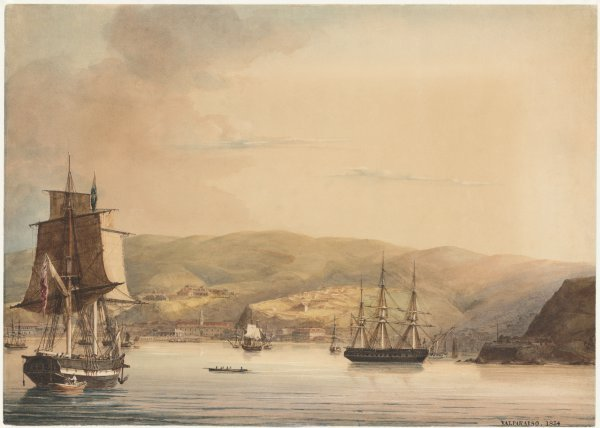
Valparaíso en 1834 según Martens.

En estas circunstancias la estrategia de Chile fue apelar a la opinión pública francesa e internacional. La cancillería chilena, primero por iniciativa del canciller Portales, continuada luego por su sucesor Tocornal, solicitó que se consiguiera que un jurisconsulto famoso en la Francia de entonces, Dupin, entregara su opinión sobre el litigio, que se publicaran y se repartieran los documentos del caso entre las cancillerías de terceros países. Mientras el capitán Malcherts y algunos diarios de París realizaban su propia campaña. Según Barros Van Buren los medios franceses "injuriaron al gobierno y el pueblo chilenos de la forma más grosera que es posible imaginar". Aunque otros, como el recién fundado La Presse (el periódico de mayor masividad por su bajo precio y por innovar incluyendo novelas en folletines), en uno de sus primeros números, en julio de 1836, criticaban la actuación de Verninac y otros diplomáticos franceses presentes en Chile, caracterizándola como imprudencias peligrosas para el comercio francés. La Presse afirmaba que "los chilenos no perdonarán más las violaciones" y llamaba la atención sobre la "animosidad profunda" entablada entre el cónsul y Diego Portales, al que describe como un "muy buen hombre" de gran influencia en el gobierno de Chile (todavía no había llegado a Francia la noticia de que había vuelto a encabezar ministerios). En ese clima Chateaubriand, el ex canciller de Francia, espetó al encargado de negocios Francisco Javier Rosales:

"Ustedes (los chilenos) nos están presentando como usureros vulgares".
François-René de Chateaubriand al encargado de negocios de Chile en Francia, Francisco Javier Rosales.

Como resultado, en la versión de Barros van Buren, Luis Felipe I, "conciente por fin de que los desbordes solo lograban dejar en ridículo a los injuriadores, ordenó transar", de manera que Chile terminó pagando 45.000 francos por una pérdida que el historiador cifra en 15.000.Sotomayor Valdés dudaba que alguna vez se hubiera sostenido una controversia internacional tan larga por una cuantía comparativamente tan escasa.

### Francia a favor de la Confederación Perú-Boliviana: Contra Argentina y Chile

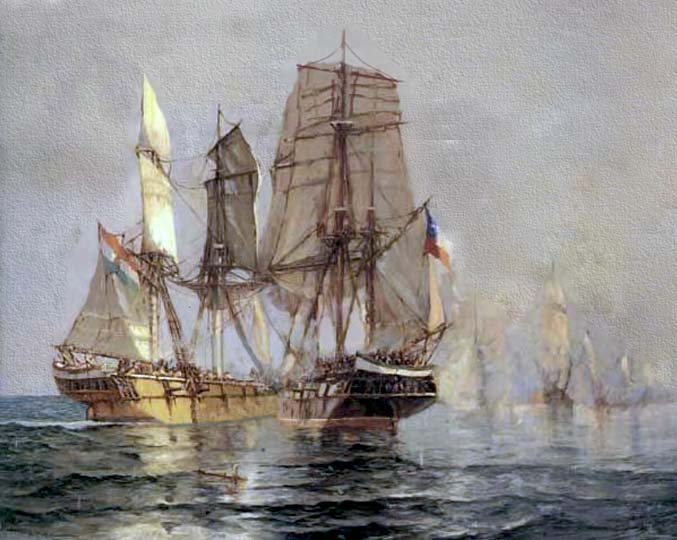
En 1839, en el Combate Naval de Casma, un escuadrón naval chileno derrotó a la flotilla de corsarios mandada por Jean Blanchet, mayoritariamente conformada por tripulantes franceses, que estaba al servicio de la Confederación Perú Boliviana. La Francia de Luis Felipe I apoyó decididamente a Santa Cruz durante esa guerra, en contra de Chile y sus aliados en ese conflicto, al extremo de iniciar el Bloqueo del Río de la Plata en 1838, en parte para apoyarlo

El surgimiento de la Confederación Perú-Boliviana, tras la derrota de diversas facciones peruanas -que previamente luchaban entre sí- por el mariscal boliviano Andrés de Santa Cruz, con su proyecto de crear un gran estado andino, fue entendido como una amenaza existencial para Chile por el régimen que dirigía en los hechos el biministro (de un gabinete de cuatro ministerios) Diego Portales. Tras el asesinato del Portales, Chile, que ya había declarado la guerra, envió dos expediciones navales y militares sucesivas tratando de disolver la Confederación y "restaurar" un gobierno peruano separado del boliviano, entre 1836 y 1839, mientras simultáneamente Argentina (entonces Confederación Argentina) y el estado dirigido por Santa Cruz también luchaban en las zonas de Salta, Jujuy y Tarija. 
Este conflicto sudamericano tuvo una repercusión importante en la relación entre Chile y Francia, ya que esta última se puso decididamente del lado de la Confederación:

"Durante la guerra Francia e Inglaterra se jugaron con Santa Cruz hasta extremos que bordearon la beligerancia con Chile".
Mario Barros van Buren. Historia diplomática de Chile", p. 131.

De hecho, el involucramiento de Francia en el conflicto llegó a mayores, a la beligerancia directa frente a la Confederación Argentina, aliada de Chile frente a la amenaza que ambos estados percibían en el proyecto de Santa Cruz. La oposición y movilización militar de Juan Manuel de Rosas a frente la Confederación fue uno de los motivos (señalado contemporáneamente como el principal, por el periodista napolitano residente en Argentina Pedro de Angelis) que llevaron al Bloqueo francés del Río de la Plata  entre 1838 y 1840 por una escuadra mandada por el barón Mackau, ya conocido en las costas chilenas y haitianas, aunque el gobierno de Francia invocó otras razones, como supuestos maltratos a los franceses afincados en Buenos Aires, que no eran excentos obligaciones militares por el gobierno local.
Según el historiador estadounidense John Frank Cady, un bloque francés contra Chile no se llevó a cabo solo por la mayor distancia, la dificultad para ejecutarlo en un país de larga costa y los desafíos que ya implicaba mantener el bloqueo del Río de la Plata:

"En Chile hubo en enero algunos actos inamistosos de la corbeta Flora, que motivaron una enérgica nota del gobierno. La dificultad de mandar una escuadra al Pacífico y la extensión de la costa chilena hacían inoperante un "bloqueo pacífico;" además las dificultades del Plata impidieron tomar medidas serias de intervención".
John Frank Cady

#### 1837: Queja chilena por ruptura de la neutralidad (Santa Cruz se mueve en buques de guerra franceses e ingleses)

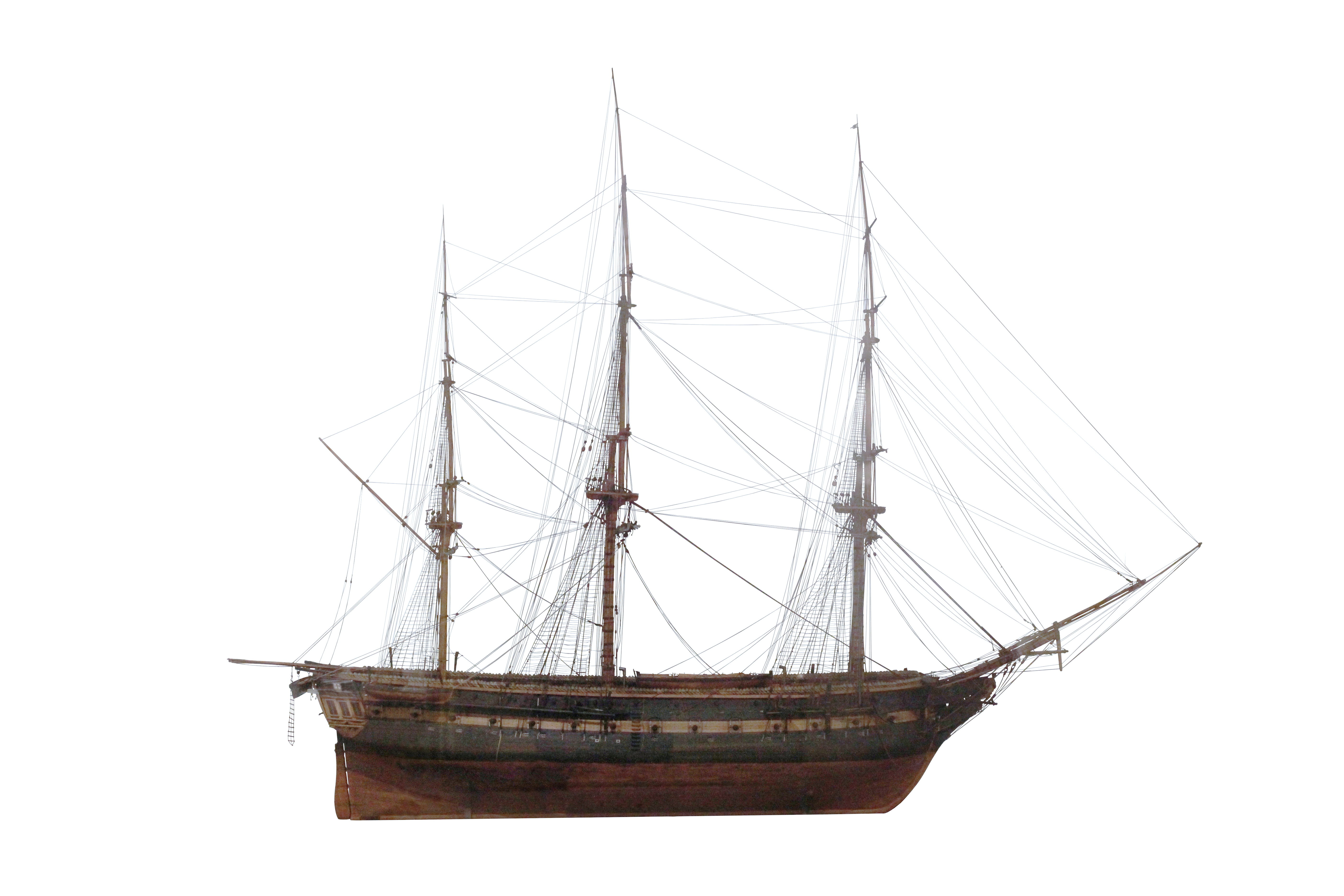
La fragata de guerra francesa Flore ayudó trasladar bajo la protección de su pabellón a Andrés de Santa Cruz mientras éste hacía los preparativos bélicos en diversas regiones de su estado, a los pocos meses de que Chile declarara la guerra a la Confederación Perú-Boliviana.

La fragata de guerra Flore de 40 cañones fue usada por el propio Andrés Santa Cruz para abandonar El Callao, protegido por el pabellón francés, en marzo de 1837,  cuando la guerra ya había sido declarada por Chile cuatro meses antes, el 11 de noviembre de 1836. Así fue como el Protector desembarcó en el Estado Sud-Peruano de su Confederación, para luego avanzar a Arequipa, Puno y alcanzar La Paz, en Bolivia, como parte de su esfuerzo de organización política y militar en los preliminares de la confrontación con Chile. El periódico estatal chileno El Araucano publicó la noticia afirmando inicialmente que el traslado había sido realizado por otro buque de guerra francés de estación en el Pacífico, la corbeta Bisson, pero el periódico limeño El Eco del Protectorado, partidario de Santa Cruz, y comunicaciones de oficiales navales ingleses en Sudamérica afirmaron que la involucrada fue la Flore.Originalmente la intención de Santa Cruz había sido viajar protegido por la bandera británica, que también se mostraba favorable a él, pero la HMS Talbot no estaba alistado cuando era necesario, así que abordó la Flore, aunque si fue trasladado en su viaje de regreso por la corbeta inglesa HMS Harrier.

"De hecho, Santa Cruz ya había fortalecido su posición interna, mostrándose debidamente respaldado primero por los franceses y luego por el escuadrón naval británico".
Jorge Ortiz-Sotelo (1998). | Perú and the British Naval Station (1808-1839), p. 191.

Después del episodio, Chile, entendiendo que marina de guerra francesa quebrantaba su neutralida al transportar al jefe en funciones de un estado al que había declarado la guerra, realizó una queja diplomática a Francia:

El E. de N. (encargado de negocios) de Chile expuso su queja, a nombre de su Gobierno, al de Francia, que dio una satisfacción harto deficiente, pues procuró excusar las faltas de los oficiales su marina de guerra, y apenas prometió que no se repetirían en lo sucesivo.
Sotomayor Valdés, Ramón (1980). | Historia de Chile bajo el gobierno del general don Joaquín Prieto (IV). p. 128

#### ¿Interés comercial o simpatía monarquista? Razones del alineamiento francés con Santa Cruz

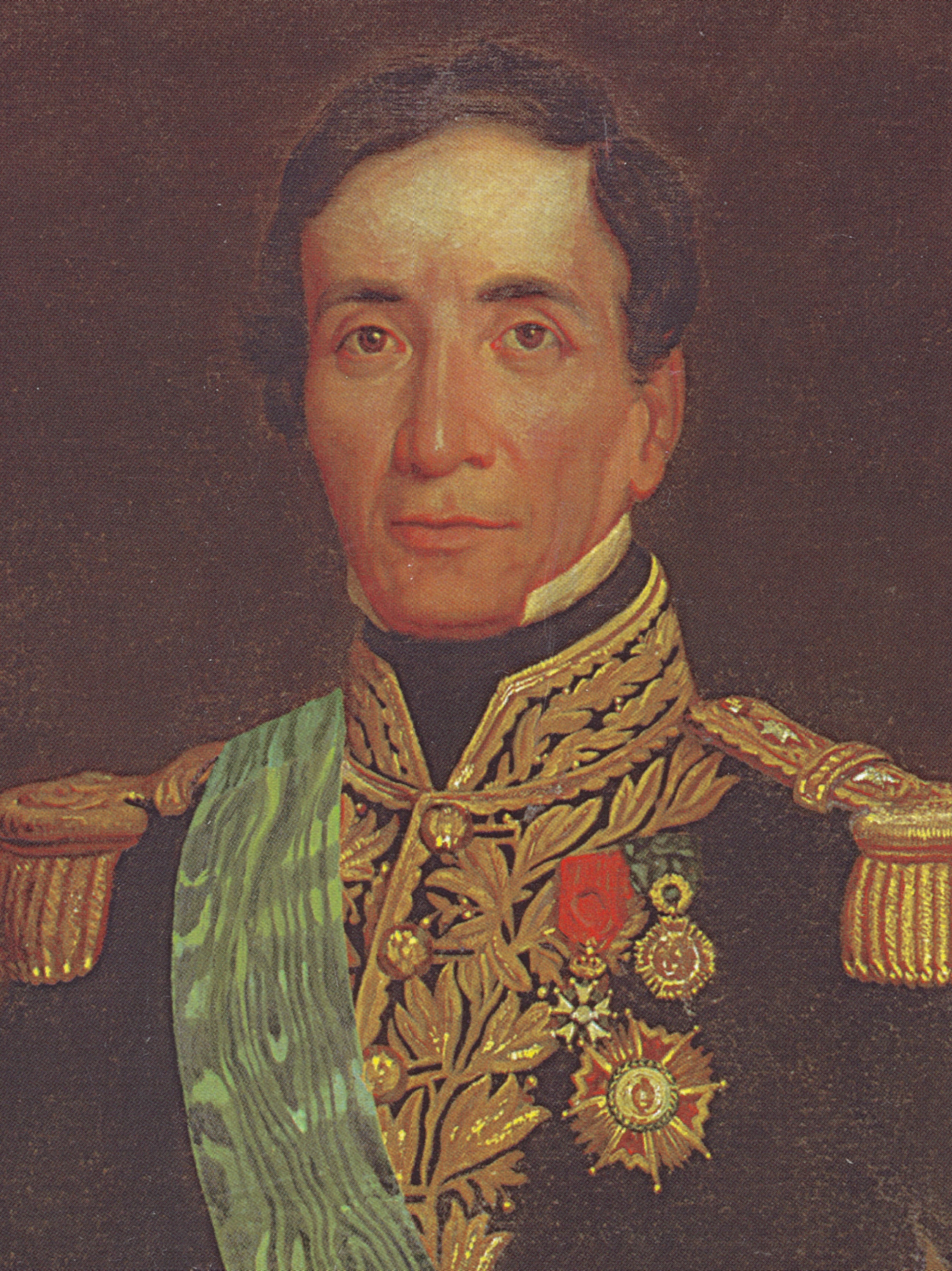
Andrés de Santa Cruz, Protector de la Confederación Perú-Boliviana, con la Legión de Honor francesa en el pecho (medalla de puntas blancas y cinta roja). Retrato de Manuel Ugalde (ca. 1835).

En textos chilenos de fines del siglo XIX, como la crónica de Sotomayor Valdés sobre la guerra, la posición de Francia, Estados Unidos y Inglaterra a favor de la Confederación era explicada (dentro de un discurso que hacía referencias a consideraciones racistas, de enfrentamiento civilización-barbarie y alusiones a que Santa Cruz era hijo de una indígena), como un síntoma del desconocimiento y la "sórdida" ceguera mercantilista de las grandes potencias, que les predisponía a favor de "caudillos" y "tiranuelos" que prometieran orden en América del Sur, que en esas potencias se tenía por un continente de tintes muy salvajes, con tal de desarrollar sus negocios allí:

"A la verdad, un sórdido mercantilismo parecía ser el único criterio que guiaba a los mas poderosos i respetables gabinetes extranjeros en su manera de apreciar la conducta del Gobierno protectoral, importándoles muy poco los principios de moral y de derecho en que deben descansar las organizaciones políticas. Verdad es que el Gobierno Norte- americano, como los gobiernos europeos, entregados entonces a una supina ignorancia en lo tocante a la composición social, régimen político, costumbres, estado de civilización, etc., del continente sud-americano, no daban a estos pueblos mas importancia que a esas hordas semibárbaras del Asia o del África, en donde la aparición de un caudillo que con las armas impone su absoluto señorío, es un suceso que suele merecer el aplauso del extranjero, cuanto y más si el nuevo tiranuelo sabe remedar el lenguaje de los gobiernos civilizados , y habla de orden y de progreso y de paz y de amistad con todos los pueblos del orbe. Así no es de extrañar que Santa Cruz, el hijo de la cacica Calaumana, llegase a parecer a los ojos de esos gobiernos y particularmente a los de la Gran Bretaña y de Francia, cual un Tamerlán americano o cual un nuevo Manco Capac bañado en las aguas de la civilización cristiana".
Ramón Sotomayor Valdés (1896). Campaña del ejército chileno contra la Confederación Perú-Boliviana en 1837. pp. 14-15

Sobre las motivaciones del alineamiento de Francia con Santa Cruz, también se ha señalado en Perú, en años recientes y con otro tono, que Francia actuaba a favor de Santa Cruz por intereses comerciales:

"Esa actitud estaba motivada en que Santa Cruz podía impulsar el comercio francés en el sur del Perú y también en Bolivia, donde ya se vendían productos franceses como perfumes, licores, papel, etcétera, y compraban otros productos como cacao, lana, etcétera".
Felipe Novak

Por su parte, cuarenta años después de los hechos, el historiador chileno Gonzalo Bulnes señalaba también motivos políticos e ideológicos para ese alineamiento, en los que las monarquías europeas, como Francia, sentían sintonía con el régimen personalista de Santa Cruz:

"Decimos que los planes de Santa Cruz era protegidos por la Europa monárquica, y en efecto, el rey de Francia, que no veía de buen grado la formación de repúblicas, que serían tarde o temprano un peligro para el prestigio secular de su monarquía, distinguía y protegía a Santa Cruz. Los enviados diplomáticos de la Europa fueron los más decididos partidarios que tuvo en Lima y Luis Felipe le envió la gran cruz de la Legión de Honor".
Gonzálo Bulnes (1878), Historia de la campaña en Perú en 1838, pp.202-203.

#### 1838: Tensión diplomática por los bloqueos navales y el supuesto agente francés de la Confederación Perú-Boliviana en Valparaíso
A principios de 1838 el gobierno chileno llegó a la conclusión de que un comerciante francés afincado en Valparaíso, Hubert, actuaba como agente de la Confederación Perú-Boliviana, al tiempo que realizaba supuestos "manejos insidiosos" contra Chile, por lo que se le ordenó que se retirara del puerto y instalara a algunas leguas de él, para evitar daños por el expediente de alejarlo de las comunicaciones martítimas y de la obsevación de los zarpes de la escuadra. Esta medida fue evitada por el cónsul francés Cazotte, que le dio asilo a Hubert en su casa y pretendió para él la inmunidad diplomática.
En este estado de cosas, que se sumaba a exigencias francesas que habrían hecho impractibles los bloqueos chilenos a puertos de la Confederación, el canciller chileno Tocornal envió las siguientes evaluaciones al encargado de negocios de Chile en París, Rosales:

“La Francia desea establecer un nuevo e inaudito derecho internacional en estas regiones; y aunque más o menos, todas las grandes potencias maritimas están poseídas de igual espíritu, y para todas ellas el expendio de sus mercaderías es el primero de los intereses humanos, ante el cual deben enmudecer todos los derechos de estas Repúblicas, y hasta los de su independencia y su honor; la que ha llevado a un puesto más exorbitante sus pretensiones, es la Francia. Sus agentes han sido los únicos que han reclamado contra la existencia de todo bloqueo que no haya sido previamente notificado a su Gobierno; de manera que, si la suerte de una campaña, si la salud del Estado exigiesen la imposición inmediata de semejante medida, no nos seria lícito recurrir a ella antes del transcurso de cinco o seis meses; y nuestros más esenciales intereses habrían de desatenderse y sacrificarse para que no se siguiese el menor perjuicio a tres o cuatro expediciones mercantiles que de las costas de Francia pudieran destinarse durante este tiempo al puerto bloqueado... V.S. procurará que la Francia, por su propio interés, se penetre de la necesidad de no hacer odioso a estos pueblos un nombre que ellos han estado siempre dispuestos a amar y respetar; que ya casi ha llegado a pronunciarse entre nosotros con destestación, y que sin los procederes arrogantes y temerarios de sus cónsules y oficiales de marina, sería tan estimado y considerado como el que más... Hemos abrigado siempre el más vivo deseo de granjearnos la buena voluntad del mundo, y en especial de la Francia. A este grande interés hemos hecho sacrificios costosos, pero no podemos suscribir a nuestra degradación, no podemos abandonar derechos sagrados, universalmente reconocidos hasta ahora, y sin los cuales la independencia de un pueblo es un nombre vano, que no valdría la pena de conservarse”.
Joaquín Tocornal, ministro de Relaciones Exteriores de Chile. Oficio al encargado de negocios en Francia, Rosales, 18 abril de 1838.

#### Últimos años de la guerra: Corsarios franceses de la Confederación y cónsul francés hostil a Bulnes

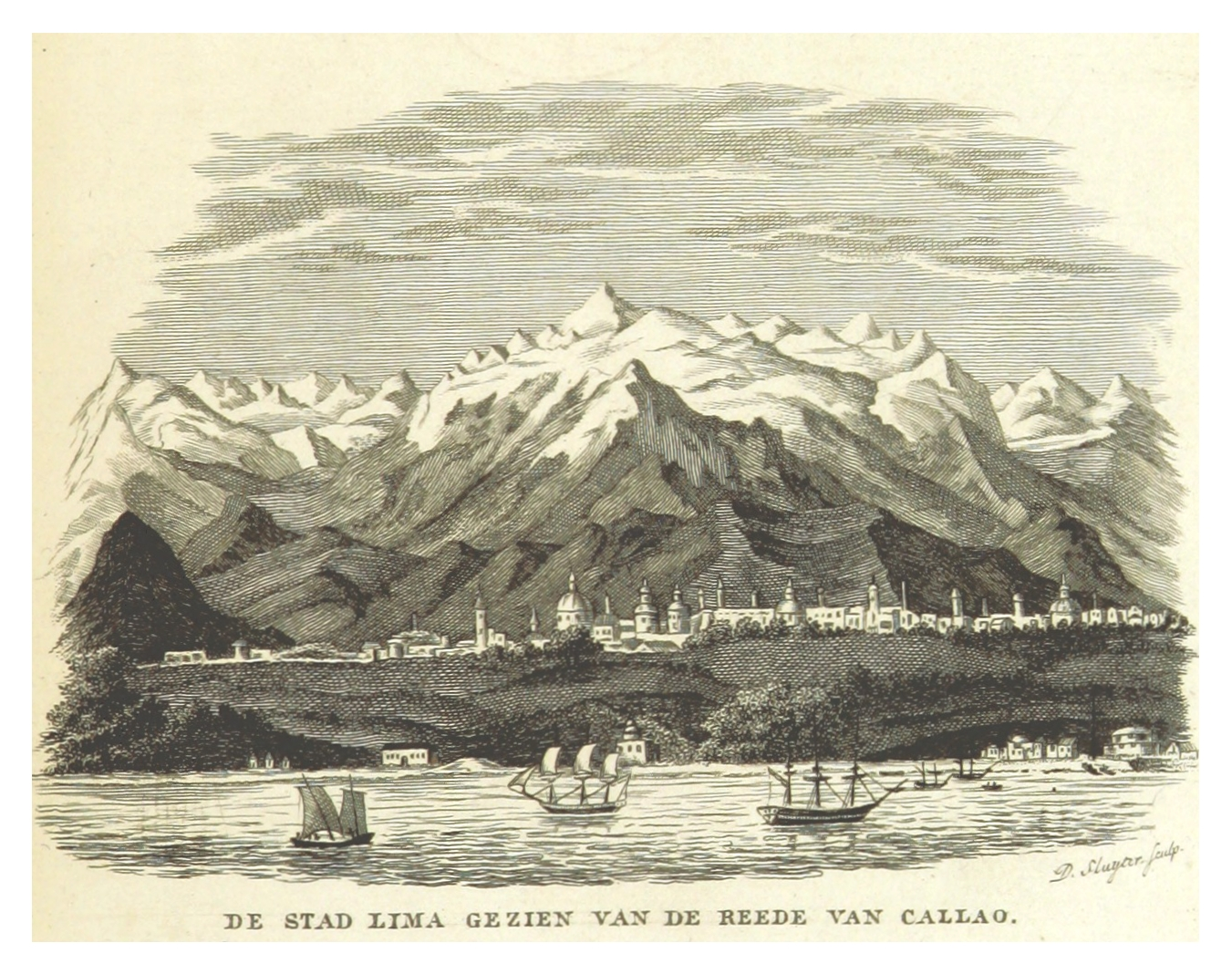
Lima fue el escenario de intercambios de notas hostiles entre Bulnes y el cónsul francés Saillard. En la imagen una vista de Lima desde la rada de El Callao (1835).

Posteriormente, una flotilla de corsarios de tripulación mayoritariamente francesa, con comandante francés (Jean Blanchet) y financiados en comerciantes franceses establecidos en Lima, fue armadada al servicio de la Confederanción y contra los buques chilenos. Tras hacer algunas presas, los corsarios fueros finalmente batidos por la Armada de Chile en el Combate Naval de Casma en enero de 1839. Mientras el cónsul francés en Lima, Armand Saillard, que le había entregado anteriormente la Legión de Honor enviada por Luis Felipe I a Santa Cruz, entraba en un intercambio hostil de notas con el triunfador de Yungay y jefe de la expedición chilena, el general Manuel Bulnes, negándose a encontrarse con él, devolviéndole comunicaciones, planteando desaires y cuestiones de etiqueta o tratamiento. Ante lo cual Bulnes respondía que, a su vez, el diplomático le negaba en sus comunicaciones el tratamiento de general en jefe del "Ejército Restaurador", que el chileno reclamaba por reunir unidades peruanas bajo su mando (las cuatro divisiones que lucharon en Yungay tenían generales peruanos, y las fuerzas incluían al Batallón Huaylas y el Cazadores de Perú), y por contar con el apoyo político del reinstalado presidente de Perú, Agustín Gamarra. Bulnes hacía notar que Saillard lo llamaba solamente "general en jefe del Ejército de Chile en Perú", que, agregaba, era el mismo título que le daban sus enemigos confederados. Otra versión, en el relato del autor peruano Fabián Novak, quien también señala el apoyo francés a la Confederación, los desencuentros entre Saillard y Bulnes se debieron a las requisas de caballos para el ejército que afectaron a algunos ciudadanos franceses en Lima.
Hay testimonio de que Luis Felipe I de Francia habría seguido los pormenores de la guerra con detalle, al punto que comunicó en el Palacio de las Tullerías al representante de Chile en París, Francisco Javier Rosales, la victoria final del "Ejército Restaurador" en Yungay, mientras que le confesaba que estaba impuesto de todas las alternativas de la campaña y no había podido creer en el desenlace inicialmente, pues consideraba la lucha contra su aliada, la Confederación, una empresa desesperada y desigual.

### Nuevos planes expansionistas franceses en Magallanes

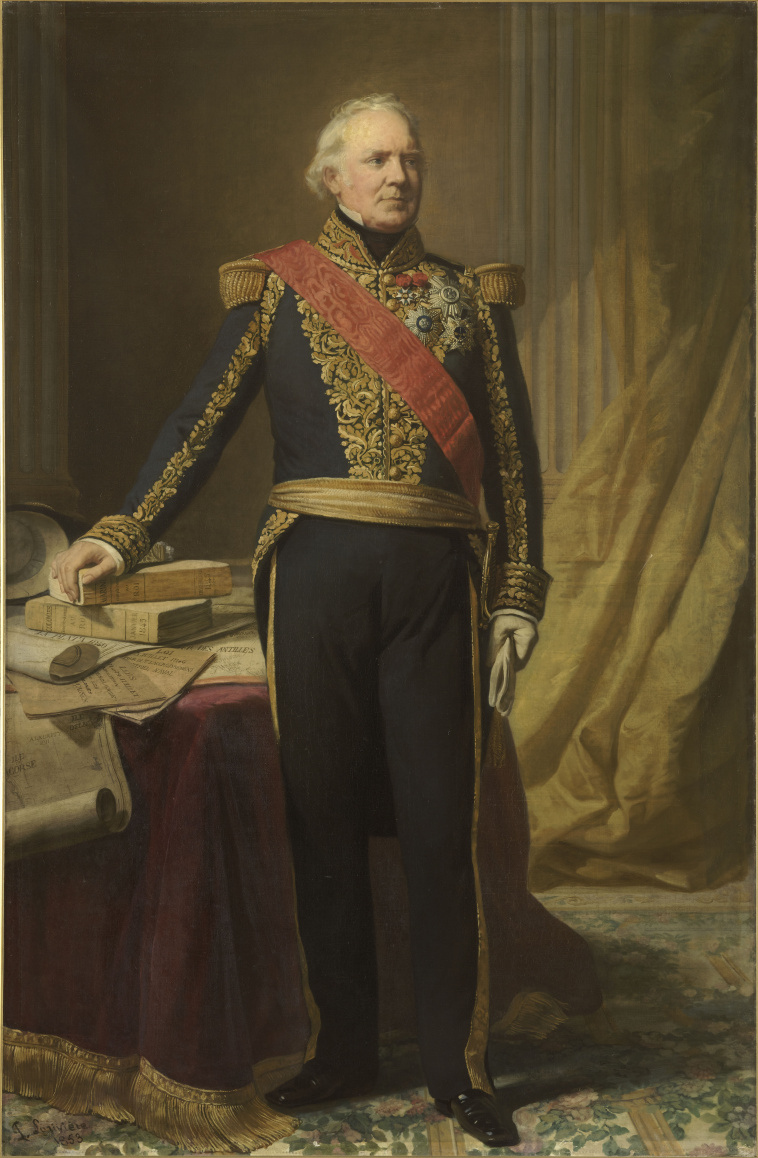
El ahora ministro de Marina de Francia, Almirante Mackau. En 1845, dos años después del establecimiento de Fuerte Bulnes, aún despachaba en misión secreta a la corbeta Gassendi, a buscar un lugar para una colonia y presidio francés en el Estrecho de Magallanes o las costas patagónicas circundantes, animado por informes que le narraban las dificultades del establecimiento chileno en la zona. Mackau había sido capitán de una fragata en estación Chile en la década de 1820 y jefe de las fuerzas que bloquearon el Río de la Plata en

Las nuevas relaciones también tropezaron, al poco tiempo, con el intención expansionista de Francia en el Estrecho de Magallanes, en años en que eran recientes otras acciones de agresión e intervencionismo francés en América Latina, como el bloqueo francés al Río de la Plata (1838-1840) y la primera intervención francesa en México, también conocida como guerra de los Pasteles (1838-1839). Tras sus exploraciones de 1837, el navegante francés Julio César Dumont d'Urville, al volver a su metrópolis imperial, propuso el establecimiento de una colonia francesa en la zona magallánica. De manera que la toma de posesión del Estrecho de Magallanes realizada por Chile en 1843 ocurrió cuando Francia había enviado un barco, el Phaeton, que rumbo a las Islas Marquesas debía explorar la zona con vistas a un posterior implementación del proyecto imperialista de Dumont d'Urville, lo que llevó a un incidente o desencuentro, que no pasó a mayores pues el capitán del vapor Phaeton, Louis Maissin, que tenía orden ubicar el lugar para un futuro establecimiento galo, evitó caer en abiertos reclamos de soberanía sobre el territorio magallánicos frente a los enviado chilenos en el terreno, mandados por el oficial de la armada chilena Juan Guillermos (Williams), quienes efectivamente fundaron su propia colonia, Fuerte Bulnes, lo que frustró y postergó en lo inmediato el plan francés.
Pero Francia, animada por informes de sus diplomáticos en Chile que hablaban de la extrema precariedad del establecimiento chileno en Magallanes, continuó contemplando el proyecto de establecer su propia colonia o posesión en la región. El cónsul francés en Santiago, Henri de Cazzote, animaba esta posibilidad, pues en su opinión Chile simplemente no podría siquiera desarrollar su propia colonización en la zona:

"Continúo manteniendo la opinión que había concebido al respecto, es decir, creo que todo se limitará a un comienzo de ejecución, pues Chile no se encuentra todavía bastante avanzado en desarrollo, ni posee la suficiente población como para ocuparse de una empresa que presentaría numerosas dificultades, incluso para una gran potencia marítima".
Henri de Cazotte, cónsul francés en Santiago.

Coincidía también el cónsul en Valparaíso, Blanche, en la oportunidad de ocupar el Estrecho, sugiriendo establecer también una ruta de vapores franceses entre Río de Janeiro y Valparaíso que concentrara el transporte por la zona.

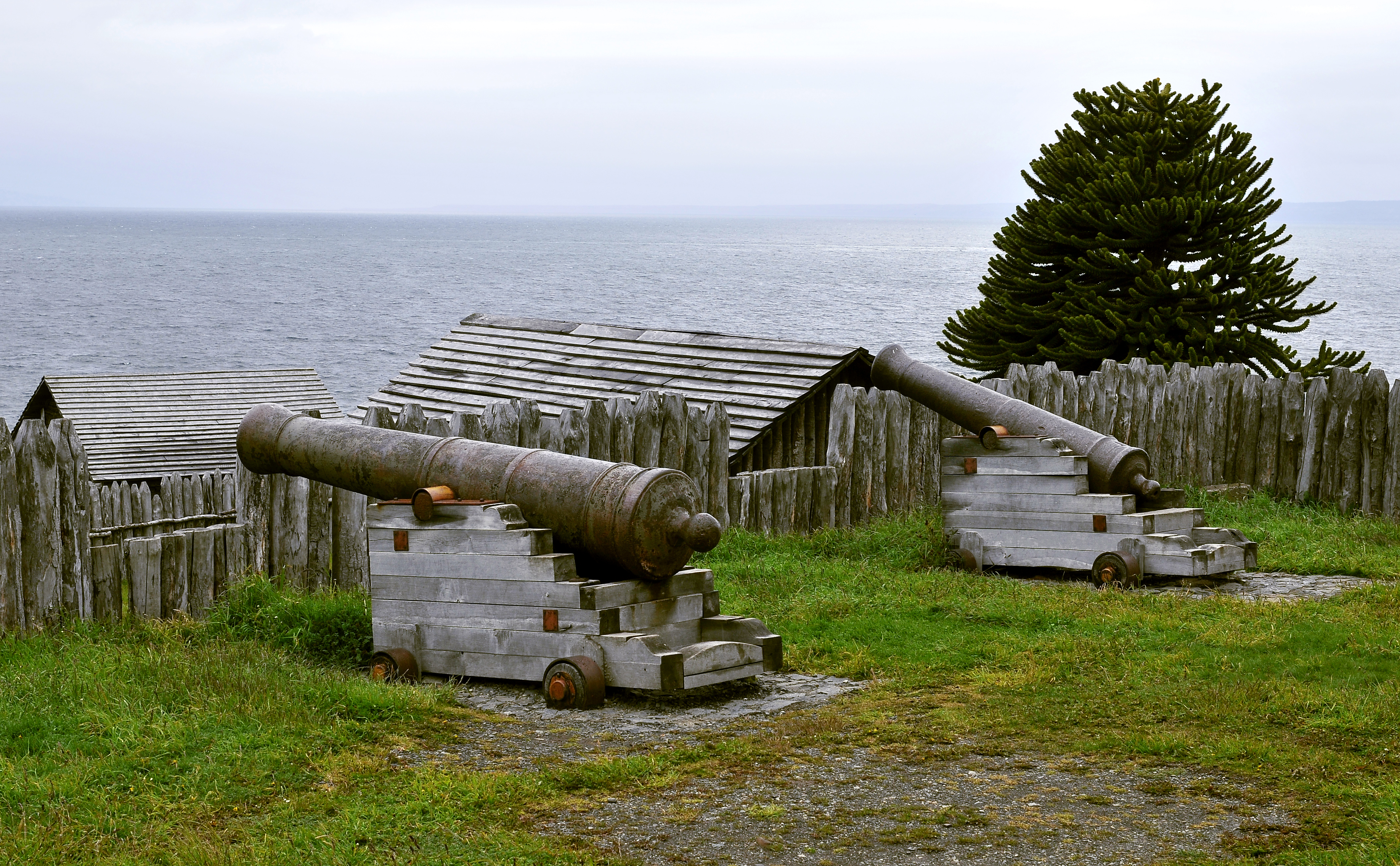
Restos reconstruidos del Fuerte Bulnes, el establecimiento chileno que, con su fundación en 1843, se interpuso en los plantes del Ministerio de Marina de Francia de tomar el Estrecho de Magallanes o instalar una colonia en sus inmediaciones.

En ese contexto se despachó en 1845 un nuevo barco de guerra, la corbeta Gassendi bajo el mando del capitán Jules Janvier, que, de camino a las Islas Marquesas francesas, debía cerciorarse del estado del establecimiento chileno en el Estrecho, recoger informaciones sobre el probable futuro de Fuerte Bulnes y sobre los recursos de carbón en la zona para un eventual proyecto de remolcadores en el estrecho. El almirante  Ange René Armand de Mackau, ministro de Marina de Francia (quien tenía experiencia en Latinoamérica y el Cono Sur, pues también había impuesto la deuda de 150 millones de francos de oro a Haití por el reconocimiento de su independencia por Francia y comandado el bloqueo del Río de la Plata que terminó en el Tratado Mackau-Arana en 1840), adjuntó las siguientes instrucciones:

"He dado a vuestra misión en esos parajes un fin de interés más directo y que me he reservado transmitírselo en este mensaje especial y absolutamente confidencial. (...) En el curso de los últimos años, con frecuencia se ha puesto la atención en la utilidad que podría tener para la Francia el fundar un establecimiento en el interior o en las costas del Estrecho de Magallanes. Dos documentos, que le remito adjuntos a este mensaje, y que consisten en una nota impresa del contralmirante Rigodit y en una memoria no publicada del señor Vincendon Dumoulin, ingeniero hidrógrafo de la marina, desarrollan diversas proposiciones sobre este asunto. Estos documentos parecen estar de acuerdo con la proposición de crear, en esas regiones, un establecimiento que ofrecería condiciones muy favorables ya sea como complemento comercial y político de los establecimientos franceses de Oceanía, o como lugar de deportación para satisfacer las próximas exigencias de la penitenciaría".
Almirante Mackau

Mackau, que también urgía explorar otras locaciones alternativas para la base o presidio (como Guafo y Madre de Dios, en la Patagonia Occidental), recomendaba explícitamente prudencia y disimulo, evitando cualquier acto de ocupación que levantara sospechas, dando instrucciones perentorias sobre el secreto del asunto y para que las comunicaciones que se enviaran al ministerio en doble sobre.
Los archivos franceses tratan este proyecto hasta 1847, cuando se intercambian informaciones sobre el traslado de Fuerte Bulnes a Punta Arenas, en las que se renuevan una y otra vez la opinión de que los esfuerzos chilenos estaban condenados al fracaso.De manera que, desde la expedición de Jean Baptiste de Gennes (1695),al menos hasta 1847, Francia contempló el plan y llevó a cabo accionesa buscando una anexión expancionista en el extremo del Cono Sur. Algo que si se concretó sólo brevemente entre 1684 y 1687 en las vecinas Islas Malvinas, con el establecimiento de Port Saint Louis por  Louis Antoine de Bougainville, que en el marco de las relaciones dinásticas terminó traspasado a España (y luego a Argentina) como Puerto Soledad.    
Otros territorios chilenos (o entonces reclamados por Chile) estuvieron en la mira del gobierno francés en la década de 1840 para desarrollar una empresa expansionista, que sirviera de base a sus comunicaciones y carboneo de sus buques en las navegaciones a la recientemente adquirida Polinesia Francesa. Estos fueron: la Isla Quiriquina en la Bahía de Concepción, que fue propuesta para ser tomada y emplazar una base francesa por el cónsul en Valdivia, Auguste Bardel; elegir un punto de la costa de la Patagonia Oriental (entonces reclamada por Chile, actualmente Argentina) era lo recomendado por el marino Auguste Lucas desde Papeete; la Isla Guafo (al sur de Chiloé) y la Isla Madre de Dios (en la costa occidental de la Patagonia), fueron sugeridas por el contraalmirante Claude Caprais Rigodit.

### Chile frente a la intervención francesa en México

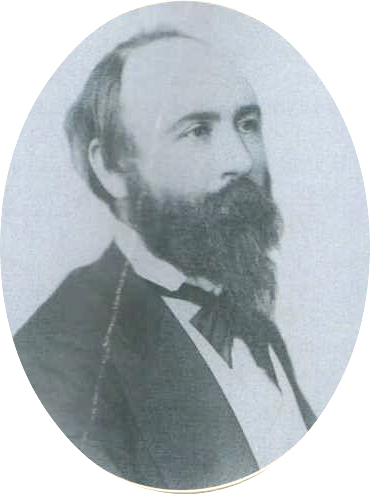
Manuel Antonio Matta, uno de los principales líderes de la Sociedad Unión Americana de Santiago, creada para denunciar la Segunda Intervención Francesa en México, apoyar el gobierno mexicano de Benito Juárez y abogar por la confederación de las repúblicas americanas con miras a defenderse del expansionismo monárquico francés y europeo en el continente.

A pesar de la fuerza de la influencia cultural francesa y el afrancesamiento de las elites chilenas, a raíz de la intervención monárquica francesa en México (1861), tanto el gobierno chileno como amplio sectores de la sociedad chilena realizaron gestiones de distinta magnitud para oponerse al plan del gobierno de Napoleón III de establecer una administración títere, encabezada por el emperador Maximiliano, que usurpara las funciones del gobierno mexicano de Benito Juárez. Así, en marzo de 1862, hubo reuniones entre el agente diplomático chileno en Washington, Francisco Solano Astaburuaga, y el secretario de estado de Abraham Lincoln, William H. Seward, que coincidían en el deseo de defender el sistema republicano y oponerse a la agresión de las potencias europeas en el continente, y en particular de Francia, cuando Chile y EE. UU. superaran los efectos de sus respectivas guerras civiles. En estas comunicaciones el representante chileno hablaba, según sus reportes a la cancillería de Santiago, de una "segunda Santa Alianza  que amenazaba la independencia americana, pues en sus momentos iniciales la intervención de Francia había contado con el apoyo de España e Inglaterra al desembarcar en Veracruz. El intervencionismo europeo en América era un tema: poco antes España había reconquistado República Dominicana, sin contar que faltaban cuatro años para que se desatara la guerra de agresión española contra las repúblicas sudamericanas del Pacífico a raíz de las indemnizaciones exigidas a Perú por la monarquía española, que en esos momentos estaba en excelentes relaciones con el Segundo Imperio Francés, en una secuencia que terminaría en el bombardeo del principal puerto chileno, Valparaíso, por una escuadra española en marzo de 1866, cuando todavía faltaba más de un año para que fuese finalmente fusilado el emperador entronizado por Francia.
Luego fructificaron las gestiones de Solano Astaburuaga para que se designara un representante ante la administración de Juárez. Se le designó a él y después a otros diplomáticos con instrucciones de presentarse ante el gobierno juarista, que no pudieron cumplir la misión en un primer momento viajando desde Estados Unidos, por el control francés del puerto de Veracruz, aunque luego el represente chileno Ramón Sotomayor Valdés se apersonó ante el gobierno mexicano constitucional por otras vías. Así el gobierno conservador chileno reconoció a la administración de la república mexicana y desconoció la monarquía digitada por Francia, aunque más allá de esa acción mantuvo una actitud relativamente expectante, pragmática y aislacionista, sobre todo si se le compara con la acción cívica de los sectores liberales chilenos, cuyo influjo estaban en alza en la sociedad local, pero todavía no lograban participar del gobierno.

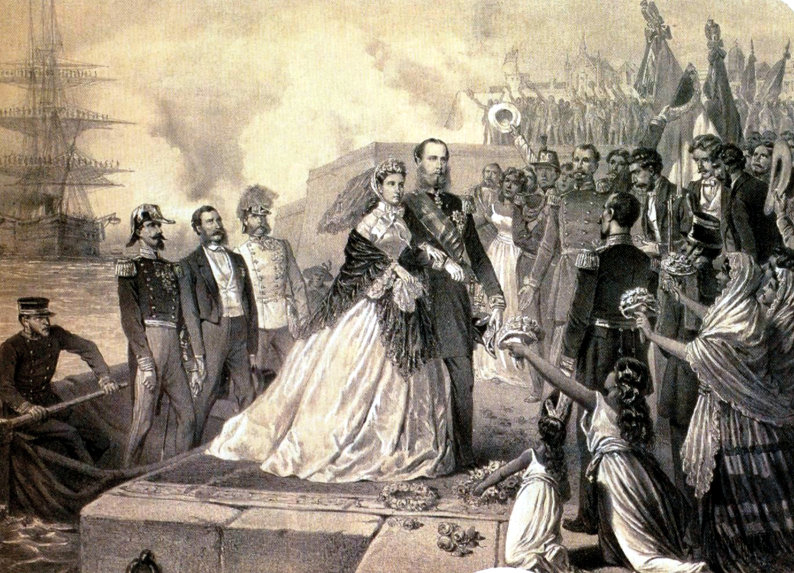
La entronización en México de Maximiliano (representado en el grabado desembarcando en Veracruz), por intervención militar de Napoleón III de Francia, fue considerada en Chile, al igual que en muchos otros países del continente, una amenaza existencial contra la independencia y el sistema republicano de los países americanos.

Estos liberales sentían verdadera identificación con el movimiento de Reforma mexicana encabezado por Juárez y solidaridad contra la intervención francesa. Así se formó en mayo de 1862 la Sociedad Unión Americana (SUA) en Santiago, con organizaciones similares instaladas en  La Serena, Vicuña y Andacollo, donde las secciones se llamaron Sociedad de Defensa de la Independencia Americana, así como en Valparaíso, Quillota, San Felipe, Talca y Concepción. En esta organización contraria al imperialismo francés y favorable a la independencia mexicana participaron algunos de los mayores políticos e intelectuales del Chile de la segunda mitad del siglo XIX, la mayoría de ellos profundamente influidos a su vez por lecturas, autores e ideales republicanos franceses. Entre los socios se encontraban Manuel Antonio Matta, Guillermo Matta, Benjamin Vicuña Mackenna, José Victorino Lastarria, Miguel Luis Amunategui, Isidoro Errázuriz, Domingo Santa María, Álvaro Covarrubias, Pedro León Gallo, Marcial Martínez y Manuel Antonio Tocornal, entre otros.La primera de estas asociaciones creadas en Chile, la de Valparaíso era, a su vez presidida por el anciano general argentino Juan Gregorio Las Heras, veterano de las guerras de independencia, destacado en las batallas de Chacabuco, Cancha Rayada y Maipú, quien a la sazón estaba exiliado en Chile por su oposición a Juan Manuel de Rosas, mientras participaba también en la agrupación del puerto el escritor e historiador peruano Ricardo Palma. En este ambiente jóvenes intentaban recibir fondos de la Sociedad para lograr trasladarse a luchar como voluntarios contra los franceses en México, mientras la oficialidad y clases y tropa de unidades del Ejército de Chile, como el Batallón N°2 de Línea, entregaban voluntariamente fondos para la atención de los heridos, viudas y huérfanos del bando republicano mexicano.
La SUA de Santiago editó también un periódico, La Voz de Chile, que agitaba la causa de la independencia de México, Cuba y Puerto Rico, una confederación defensiva de las repúblicas del continente, así como de oposición a la intervención francesa y europea en general. Se sabe que ejemplares de la publicación lograron ser remitidos a Benito Juárez. La Sociedad organizó también conciertos y colectas para enviar fondos para financiar los hospitales de sangre mexicanos, que fueron agradecidos por el gobierno de México mediante una carta de Sebastián Lerdo de Tejada.La sociedad  publicó además un libro de dos volúmenes: Colección de ensayos i documentos relativos a la unión i confederación de los pueblos hispano-americanos, que abogaba por una acción concertada de estas naciones para oponerse al imperialismo francés y de otras naciones europeas, con textos de los miembros chilenos de la SUA como de otros autores del continente, como Juan Bautista Alberdi, Francisco de Paula González Vigil y Bernardo Monteagudo. En tanto, el pensador chileno Francisco Bilbao, en introductor de la expresión América Latina unos años antes, al igual que lo hacía su antiguo maestro francés Quinet en suelo europeo con sus propios escritos, publicaba en Argentina La América en peligro, un largo ensayo sobre el resurgimiento del despotismo y el expansionismo en Francia y Europa, como una amenaza para las repúblicas americanas a partir de la situación sufrida por México.

### Tensiones por el "Reino de Nueva Francia" o "Reino de la Araucanía y la Patagonia"

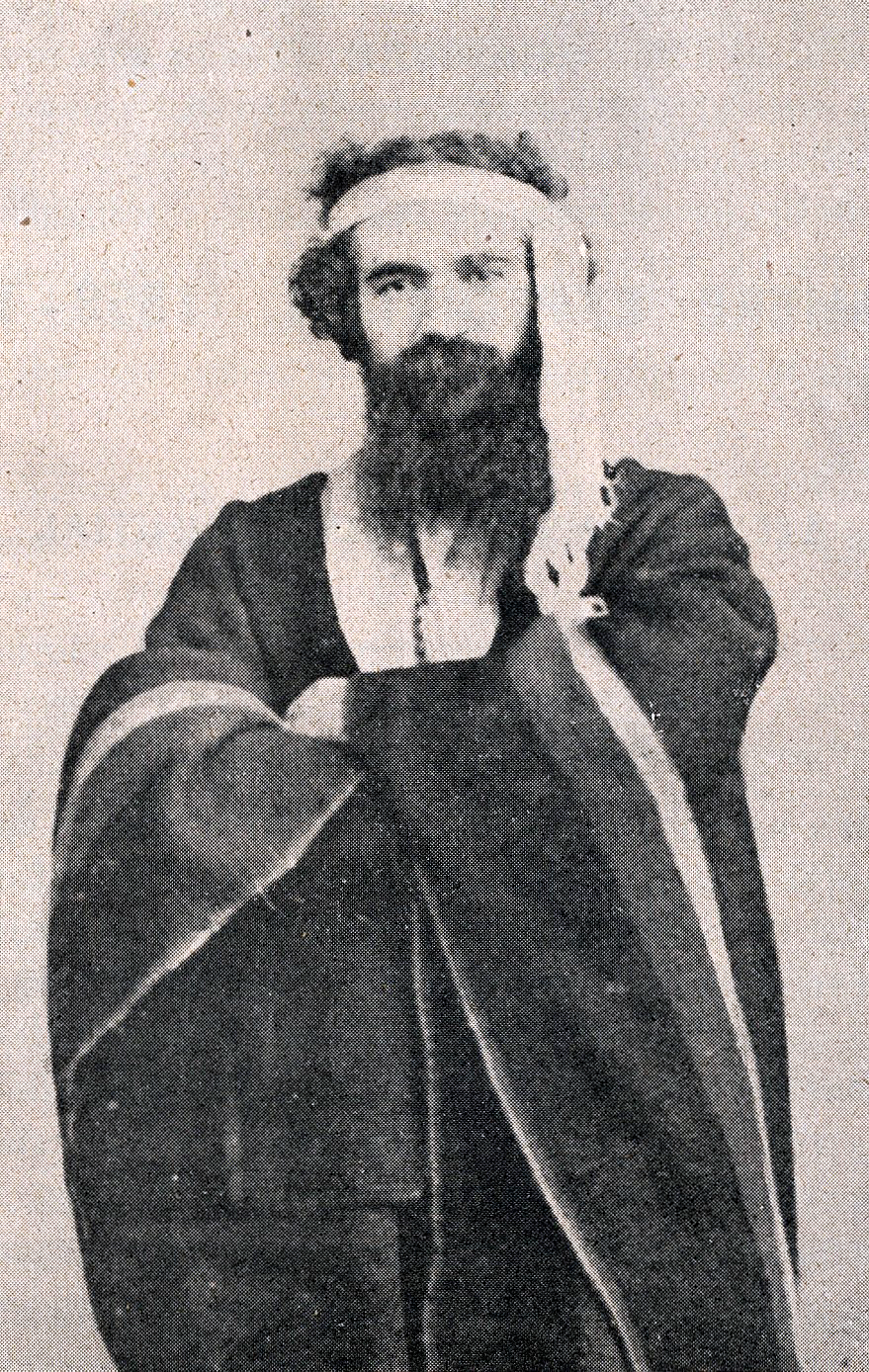
O. Antoine de Tounens se hizo fotografiar con vestimentas tradicionales mapuches en el marco de su campaña para proclamarse rey de "Nueva Francia" o "Araucanía y Patagonia".

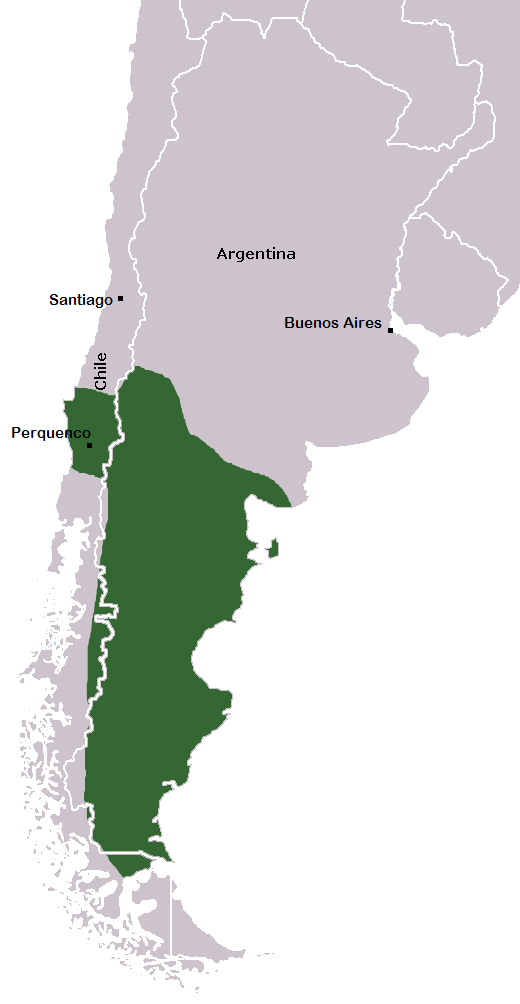
El mapa muestra la extensión aproximada del territorio reclamado por Tounens para su Reino de Nueva Francia o Reino de la Araucanía y la Patagonia, en referencia a las actuales fronteras de las repúblicas del Cono Sur.

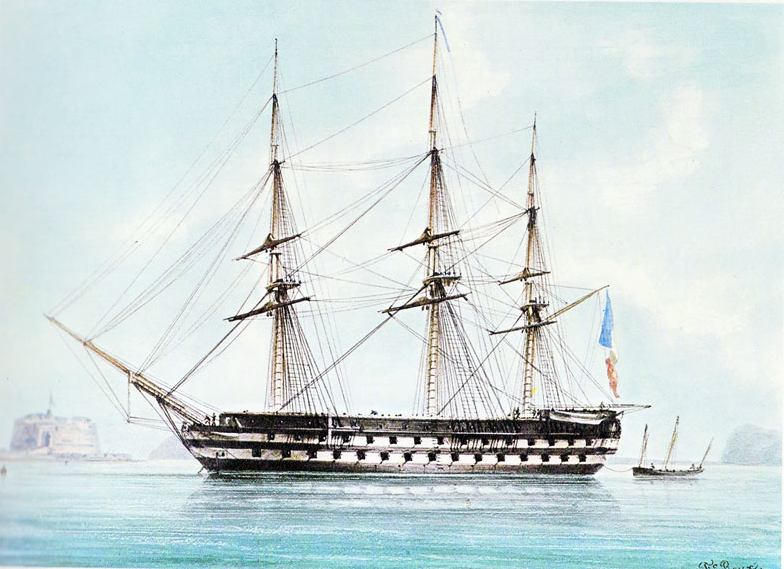
El navío de línea de la marina de guerra francesa Duguay Trouin. En él, mientras estaba surto en Valparaíso, se refugió al "rey Aurelio", tras ser liberado del manicomio de Santiago por interseción diplomática francesa en 1862.

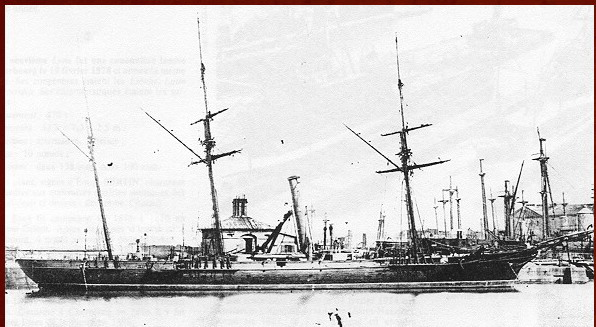
Un buque de guerra de marina francesa, el D'entrescateaux, aviso de segunda clase del tipo Adonis (como el de la fotografía), en 1869 desembarcó subrepticiamente a O. Antoine Tounens en costas que Chile consideraba propias, permaneciendo largo tiempo en la costa, a la expectativa, mientras el francés realizaba su segunda incursión en tierras mapuches, hacía gestiones ante los líderes locales, intentando conseguir validarse y establecerse como rey de "Nueva Francia" (o de "Araucanía y Patagonia").

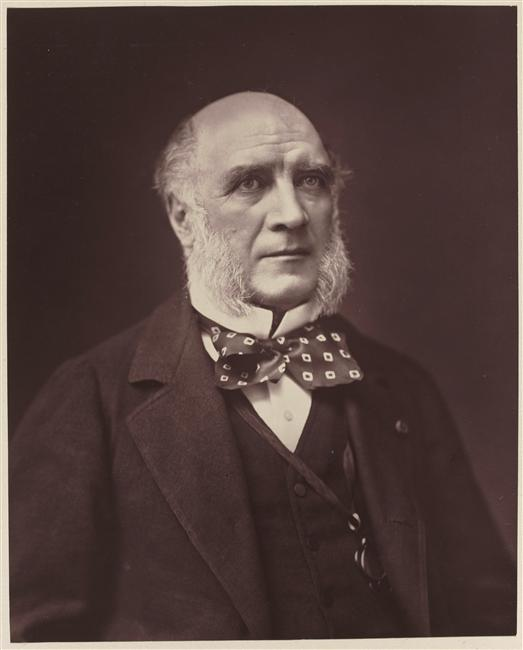
El conde Louis Decazes, el canciller de Francia que recibió en 1873 la nota de protesta del gobierno chileno por la transacción pública en el mercado francés de papeles especulativos para financiar la tercera expedición del "rey Aurelio" para instalar su proyectado Reino de Nueva Francia en territorio reclamado por Chile (foto de Nadar).

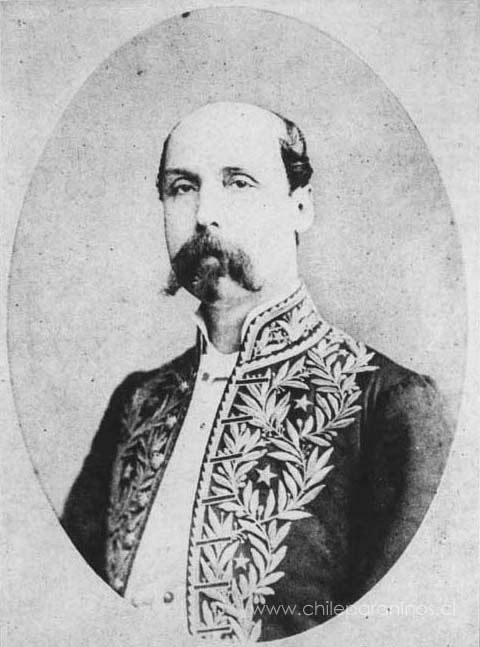
Alberto Blest Gana en uniforme de embajador de Chile. Este diplomático remitió en 1873 una nota de protesta ante Francia e Inglaterra por el asunto del "Reino de Nueva Francia".

Simultáneamente a la intervención francesa en México, en enero de 1862 el ejército chileno, bajo el mando del coronel Cornelio Saavedra, apresó en el territorio mapuche al súbdito francés Orélie Antoine de Tounens (también anotado bajo las grafías Oréllie y Orllie, conocido como "rey Aurelio"). Éste era un exfuncionario judicial del estado francés que recibió en su país aportes monetarios de círculos políticos y empresariales (25.000 francos de la época) para llevar adelante el proyecto de implementar una monarquía constitucional (como la del propio Napoleón III y la que éste impuso por la fuerza en México con el emperador Maximiliano) en tierras mapuches y patagónicas: el "Reino de Nueva Francia" o "Reino de la Araucanía y la Patagonia". Tounens llegó a Chile con caudales y numerosa papelería impresa, consistente en proclamas y documentos sellos de su proyecto de monarquía. Con ayuda de algunos franceses y locales, en Chile logró introducirse en el territorio mapuche, presentarse ante algunas autoridades tradicionales de ese pueblo, recibir algún nivel de protección por parte de ellas y, aparentemente, incluso ser proclamado según sus deseos por algunos loncos (caciques) como rey. Aunque entre los mapuches generaba dudas por presentarse solo con esas pretenciones, según testimonios posteriores de Juan Calfucura, pues no se sabía si era un verdadero rey, un loco o un brujo, siendo a ojos del pueblo un hombre de vida retirada que rehuía las fiestas y prefería la conversación de los ancianos.
El gobierno chileno, por su parte eligió considerar a Tounens como un demente:

"...Aunque fue el primero en tratar de loco al francés, (el coronel) Saavedra sabía que un tipo de invasión de cualquier tipo era un peligro latente, sobre todo de Gran Bretaña, que fundó por entonces protectorados y colonias en las islas del Caribe y en Oceanía, y de Napoleón III en Francia, que invadió México en 1861"
Memoria Chilena

De hecho, en sus comunicaciones con el Ministerio de Guerra chileno, Saavedra describía a Tounens como un sujeto peligroso que efectivamente tenía influencia sobre algunos sectores mapuches. Así mismo, Saavedra describió las especies incautadas al prisionero, que permitían deducir algún grado de preparación racional y apoyo externo:

"...Se han encontrado dos de las banderas que llevó, i de las cuales hay algunas de las que repartió entre los caciques; hay muchos papeles, entre los que hay proclamas, proyectos de organización del nuevo reino, cartas i solicitudes mandadas desde Francia para obtener destinos en la Nueva Francia, como la titula en sus papeles".
Coronel Cornelio Saavedra

De manera que fue entregado a la justicia civil, que lo remitió a la Casa de Orates de Santiago, de la que salió por gestión del cónsul francés en Santiago, que consiguió sustraerlo de mayores condenas e investigaciones, al embarcarlo en Valparaíso en un navío de línea de 100 cañones de la marina de guerra francesa, el Duguay-Trouin.
De vuelta en Francia, Tounens siguió inmediatamente con una campaña de propaganda, publicando profusamente en la prensa francesa y europea sus reivindicaciones, mientras que en la prensa chilena se vertían acusaciones de connivencia del régimen francés con su proyecto. Así, por ejemplo, en El Correo del Sur de Concepción se publicaba en 1863 que:

“Orélie es agente de Napoleón III para posesionarse de la Araucanía, y si el gobierno no toma medidas preventivas necesarias (…) antes de seis meses la veremos poblada de franceses y entonces ¡ay de la nación chilena!”
El Correo del Sur, Concepción 1863.

En 1869 Tounens, aunque fracasó en conseguir un cuantioso préstamo de varios millones de francos que pidió a Napoleón III, consiguió un renovado apoyo de círculos monárquicos, empresariales y militares franceses, que querían algún logró resonante en ultramar que aminorara la reciente derrota y fusilamiento de Maximiliano en México. Así que a mediados de año se embarcó y fue regresado a costas chilenas por un buque de guerra de la marina francesa, el aviso D'Entrecasteaux, que quedó largo tiempo a la expectativa en la zona "lo que refuerza la teoría del apoyo oficial" del gobierno francés.En esta segunda incursión se encontró con el levantamiento de Quilapán en desarrollo, pero, ante una sucesión de victorias chilenas y el conocimiento de que su cabeza tenía precio, abandonó nuevamente el territorio a través de las pampas, embarcándose finalmente en Montevideo. Aunque sólo para iniciar una nueva campaña de recolección de fondos para su reivindicación, asociado con el diplomático y escritor monarquista francés Eugène Mahon de Monaghan (autor de un texto panegírico sobre Tounens) y el banquero inglés Jacobo Michaels, con los que creó una compañía denominada Sociedad Nueva Francia, que entre sus planes proclamaba el deseo de armar una expedición de 20 mil hombres y repartir tierras sudamericanas entre franceses, mientras en la prensa francesa se ponderaba que la seriedad del proyecto de Tounens solo podría ser valorada en virtud de que consiguiera el éxito o el fracaso en crear su reino.
Ante esta situación el gobierno de Chile en 1874 presentó una nota de protesta ante los gobiernos de Francia y Reino Unido a través de su embajador en París, Alberto Blest Gana, por el consentimiento de las autoridades galas e inglesas a que se especulara y transara públicamente en el mercado (se emitían títulos de empréstito, se fletaron dos barcos y se emitían títulos nobiliarios), amenazando lo que se entendía en Santiago como la integridad de un estado soberano. Aunque la acogida al reclamo chileno en la cancillería francesa habría sido inicialmente comprensiva por parte del duque Louis Decazes, posteriores respuestas evasivas y ambiguas llevaron a Blest a advertir que:

"(Chile) estaba dispuesto a considerar como filibustero a todo expedicionario que, procedente de Inglaterra o Francia y cualquiera que fuese su nacionalidad, se presentara en actitud hostil en nuestras costas en flagrante violación de nuestras leyes".
Alberto Serramone.

El tono elevado desbarató una tercera expedición, pues alertó a las autoridades argentinas, que también reivindicaban buena parte de los terrenos que Tounens pretendían como parte de su Reino de Nueva Francia. Por lo que fue detenido por el comandante de la frontera argentina luego de desembarcar en Bahía Blanca. Aunque Tounens después insistiría en una cuarta expedición, que finalmente abandonó por enfermedad. 
Para el historiador Ricardo Méndez Barozzi:

"...La proclamación de la monarquía por parte de Tounens fue un acto que estuvo avalado, si no públicamente por el Imperio Francés de Napoleón III, por grupos de poder que secretamente apoyaron al procurador y lo ayudaron a perseguir su objetivo, resultando importante el apoyo de las redes masónicas. Sin embargo, (...) frente a la falta de éxito de sus viajes, Tounens habría perdido al final todo apoyo financiero y político."
Méndez Barozzi

Si se sigue esta interpretación, que se apoya también en el hecho de que al menos en uno de sus viajes el aventurero fue introducido subrepticiamente en el Cono Sur por la marina de guerra francesa, ésta habría sido la segunda intentona intervencionista de Francia contra Chile independiente, junto con el anterior proyecto de colonización francesa en Magallanes, que había tensionado las relaciones unos veinte años antes, en 1843.

### Entre 1831 y 1914: Migración francesa y afrancesamiento de las elites chilenas
Las relaciones entre Chile y Francia ya establecidas formalmente, se vieron estrechadas con la numerosa inmigración francesa en Chile del siglo XIX, aunque tenía antecedentes en algunos migrantes relacionados al contrabando colonial. produjo una descendencia actual estimada de más de medio millón de chilenos con ascendencia francesa. Entre ellos tres gobernantes de apellido francés: El general Bartolomé Blanche (presidente provisional en 1932) y el dictador militar Augusto Pinochet (de origen vasco francés), además de Michelle Bachelet, la primera mujer presidente en la historia de Chile, electa democráticamente en dos ocasiones. 

#### Élite chilena en París: Afrancesados, trasplantados yrastaquouères

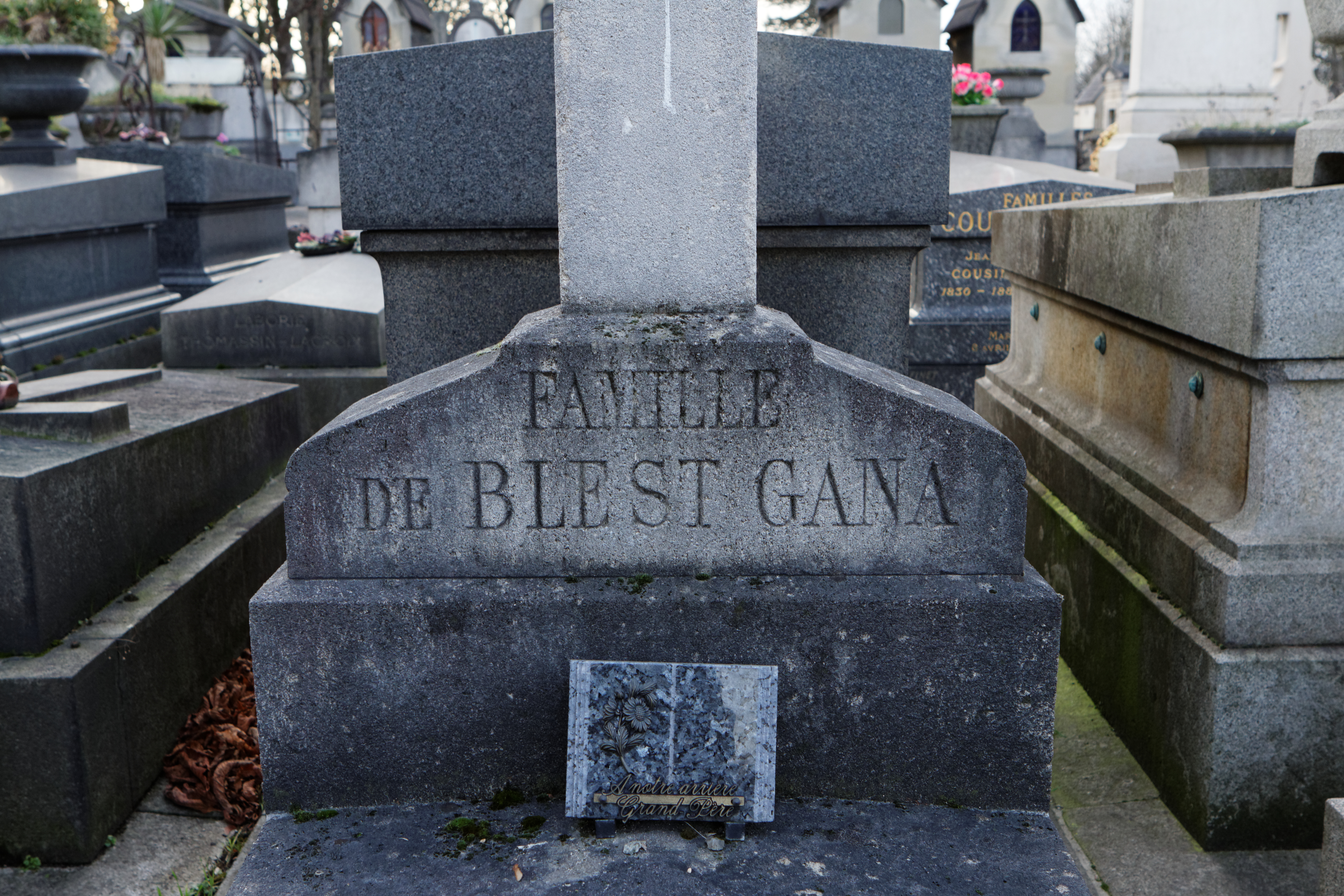
Tumba de Blest-Gana en el Cementerio de Père-Lachaise, en París.

Esta migración ocurrió en el marco de un afrancesamiento de las elites locales, expresado en los gustos y costumbres aristocráticos chilenos decimonónicos, producto de la expansión de la influencia cultural francesa en el mundo. Esto llevó a numerosos casos de familias adineradas chilenas que abandonaron largamente sus fundos y fuentes de renta minera o comercial en Chile, para pasar temporadas y estadías de años en París entre la segunda mitad del siglo XIX y las primeras décadas del siglo XX. Una vida que fue retratada, por ejemplo, por Alberto Blest Gana en su novela Los transplantados:

"Ambos eran genuinos representantes de la transformación del hispano-americano, transplantado joven a París, que rara vez puede desprenderse de su natural exótico y pasa su existencia esforzándose en asimilarse al europeo de alta clase social. Había entre ellos (...) esa común aspiración a escapar al apodo moderno de rastaquouère con que los franceses de París llamaban a los hispano-americanos solamente, y hoy a todo extranjero de mal tono (...)".

"(...) Las dos Américas, la del Norte y la del Sur, traen a Europa sus hijas y sus riquezas, y se sienten muy ufanas de encontrar nobles sin ocupación, sin profesión y sin fortuna, a quienes dárselas. Si un intercambio de conveniencias que satisface la vanidad de los supuestos demócratas y da lustre al empañado blasón de las clases que fueron, en otros tiempos, privilegiados, y que, en general, miran el trabajo como una degradación”
Alberto Blest Gana, Los transplantados, tomo I y II (1904 y 1905).

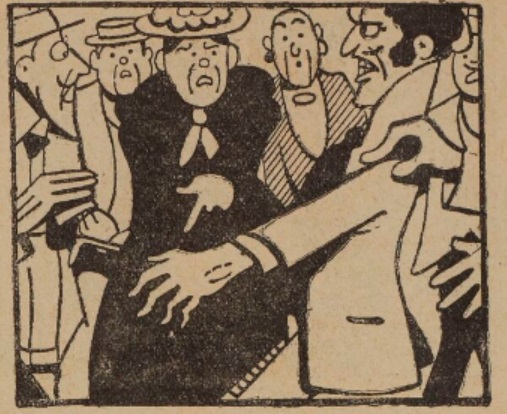
Caricatura de un "elegante rastaquouère chileno o peruano", que se hace llamar "el ilustre señor Jose de Peruchés Cambacérés". El personaje es desenmascarado por una mujer parisina como un ladrón y detenido por la policía francesa. (viñeta de tira cómica de La Jeunne Illustreé, n° 19, 1906). Diversos escritos de chilenos de clase alta, como Blest Gana y Alberto del Solar, residentes en París a fines del siglo XIX y principios del XX, dan cuenta de cómo muchos intentaban refutar o escapar del estereotipo despectivo del rastaquouère: el sudamericano ostentoso, exótico, adinerado, botarate, cándido, de dudoso gusto, de posición social sospechosa; uno que en ocasiones es entendido como un criminal por la sociedad francesa, como en la viñeta. Para otros, como Albert Millaud, era solo un alegre, pretencioso, ingenuo y tosco "buen chico", particularmente "fácil de explotar" por los locales.

De modo, que a partir de la segunda mitad del siglo XIX los sudamericanos, entre ellos los chilenos, fueron considerados en París bajo el arquetipo de un nuevo rico, ingenuo, basto, repleto de mal gusto y fácil de explotar o timar: el rastaquouère, del español "rasca cueros" porque varios magnates sudamericanos habrían sido tratantes de curtiembres. Así los describía el periodista Albert Millaud, en un artículo costumbrista que apareció originalmente en Le Figaro el 11 de octubre de 1886 (con el pseudónimo el Labruyère) y que luego se difundió en un libro ilustrado cómico sobre personajes de la vida cotidiana de París:

“Otro americano, pero del sur. Es el marsellés del Nuevo Mundo. Es exuberante, vistoso, llamativo, ruidoso. Aunque la palabra rastaquouère se aplica en París a todos los exóticos, el verdadero, el único rastaquouère es el brasileño, chileno, boliviano, argentino y venezolano. Encontramos en él indios, caribeños, mohicanos, españoles, portugueses. Su rostro tiene el tono de la madera vieja, su cabello negro es brillante y perfumado, su vestido es llamativo y demasiado rico. Está tachonado de joyas. Lleva tantos diamantes que acaban no teniendo valor. Se convierten en tapones de garrafa. El rastaquouère los muestra por todas partes, en la corbata, en la camisa, en el brazo, en todos los dedos, en el ojal, en el chaleco. Cuanto más lejos se ve el rastaquouère, su presencia se indica mediante un resplandor insoportable y lo mismo con los perfumes. Diamante y almizcle. De cerca, te absorbe en una avalancha de muecas y un flujo vertiginoso de palabras, pronunciadas con un sonido pan. El rastaquouère es generoso y suntuoso. Es muy alegre y le gusta el ruido. El placer es su meta, su vida, su sueño. Allí deja todo su vigor y todas sus plumas. En definitiva, es un buen chico al que explotan más que a los demás. El rastaquouère, a fuerza de esplendor y magnificencia, casi siempre termina decapitado”
Millaud, Albert. (1887) Le rastaquouère à Paris, en Physiologies parisienne.

Pero también el sudamericano, y el chileno, eran presentados como criminales barbáricos y novelescos, en cierto auge de la xenofobia o trato despectivo contra ellos:

"El sud-americano, ó sea "el rastaquouere por excelencia", comercia, todavía, dentro de su tierra, en carne humana, negra o blanca; da cuchilladas y tiros de revolver, cuando no asesina a algún prójimo en la cordillera de los Andes, apoderánse de sus maletas de viaje y venirse en seguida al Viejo Mundo a gozar los productos de su despojo".
Publicación francesa, citada por Alberto del Solar en: Rastaquouère: ilusiones y desengaños sud-americanos en París (1890).

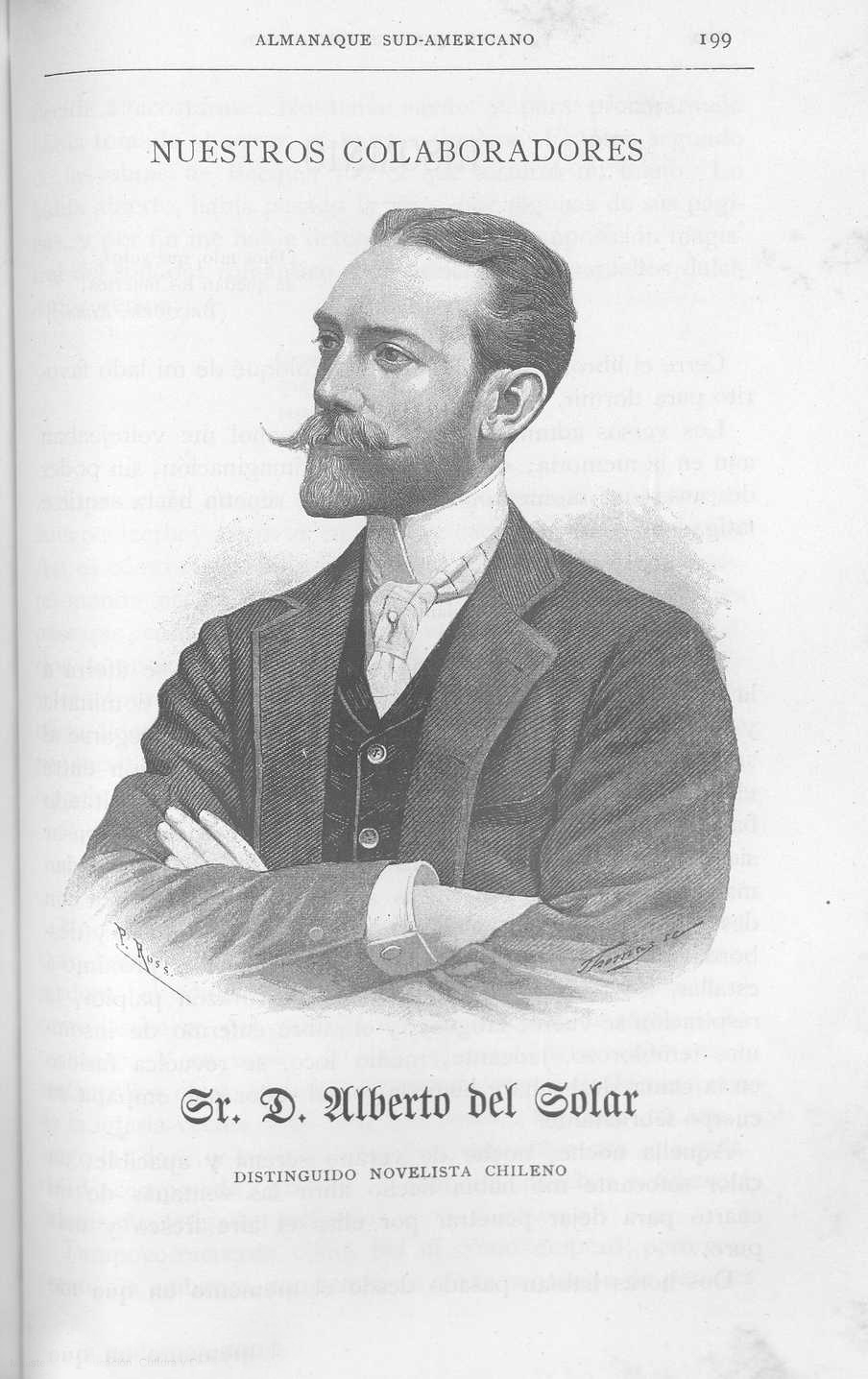
El diplomático y escritor chileno Alberto del Solar dedicó una novela a criticar y tratar el estereotipo del rastaquouère asociado a los chilenos y los sudamericanos en general.

El mote de rastaquouère, que persiguió a los chilenos de clase alta que pasaban largas residencias o se afincaban en París (y, en general, a los latinoamericanos en la misma situación), fue tratado por el escritor y diplomático chileno Alberto del Solar, perteneciente a una familia que tenía vínculos comerciales con Francia desde tiempos de la Independencia. En su calidad de chileno blanco de élite y de cultura afrancesada, se mostraba herido por las connotaciones raciales y sociales que lo emparejaban en los prejuicios franceses con miembros de otras clases chilenas:

"De esta manera, el americano del sud, ya fuese argentino, chileno, boliviano, venezolano ó colombiano, quedaba convertido, a la vista de los europeos, en "el verdadero, el único rastaquouère; el rastaquouère por excelencia", un personaje ridículo, absurdo, a quien se pintaba con rasgos por el estilo de los siguientes: tipo de color moreno subido, facha estrafalaria, vestir aparatoso y grotesco, talante finchado, andar de pavoneo -especie de crisólito viviente, por lo chillón de su atavío y por el brillo de los diamantes de que se le suponía cubierto, desde la cabeza hasta los pies- especie de bolsa llena de oro, desgarrada por una punta, según era la cantidad de escudos que se aseguraba iba derramando a su paso y por doquiera (...)".
(...) Habiendo perdido del todas sus presunciones de humanitarismo cosmopolita, ciertos parisienses del día parece que tuvieran antipatía profunda por el extranjero en general, y por el sudamericano en particular, relegado, éste último, al ínfimo rango de rastaquouère , palabra convencional que no tiene traducción en nuestra lengua, pero cuyo venal significado bastan a explicar los párrafos anteriormente transcritos".
Alberto del Solar, Rastaquouère: ilusiones y desengaños sud-americanos en París (1896)

Para Alberto del Solar el mote se debía a cierta ignorancia de los franceses sobre la realidad americana y a una especie de suplantación por parte de miembros de clases menos encumbradas que la suya, que por alguna razón llegaban con bastante dinero hasta París, sea de Chile o del resto de América. Porque, en su visión, en Chile y Sudamérica, aclara, sí había "gente conspicua y respetable":

"Pero sucede a veces que dichas personas tropiezan con el inconveniente de tener que luchar en el sentido de destruir o borrar el mal efecto producido por las debilidades, los candores, las inconveniencias de otros determinados compatriotas, salidos de algún rincón cualquiera de esta América lejana, y convertidos, allá en el Viejo Mundo, por virtud de la expatriación y por las ventajas que les proporcionan la independencia y la libertad con que viven, en personajes de valía, en pseudo-notabilidades de su tierra".
Alberto del Solar, Rastaquouère: ilusiones y desengaños sud-americanos en París (1896)

#### Clímax de la migración e influencia francesa
En este período la moda, el sentido de la elegancia, la gastronomía de las clases altas, la enología, la educación, la literatura, la filosofía y las ciencias estuvieron en Chile fuertemente influenciados por Francia. Así, muchas artes y oficios asociados al estilo de vida de las clases altas eran concentradas por franceses, que ejercían como sastres, sombrereros, peluqueros, arquitectos, técnicos, viñateros, músicos, profesores, preceptores privados, institutrices, o como productores e importadores de artículos manufacturados y de lujo. Mientras que otro grupo menor de franceses se convertía, junto a inmigrantes de otras procedencias, en beneficiarios de la repartición de tierras mapuches despojadas a los indígenas en La Frontera. De manera que a fines del siglo XIX habían unos 30.000 residentes franceses en Chile, según la estimación de las autoridades consulares galas de entonces, siendo la mayoría de ellos provenientes de los departamentos de Pyrénées Atlantique (País Vasco Francés) y Hautes-Pyrénées.
Así mismo, el modelo militar francés fue utilizado en Chile para la organización de su ejército hasta 1891, cuando esa influencia empezó a ser reemplazada por la prusiana.  

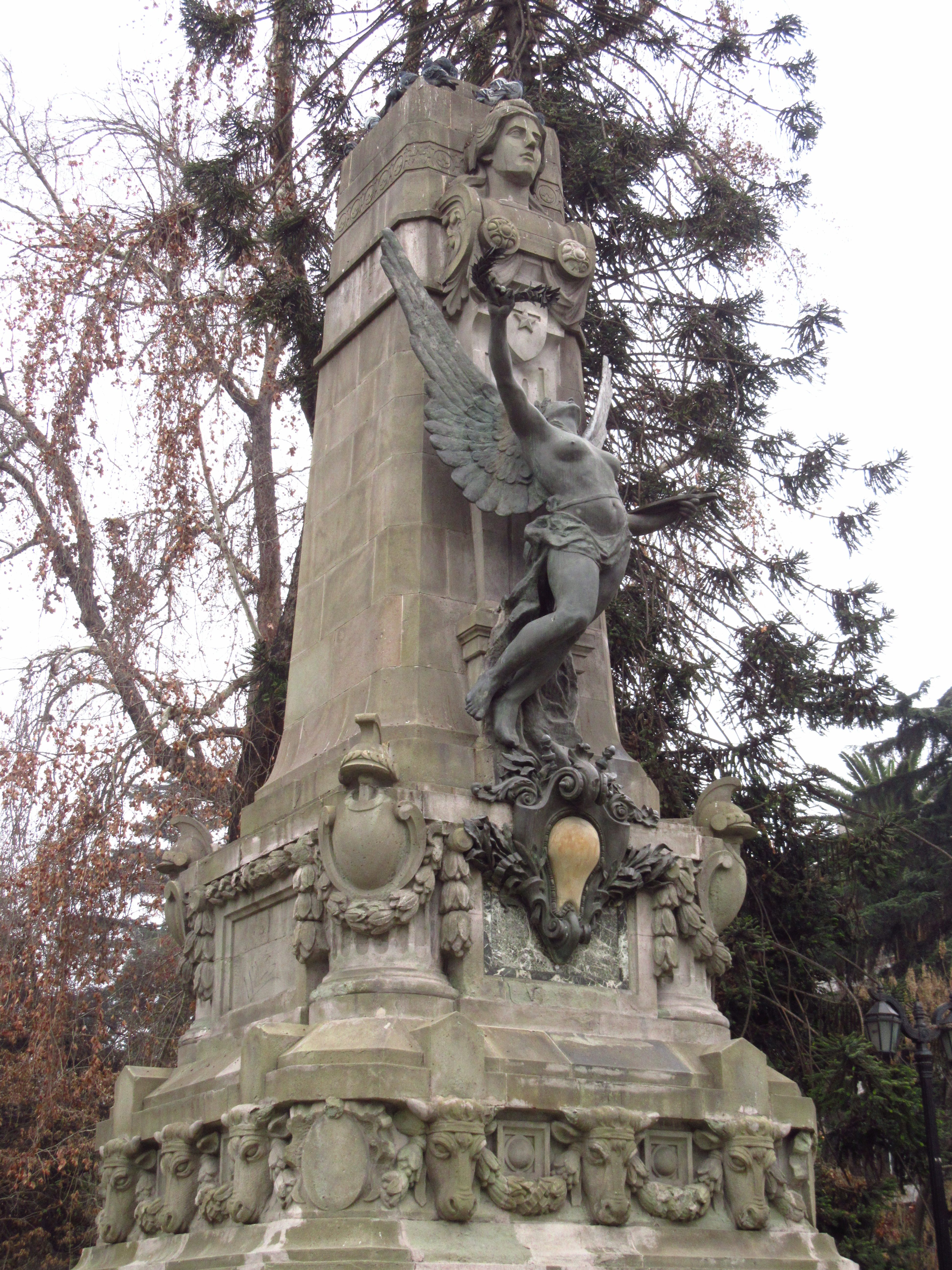
Monumento A la gloria en Santiago, financiado por la diáspora francesa en el país como parte de las celebraciones del Centenario de Chile en 1910.

Dentro de las actuaciones realizados por franceses en, o relativas a, Chile entre la independencia y principios del siglo XX destacan la investigación y publicación de una extensa obra sobre Chile por encargo del gobierno de Santiago por parte del naturalista e historiador Claudio Gay; la estafa del falso sistema para beneficiar oro a partir de escorias mineras de Alfred Paraf; la enseñanza de geografía, matemáticas y agrimensura en la década de 1820 por Carlos Lozier; la formación de una sociedad de profesores franceses y el impulso a la pedagogía por Pedro Chapuis; la enseñanza universitaria de economía por el académico de corte liberal Jean Gustave Courcelle-Seneuil; el frustrado intento del aventurero  Orélie Antoine de Tounens de convertirse en rey del autoproclamado Reino de la Araucanía y la Patagonia (o Nueva Francia) en 1860; la pintura de retratos de miembros de la elite chilena y escenas históricas por Raymond Monvoisin; la relación humana, intelectual y epistolar de Quinet, Lemannais y Michelet con Francisco Bilbao; la introducción de un primer procedimiento fotográfico -el daguerrotipo- por Philogone Daviette; la influencia en enseñanza universitaria de medicina por el primer decano de la disciplina en la Universidad de Chile, Laurent Sazie; la obra de numerosos arquitectos franceses que borraron en buena parte la impronta arquitectónica colonial española a la ciudad de Santiago: como François Brunet de Baines, Lucien Hénault o Emilio Doyère; las obras de estructura metálica diseñadas y exportadas a Chile desde Francia por, entre otras, la oficina de Gustave Eiffel; los robos y asesinatos en serie de Émile Dubois, célebres entre los habitantes de Valparaíso en la primera década del siglo XX; la profusión de piezas piezas artísticas producidas en serie por la Fundición Val d'Osne en la ornamentación y estatuaria pública de las ciudades chilenas; la instalación en 1872 del monumento ecuestre a O'Higgins en Santiago por Albert-Ernest Carrier-Belleuse; y la gira de la afamada actriz Sarah Bernhardt en 1886, entre muchas otras.    

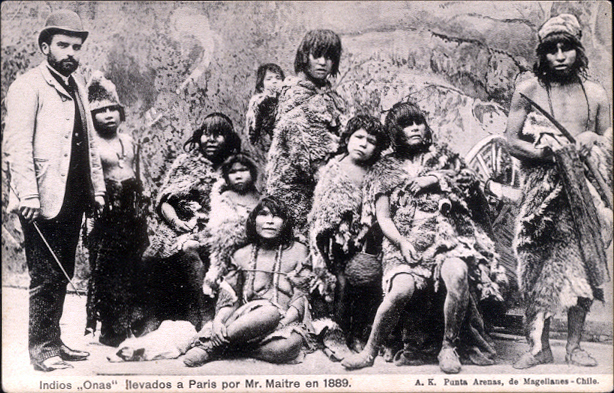
Indígenas selknam (llamados onas en esta tarjeta postal de la época) expuestos en un zoológico humano de París, en 1889, por un tal Maurice Maitre, que hizo fortuna con esta forma de trata de personas.

En la década de 1880 fueron capturados y traficados, desde Chile a París, indígenas mapuches, kawéskar, aoinkenk y selknam en diversas ocasiones, para ser exhibidos en zoológicos humanos como rarezas. Por ejemplo, en el Jardín de Aclimatación (un caso documentado por el registro en un álbum fotográfico de Roland Napoleón Bonaparte) como en la Exposición Universal de 1889 de esa ciudad. Muchos de los cautivos no sobrevivían al viaje o fallecían al poco tiempo de llegar a Europa, mientras que los empresarios de estas atracciones, como Maurice Maitre hicieron fortunas con esta trata de personas.

### ElsigloXXtras la Gran Guerra

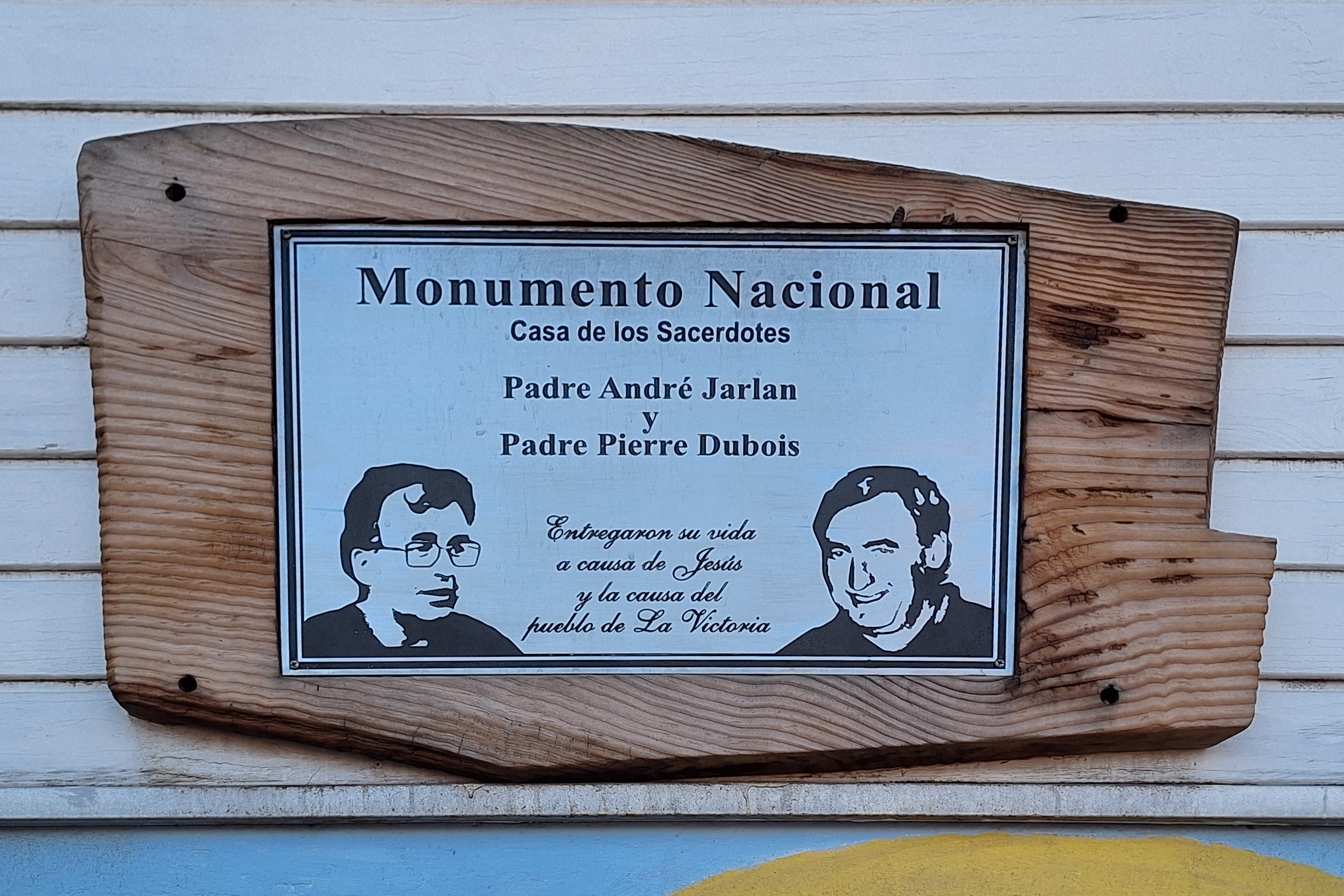
Placa en la casa de los sacerdotes franceses André Jarlan y Pierre Dubois, conservada como monumento nacional en La Victoria.

Las actuaciones notorias de franceses relativas a Chile continuaron posteriormente a lo largo del siglo XX, con, por ejemplo, el primer vuelo femenino que cruzó la Cordillera de los Andes en 1921 por Adrienne Bolland; el servicio la Compañía General Aeropostal que estableció vuelos regulares sobre los Andes con aviadores como Mermoz, Guillaumet y Saint-Exupéry, quien legó el libro Vuelo Nocturno sobre esas navegaciones aéreas; la fundación del Centro de Estudios para la Sociología del Trabajo de la Universidad de Chile en 1956 por Alain Touraine; la creación del Centro de Investigaciones de Glaciología en la misma universidad y década por uno de los padres de la dísciplina, Louis Lliboutry; la participación de numerosos franceses en el andinismo y deportes de montaña; la estrecha relación intelectual y política entre el filósofo Regis Debray y el presidente chileno Salvador Allende; la realización de la película Missing (1982) por el director franco-griego Costa-Gavras que ganó un Oscar presentando el tema de los desaparición forzada de personas en Chile; la acción de los sacerdotes Pierre Dubois y André Jarlan, este último asesinado en 1984 en La Victoria; la masiva "estafa de los quesitos" llevada a cabo en Chile y Perú en 2006 por Gilberte Van Erpe, conocida como Madame Gil, entre muchas otras.

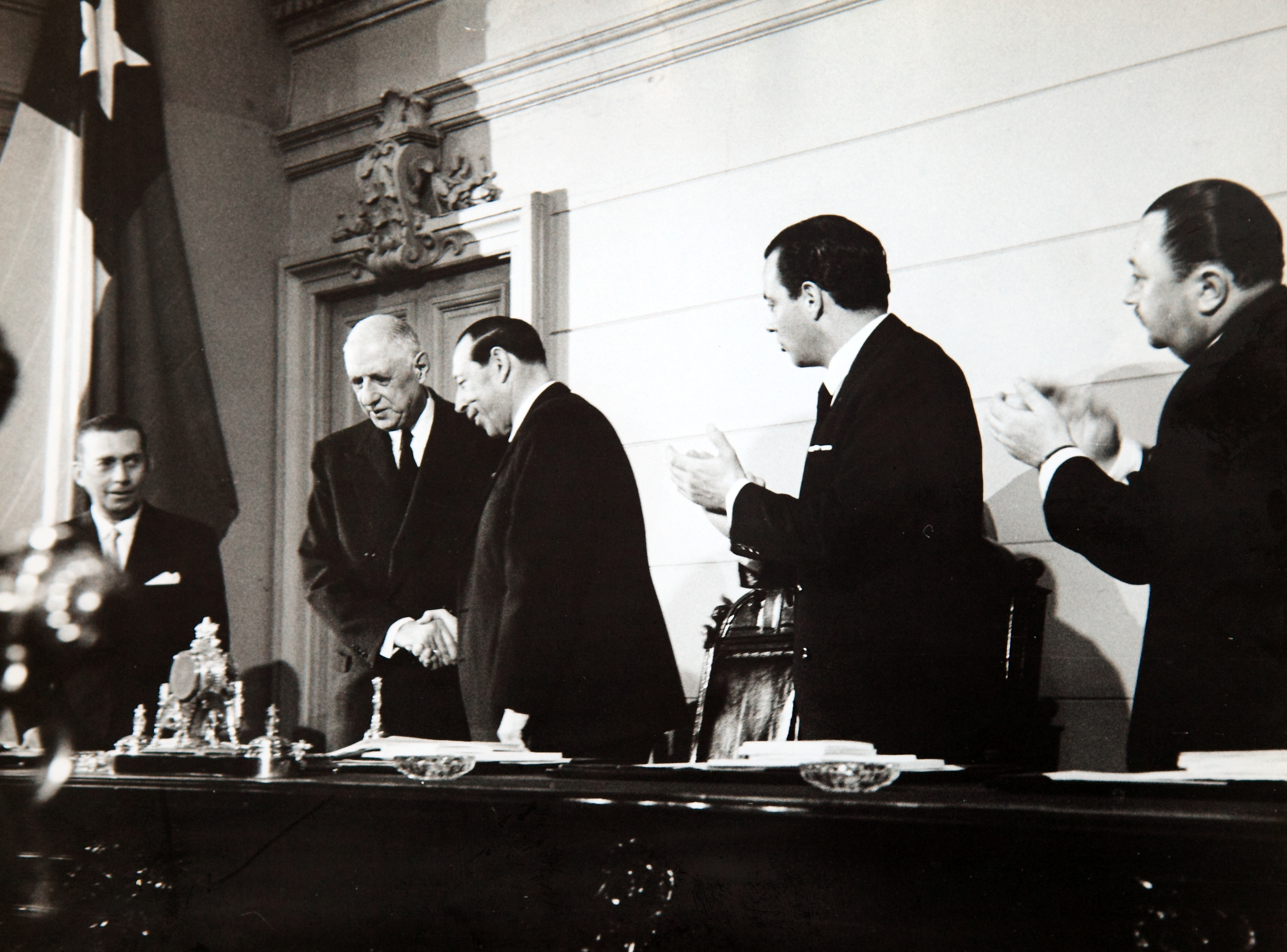
Visita oficial de Charles de Gaulle a Chile en el Congreso Nacional (septiembre de 1964)

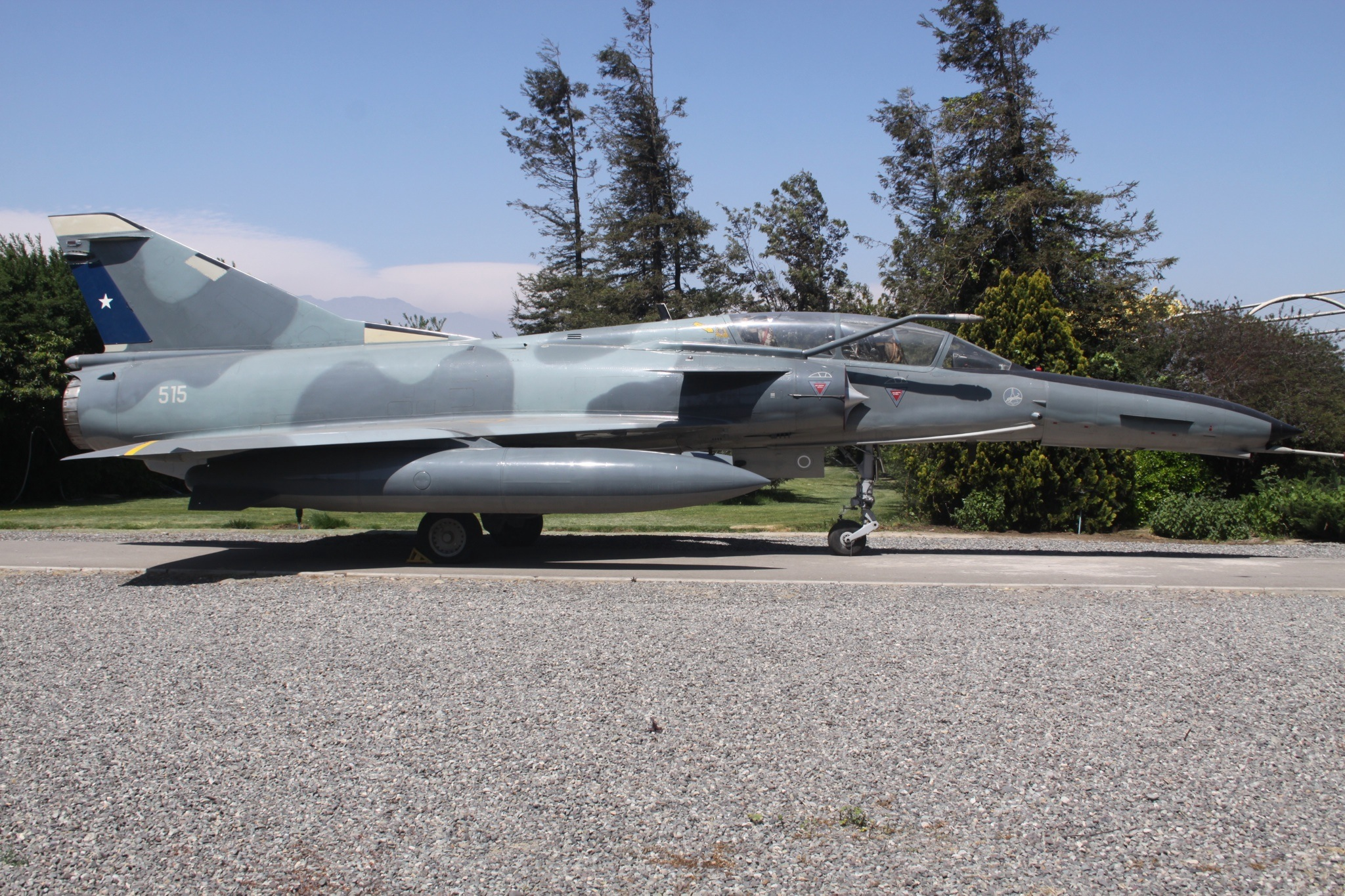
Uno de los aviones de combate Mirage 50 vendidos por Francia a la dictadura de Pinochet en 1980.

Entre el 29 de septiembre y el 2 de octubre de 1964, el presidente francés Charles de Gaulle realizó una visita oficial a Chile que lo llevó a Arica, Valparaíso y Santiago. Durante dicha visita se entrevisto con el presidente Jorge Alessandri y el presidente electo Eduardo Frei Montalva.
Luego del golpe de Estado en Chile de 1973 liderado por Augusto Pinochet, Francia bajo el mandato de Georges Pompidou congeló las relaciones diplomáticas con Chile hasta el retorno a la democracia en 1990, siguiendo su política internacional en favor de la democracia y los derechos humanos. Asimismo, el gobierno francés otorgó asilo político a exiliados chilenos del Régimen Militar.Aunque, simultáneamente, por otros conductos, Francia vendió armas a la dictadura de Pinochet, como 16 aviones de combate supersónico Mirage 50, llegados a Chile entre 1980 y 1983, durante las presidencias del derechista Valéry Giscard d'Estaing y el socialista Francois Mitterand. Así también, la venta de misiles antibuque Exocet, realizada en 1973, se mantuvo a firme por la administración Pompidou tras el golpe de Estado, cuando oficiales navales chilenos ya estaban recibiendo adiestramiento preliminar sobre el sistema en Chatillón, Francia.En 1980 el gobierno de Giscard d'Estaing, aprovechando el embargo estadounidense de armas a Chile, también firmó la venta de 50 tanques AMX-30, en modelo de combate y recuperador, que quedó reducida a 19 unidades cuando el gobierno de Mitterand detuvo la operación y estableció su propio embargo.

### SigloXXI

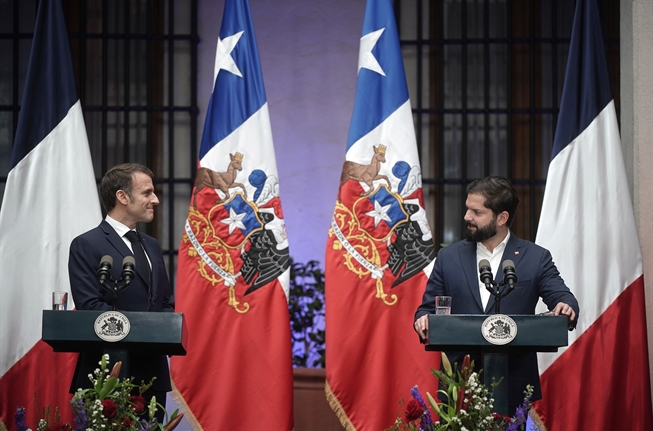
Visita oficial del presidente Emmanuel Macron a Chile en noviembre de 2024

En 2024, durante la visita de Estado del presidente Emmanuel Macron a Chile, junto a su par Gabriel Boric encabezaron la firma del Acuerdo Estratégico para la creación del Centro Binacional Franco-Chileno sobre inteligencia artificial entre el Ministerio de Ciencia, Tecnología, Conocimiento e Innovación de Chile y el Institut National de Recherche en Informatique et en Automatique (INRIA) de Francia.

## Presencia chilena en Francia
En tanto los inmigrantes chilenos en Francia son en la actualidad la tercera colonia más numerosa de la diáspora chilena en Europa y la novena a nivel mundial.  

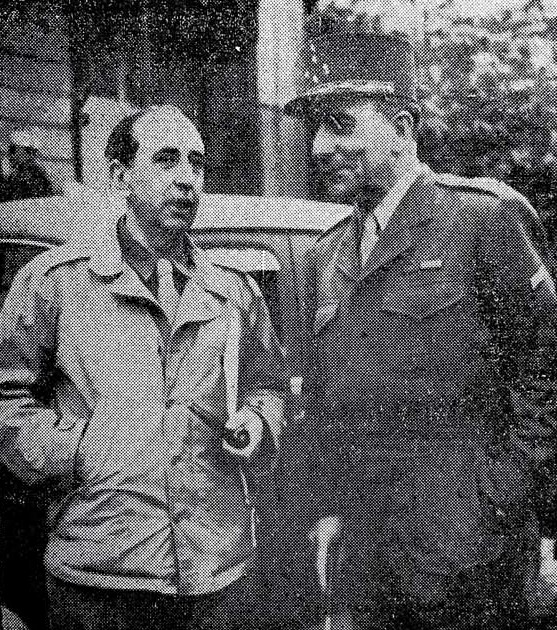
El poeta chileno Vicente Huidobro, que publicó parte de su obra escrita originalmente en francés como parte de la vanguardia literaria parisina, aquí a fines de abril de 1945 como corresponsal del diario uruguayo La Razón, con el general Jean de Lattre de Tassigny, días antes que éste representara a Francia en la firma de la capitulación del Tercer Reich.

Entre los chilenos que sostuvieron residencias, exilios o trabajos notorios en Francia se han contado los poetas Pablo Neruda, Gabriela Mistral, Vicente Huidobro, Armando Uribe,Teresa Wilms Montt, Alberto Rojas Jiménez y Manuel Magallanes Moure; los narradores Alberto Blest Gana, María Luisa Bombal, Juan Emar, Jorge Edwards y Roberto Bolaños; el político, memorialista y aventurero Vicente Pérez Rosales; la cantante, folcklorista y artista visual Violeta Parra; el escritor, guionista de cómic, director de cine y tarortista Alejandro Jorodowsky; el cineasta Raúl Ruiz; los artistas visuales Rebeca Matte, Roberto Matta, Nemesio Antúnez, Virginio Arias, Pedro Lira, Juan Francisco González, Sara Malvar, Henriette Petit y Camilo Mori; el pensador, político y ensayista Francisco Bilbao; la inmunóloga y el bioquímico del Instituto Curie, Ana María Lennon-Duménil y Fernando Sepúlveda; la cantante Anita Tijoux; el biólogo y filósofo Francisco Varela, quien murió siendo director de investigación del Centro Nacional de Investigaciones Científicas (CNRS) en el Laboratorio de Neurociencias Cognitivas e Imágenes Cerebrales (abreviado LENA en francés); el coreógrafo, socialité y empresario del ballet Jorge Cuevas Bartholín, conocido como "Marqués de Cuevas"; el frentista Ricardo Palma Salamanca, al que Francia concedió asilo político; los presidentes Manuel Blanco Encalada, Ramón Barros Luco y Gabriel González Videla, que cumplieron misiones diplomáticas en París en diferentes momentos de sus vidas; así como de Arturo Alessandri, que a fines de los 20 y principios de los 30 vivió exiliado en París, donde los opositores a Carlos Ibáñez del Campo se congregaron en esos años; los actores Óscar Castro Ramírez y Leonor Varela; el director teatral Andrés Pérez; los matemáticos Ramón Picarte Mujica, quien vivió en Francia gracias a la patente de su Tablas de Logaritmos de 12 decimales, y Carlos Conca; además de futbolistas como Fernando Riera, Ignacio Prieto y Alexis Sánchez;  entre muchos otros.  
Producto de esto, se han establecido diversas instituciones socioculturales, artísticas y educativas francesas en Chile, al igual que asociaciones chilenas en Francia. 

## Relaciones económicas

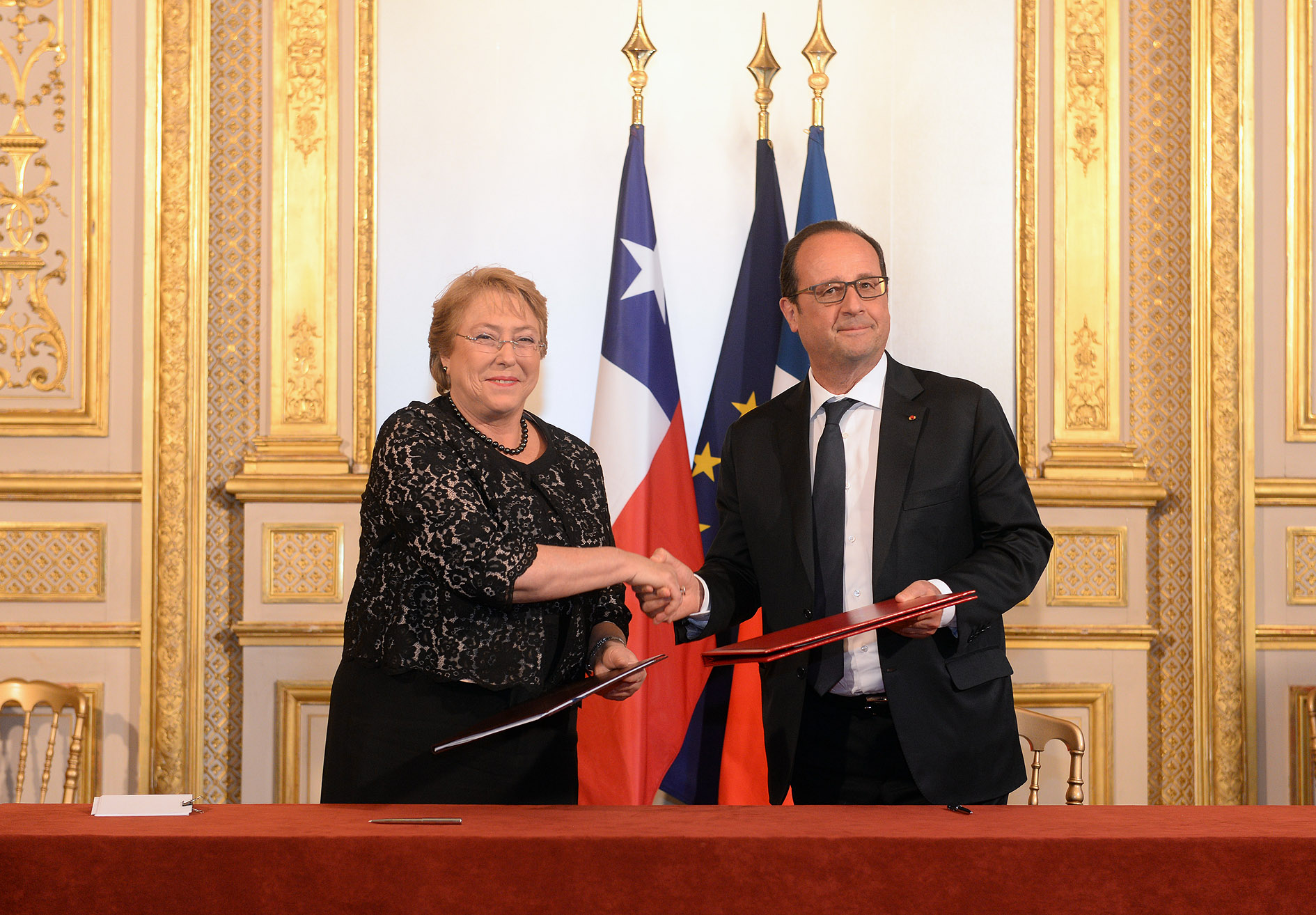
La presidenta chilena, Michelle Bachelet, junto a su par francés, François Hollande, en la firma de convenios bilaterales (París, junio de 2015)

Chile es el tercer socio comercial de Francia en Latinoamérica, detrás de Brasil y México, tanto en número de empresas instaladas como en intercambios comerciales. Existen múltiples acuerdos y convenios bilaterales de cooperación económica, científica, cultural, entre otros aspectos. Ambos países son miembros de la Organización para la Cooperación y el Desarrollo Económicos (OCDE). Las relaciones comerciales entre estos dos países se rigen por el Acuerdo de Asociación Económica (AAE) que Chile suscribió con la Unión Europea, que entró en vigencia el 1 de febrero de 2003.
En términos macroeconómicos, Chile exporta a Francia productos y subproductos derivados del cobre y la madera, vino chileno, frutas (manzanas y frambuesas) y productos del mar (salmones, mejillones y algas); de las exportaciones de Francia hacia Chile destacan los automóviles de turismo y otros vehículos terrestres, partes y piezas de repuesto mecánicas para vehículos y maquinarias, perfumes y medicamentos para uso humano.
En 2023, el intercambio comercial entre ambos países ascendió a los 2 174,8 millones de dólares estadounidenses, lo que supuso un -2,5% de crecimiento promedio anual en los últimos cinco años. Los principales productos exportados por Chile fueron cátodos de cobre, vinos, salmones y mejillones, mientras que Francia exportó mayoritariamente automóviles, furgones y perfumes.Por otra parte, Francia posee un stock de inversión en Chile de USD 1.739 millones (2023), que representa 1,8% de la inversión de Europa en Chile. Paralelamente, el stock de inversión de Chile en Francia es de 262 millones (2023).
En turismo, tanto los ciudadanos chilenos como franceses se encuentran liberados del requisito de visado para estadías temporales por un plazo máximo de 90 días. Chile se suscribió al convenio para ingresos al espacio de Schengen, por el cual Francia rige su política de visados; Chile, por su parte, aplicando el principio de reciprocidad otorga la misma exención para los franceses. La aerolínea de bandera francesa, Air France, opera vuelos regulares directos entre Santiago de Chile y París. Asimismo, en Oceanía existen rutas marítimas entre la Isla de Pascua y la Polinesia Francesa (colectividad de ultramar), especialmente de cruceros turísticos que también pueden hacer escala en Valparaíso.

## Misiones diplomáticas
- Chile tiene una embajada y consulado-general en París, lo cual también realiza funciones concurrentes para Mónaco.[85]El país es representado también por consulados honorarios en Le Havre, Burdeos, Lyon, Marsella, Estrasburgo, Papeete (Tahití) (y en el estado soberano del principado de Mónaco, enclave en France).
- Francia tiene una embajada en Santiago de Chile y mantiene consulados honorarios en Antofagasta, Concepción, La Serena, Osorno, Punta Arenas, Temuco y Valparaíso.[86]

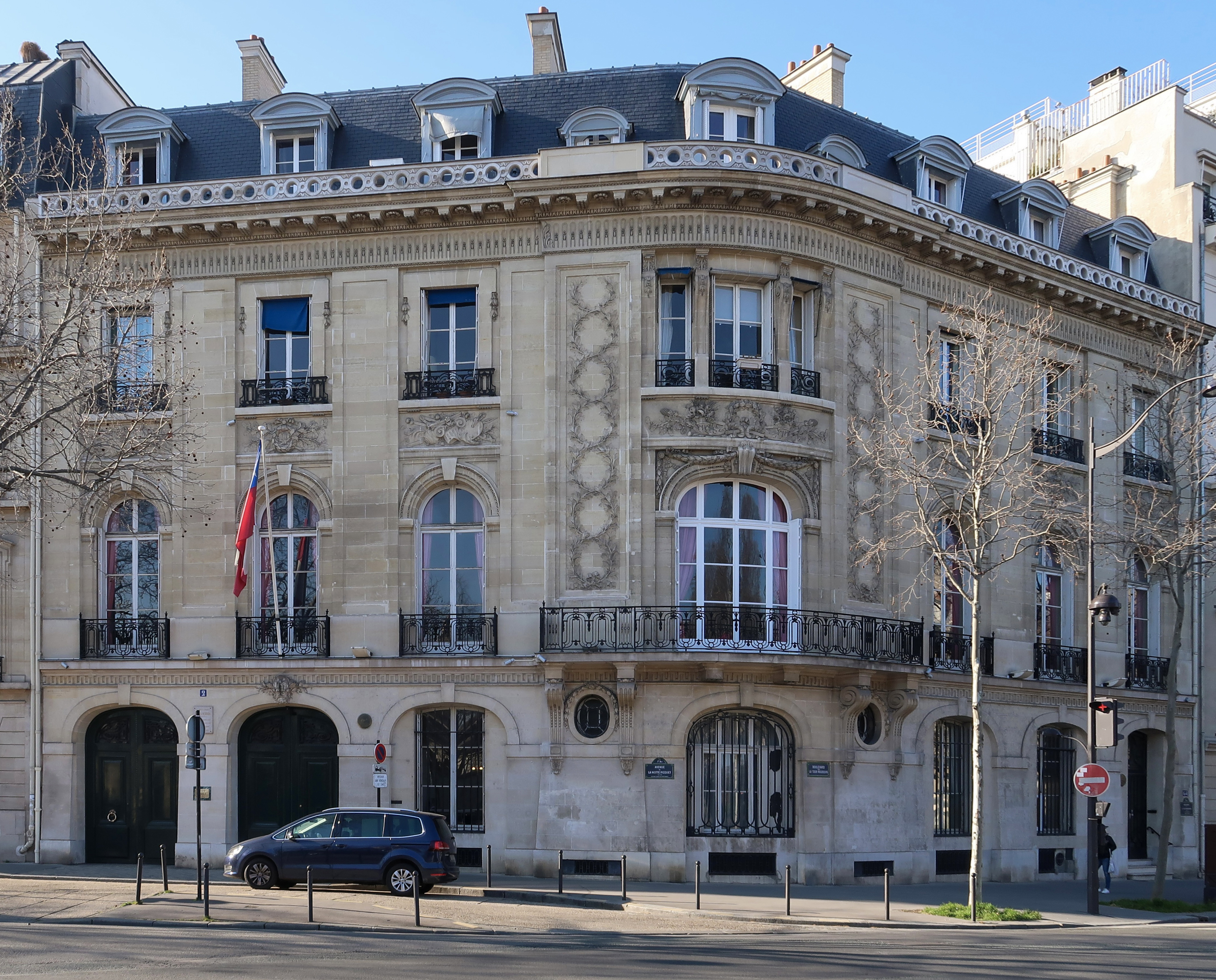
Embajada de Chile en Paris
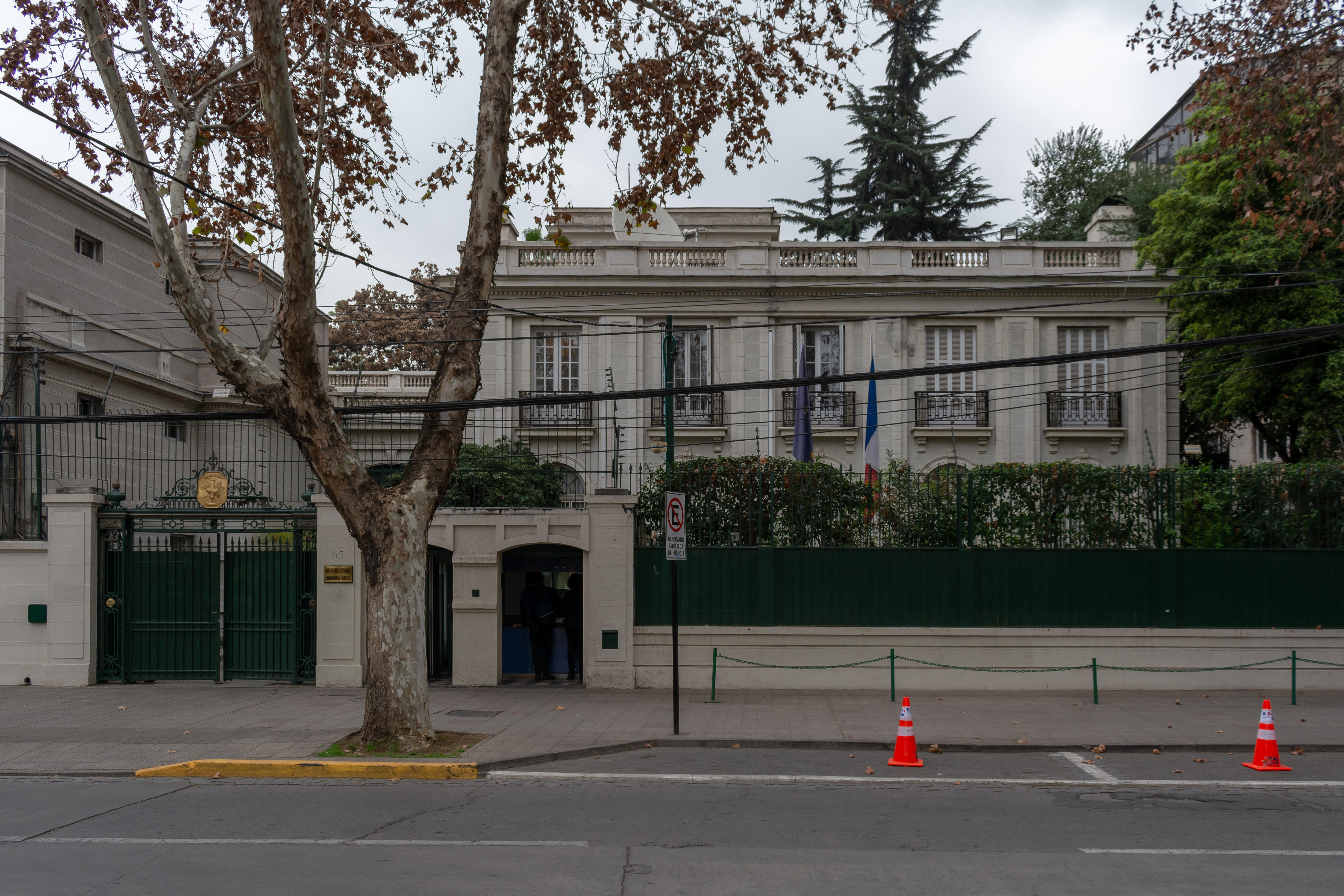
Embajada de Francia en Santiago de Chile